# Seznam domácích herních konzolí
Tento článek je seznamem domácích herních konzolí.

## Seznam generací
Následující seznam obsahuje pouze prvotní verze herních konzolí. Verze „slim“, „pro“ či jiné nebo jejich modifikace zde nejsou zahrnuty. Seznam obsahuje také nevydané konzole.
     Barva pozadí znázorňuje nejvíce prodávanou herní konzoli daného roku.
     Barva pozadí znázorňuje herní konzoli, která se nedočkala realizace.

### První generace (1972–1983)
Během první generace bylo vydáno na 875 herních konzolí.
| Název                   | Datum vydání   | Výrobce                         | Prodané kusy |
| ----------------------- | -------------- | ------------------------------- | ------------ |
| Magnavox Odyssey        | září 1972      | Magnavox                        | 350 tisíc    |
| Ping-O-Tronic           | 1974           | Zanussi                         | 1 milion     |
| VideoSport MK2          | 1974           | Henry's                         | 10 tisíc     |
| TV Tennis Electrotennis | 1975           | Epoch Co.                       |              |
| Magnavox Odyssey        | 1975           | Magnavox                        |              |
| Atari PONG              | 1975           | Atari                           |              |
| PC-50X Family           | 1975           | General Instrument              |              |
| Tele-Spiel              | 1975           | Philips                         |              |
| Video 2000              | 1975           | Interton                        |              |
| Coleco Telstar          | 1976           | Coleco                          | 1 milion     |
| APF TV Fun              | 1976           | APF                             |              |
| TV Master               | 1976           | Binatone                        |              |
| Bandai TV Jack          | 1977           | Bandai                          |              |
| Video Cassetti Rock     | 1977           | Takatoku Toys                   |              |
| Color TV-Game           | 1. června 1977 | Nintendo                        |              |
| Programmable Television | 1977           | ITT / C. Lorenz AG              |              |
| Champion 2711           | 1978           | Unisonic                        |              |
| Турнир                  | 1978           | ?                               |              |
| BSS 01                  | 1980           | Kombinat Mikroelektronik Erfurt |              |

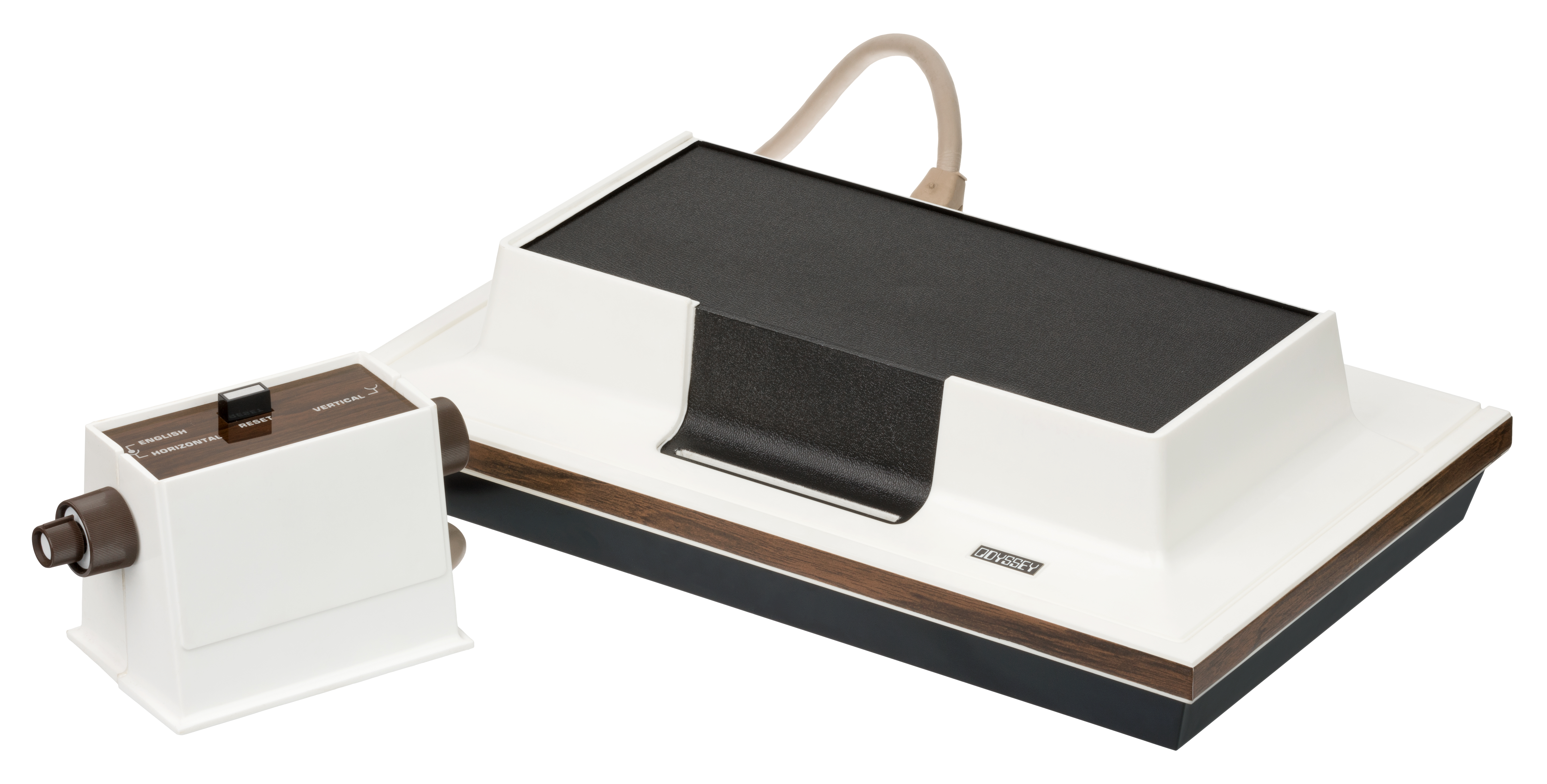
Magnavox Odyssey (první herní konzole, která byla vydaná v roce 1972)
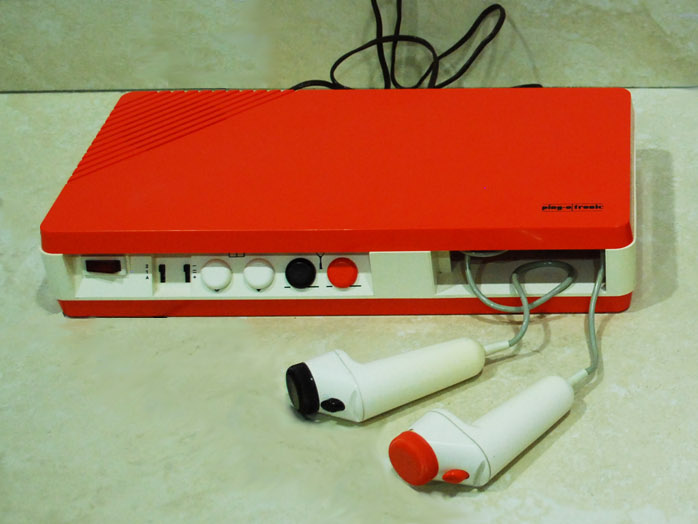
Ping-O-Tronic (konec roku 1974)
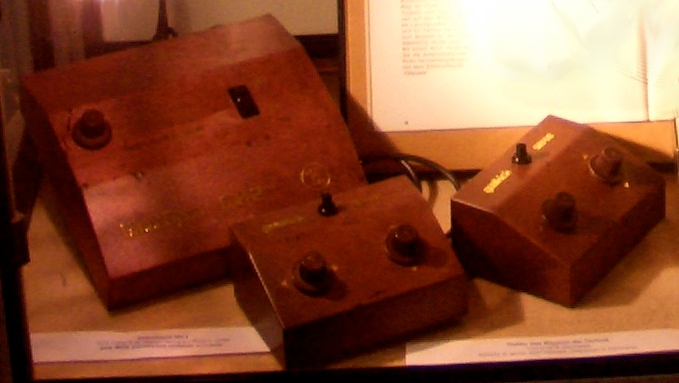
VideoSport MK2 (konec roku 1974 / konec roku 1975)
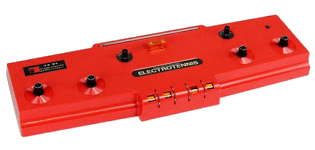
TV Tennis Electrotennis (první domácí herní konzole v Japonsku, která byla vydaná v červenci 1975)
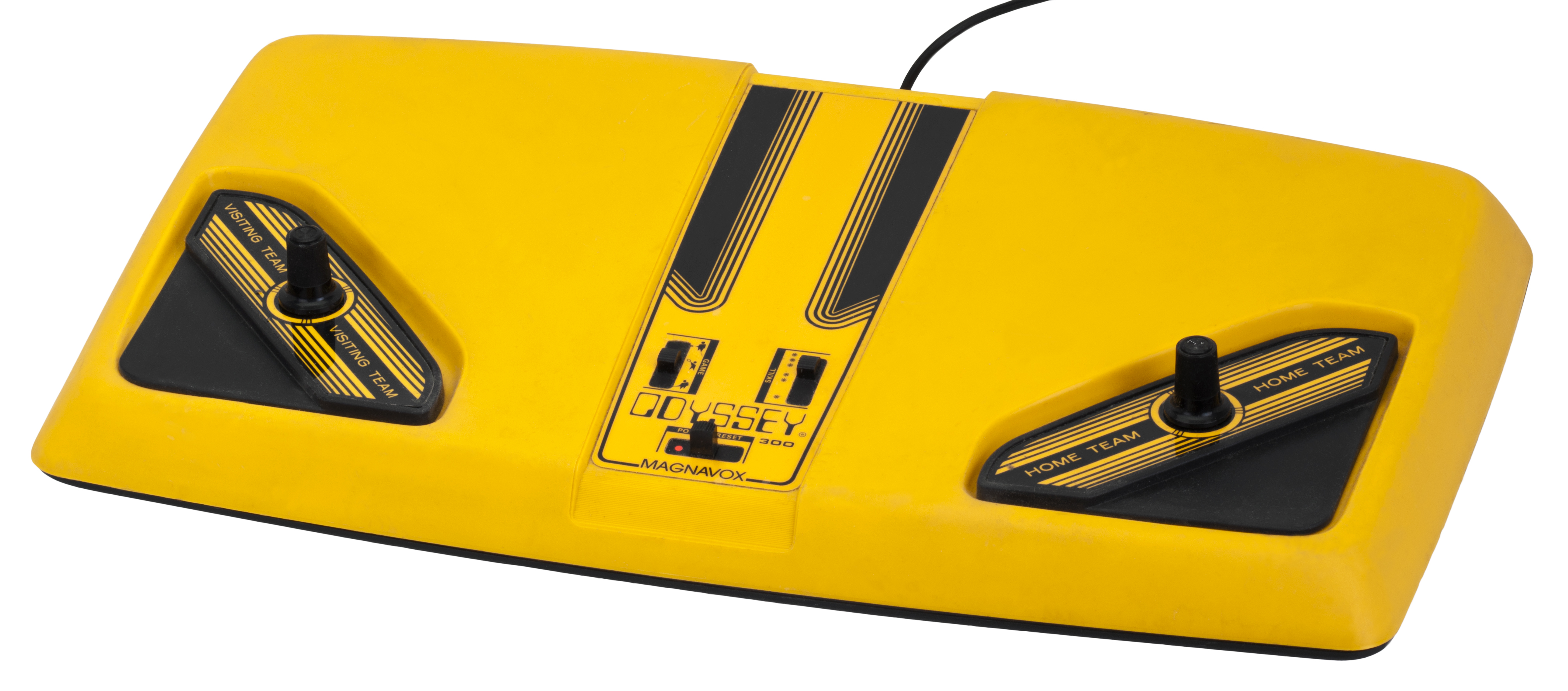
Magnavox Odyssey (1975)
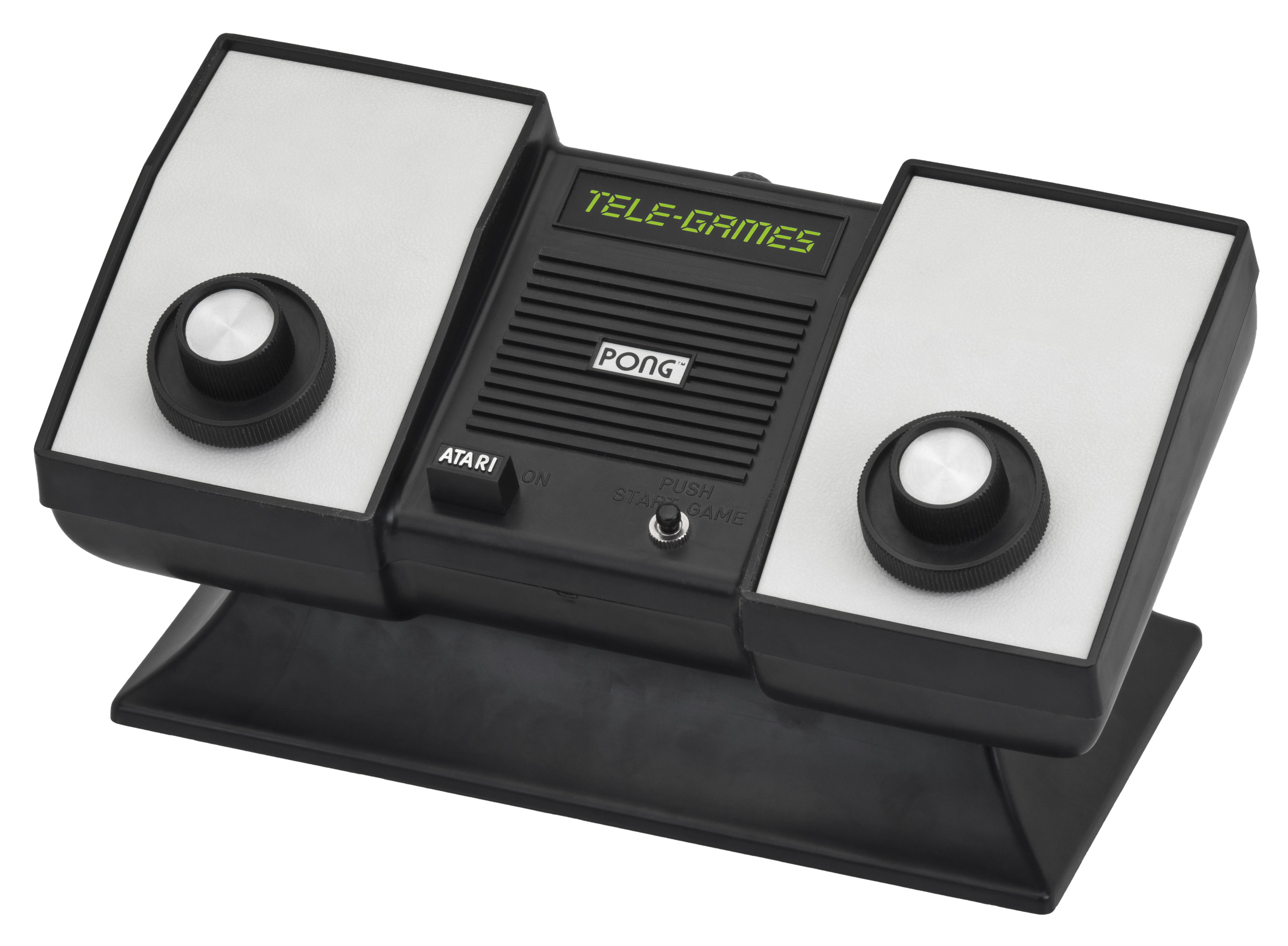
Atari PONG (vydáno společností Sears v roce 1975)
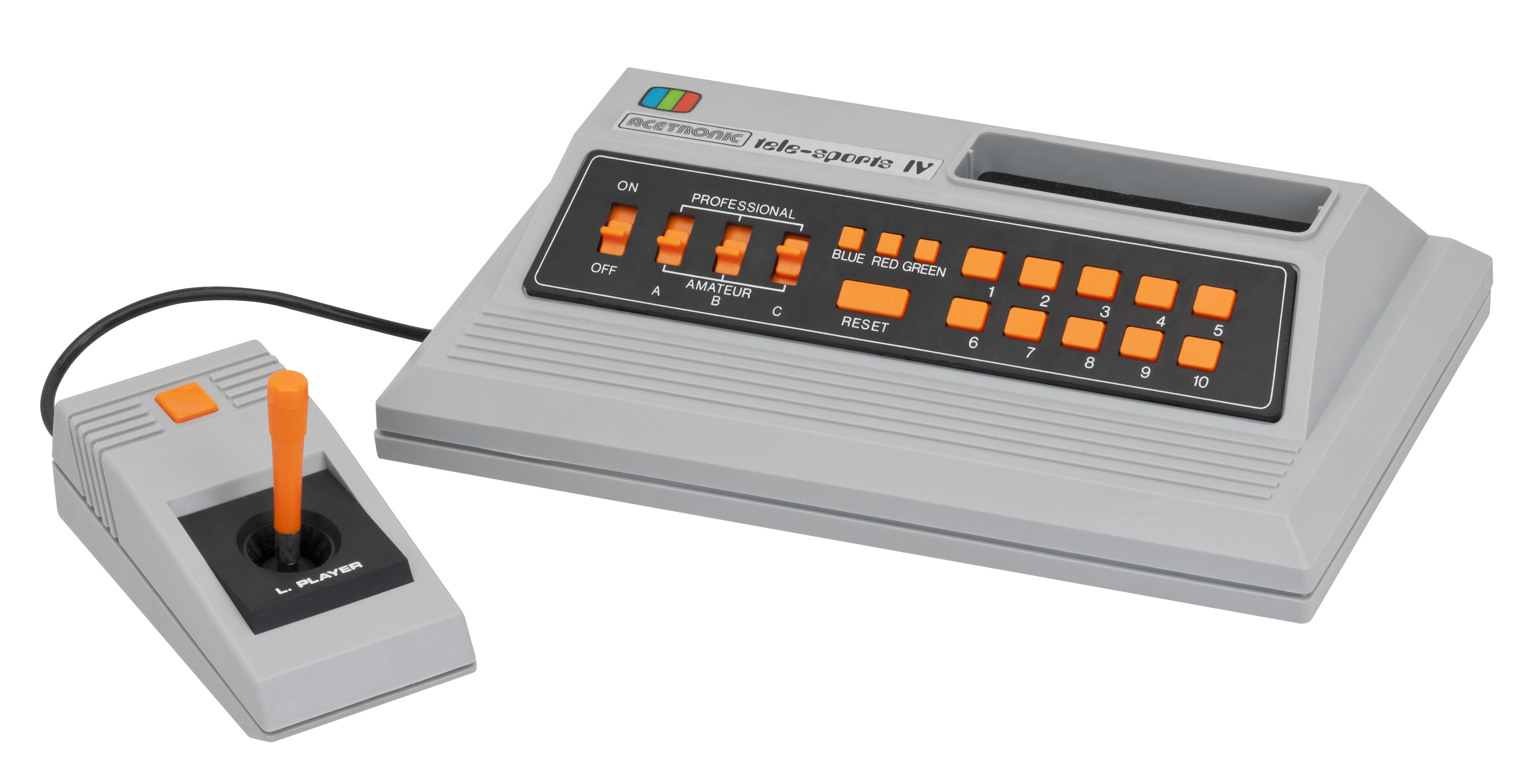
Acetronic Telesports IV je součástí rodiny konzolí PC-50X Family (1975)
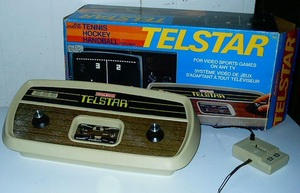
Coleco Telstar (1976)
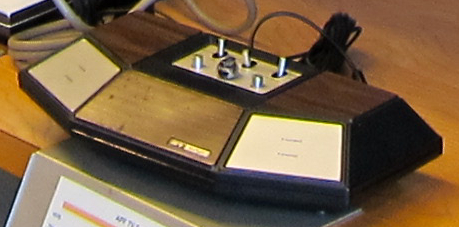
APF TV Fun (1976)
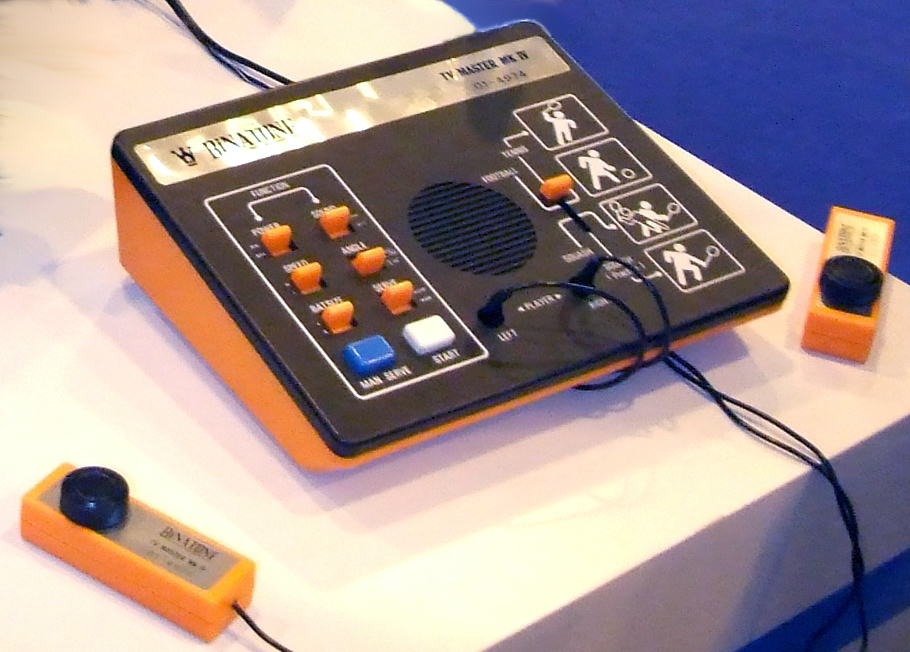
TV Master (1976)
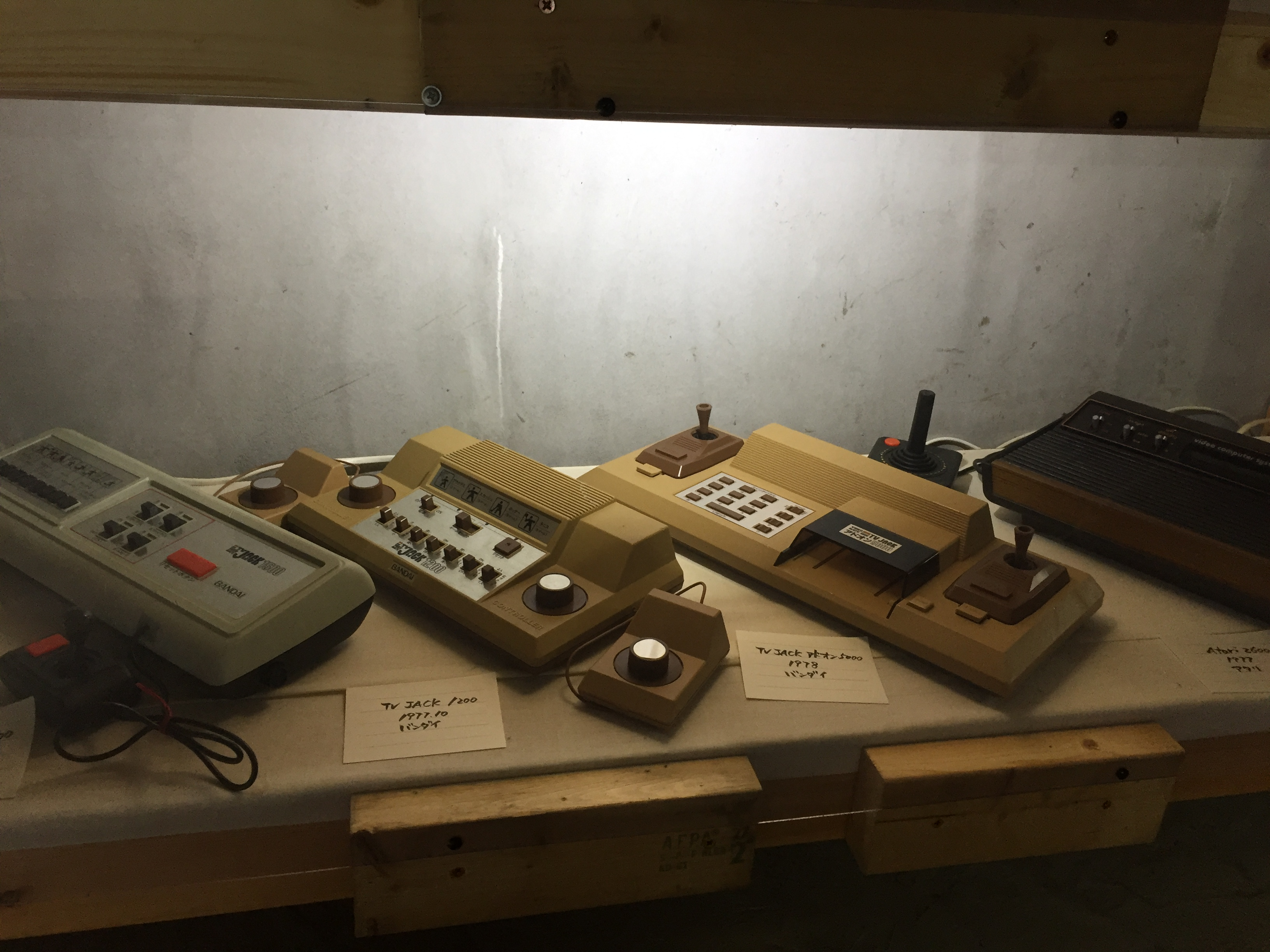
Bandai TV Jack (1977)
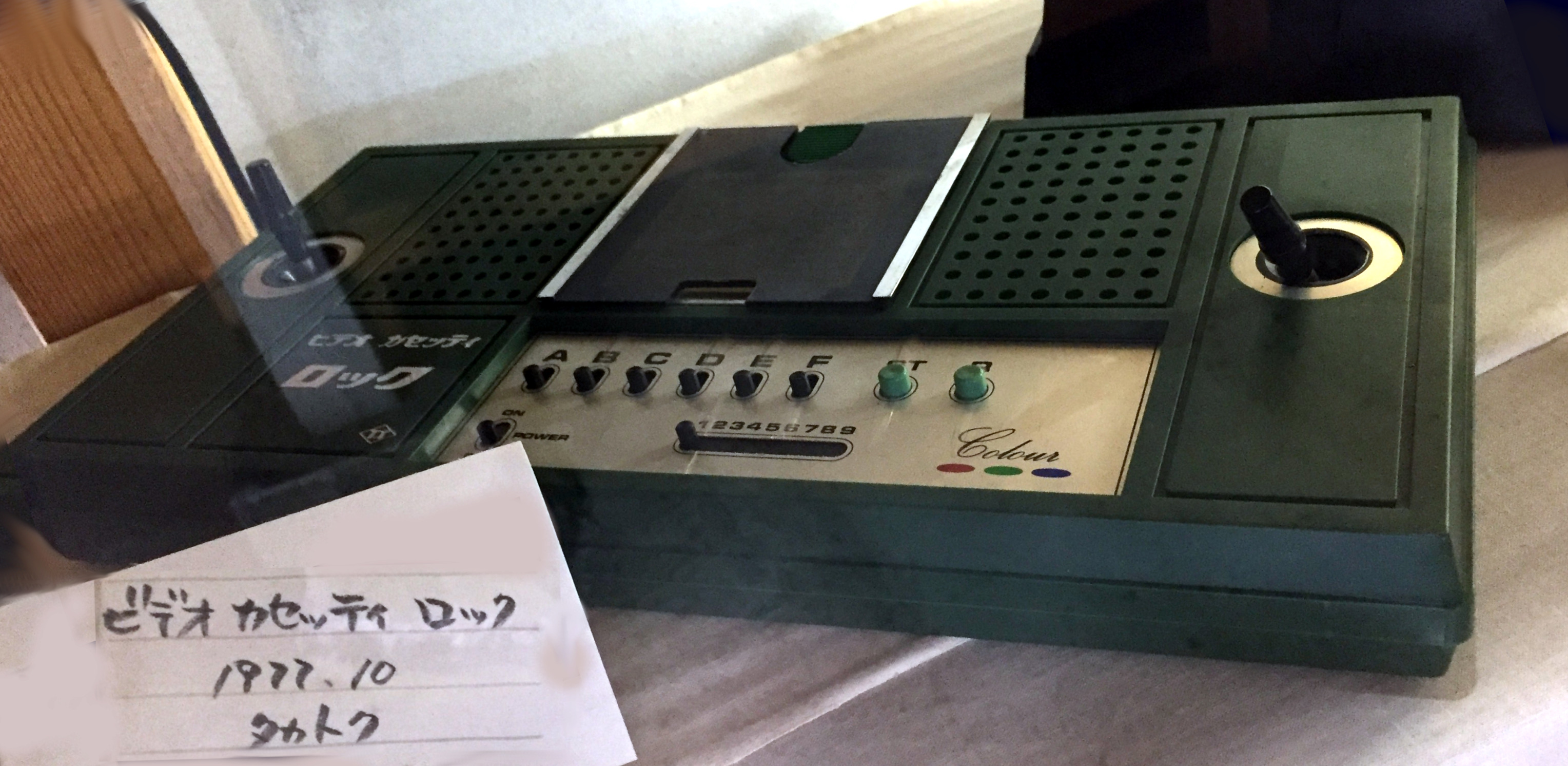
Video Cassetti Rock (1977)
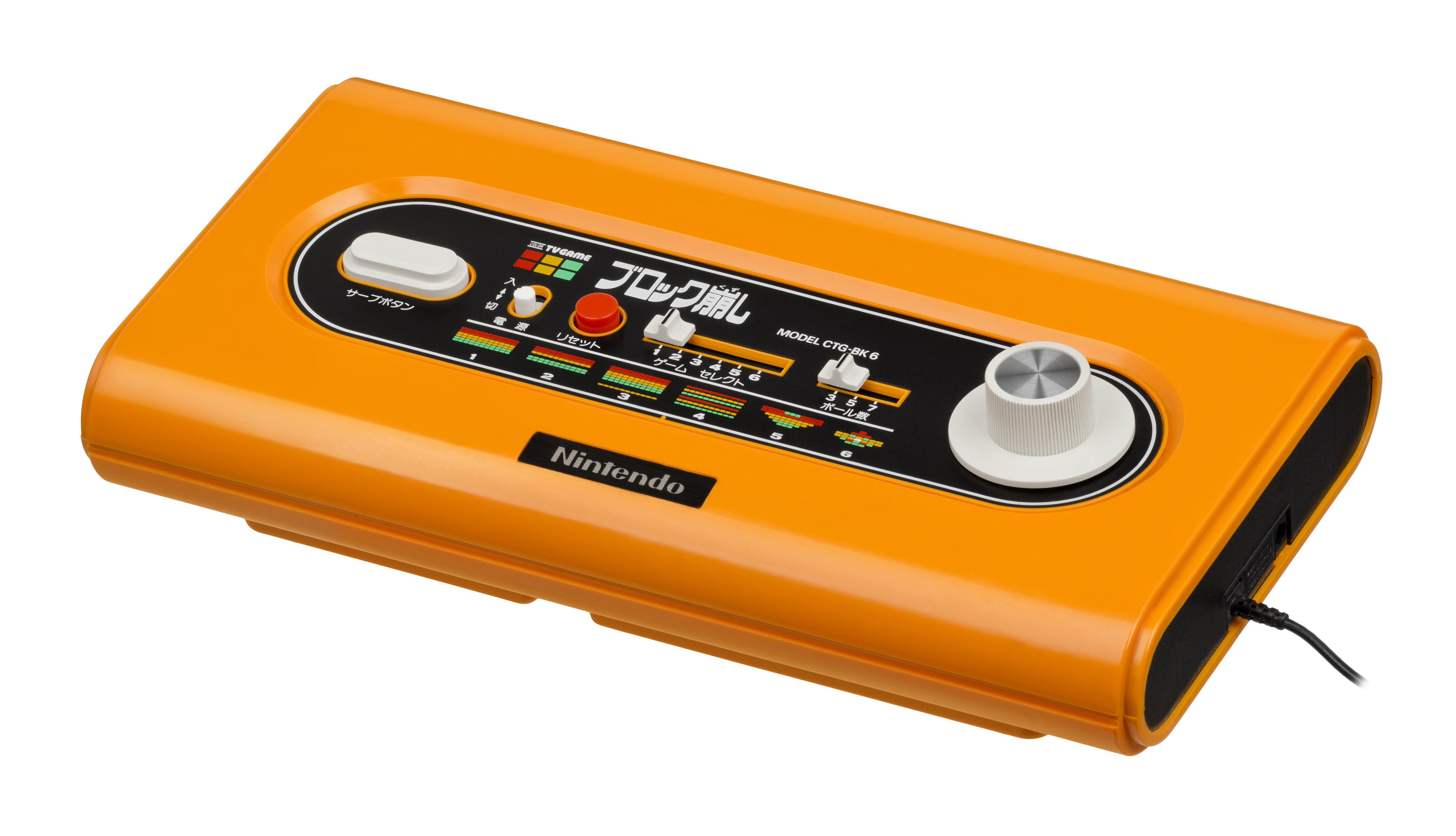
Color TV-Game (1977)
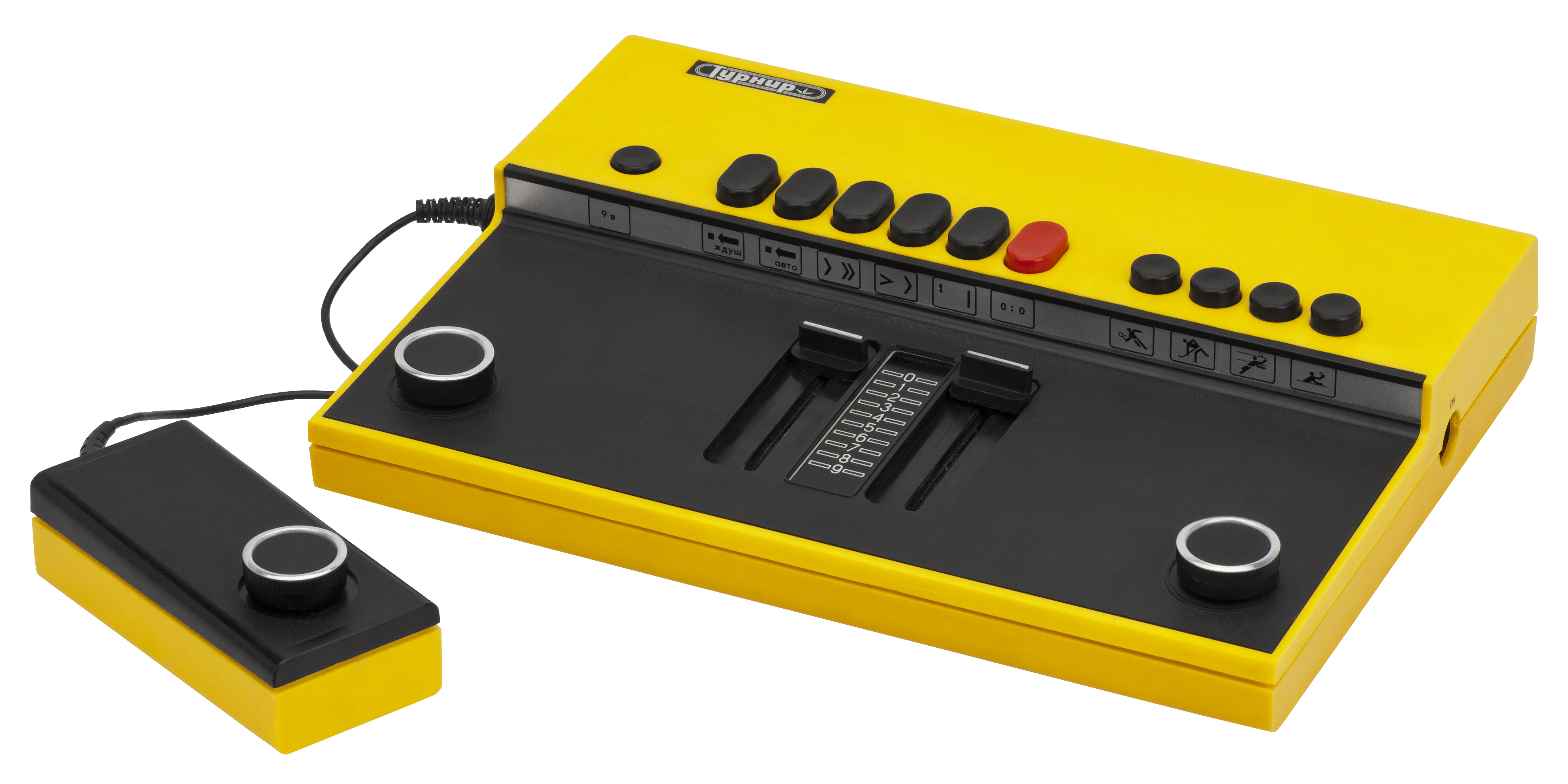
Турнир (1978)
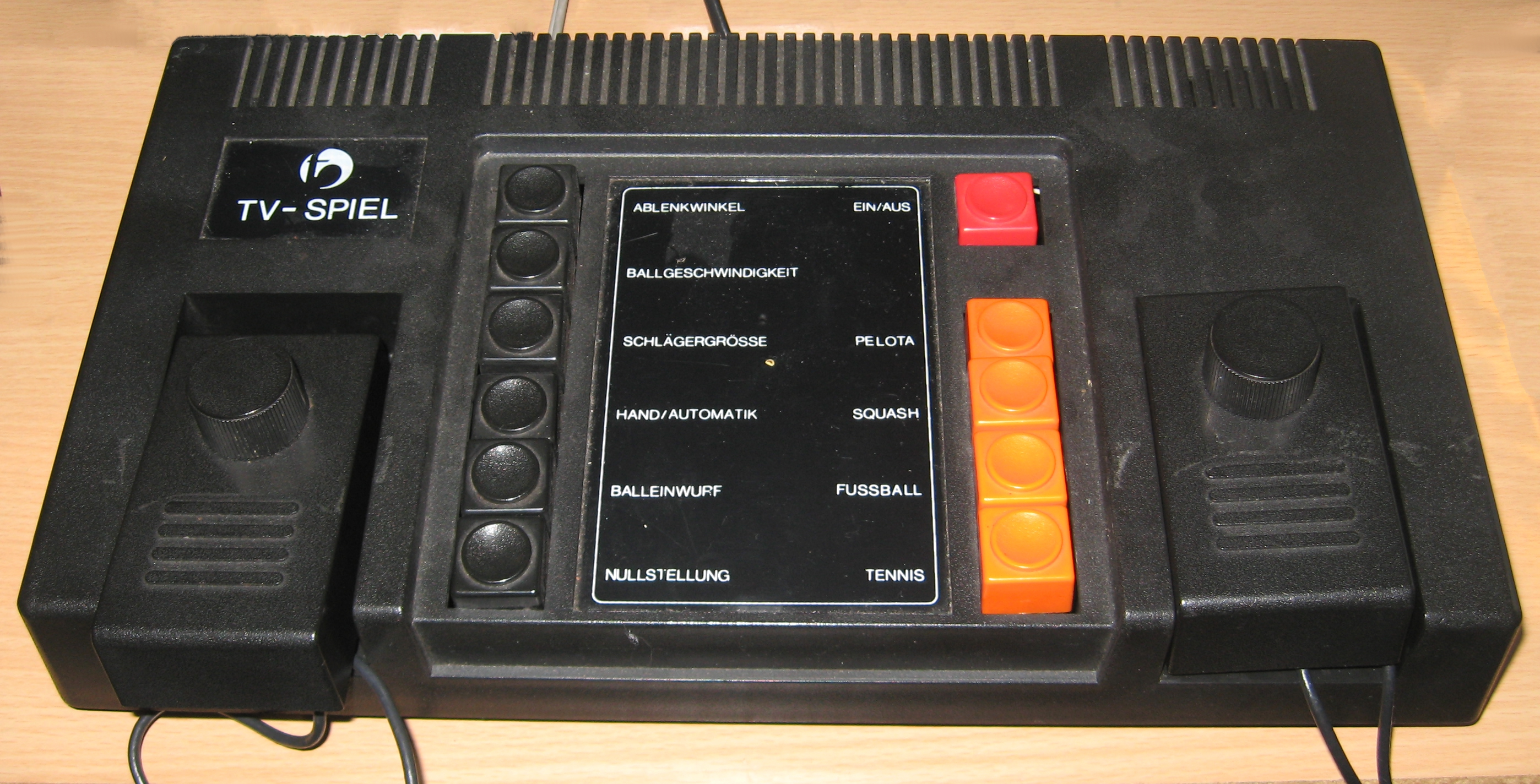
BSS 01 (Bildschirmspiel 01) v překladu „obrazová hra“. (1980)

### Druhá generace (1976–1992)
Během druhé generace bylo vydáno osmnáct herních konzolí a zrušena jedna platforma.
| Název                         | Datum vydání                          | Výrobce                      | Prodané kusy |
| ----------------------------- | ------------------------------------- | ---------------------------- | ------------ |
| Fairchild Channel F           | listopad 1976                         | Fairchild                    | 250 tisíc    |
| RCA Studio II                 | leden 1977                            | RCA                          |              |
| Bally Astrocade               | 1977                                  | Midway Games                 |              |
| Atari 2600                    | 11. září 1977                         | Atari                        | 30 milionů   |
| APF-MP1000                    | 1. ledna 1978                         | APF                          |              |
| Champion 2711                 | 1978                                  | Unisonic                     |              |
| Interton VC 4000              | 1978                                  | Interton                     |              |
| Magnavox Odyssey²             | prosinec 1978                         | Magnavox / Philips           |              |
| APF Imagination Machine       | 1979                                  | APF                          |              |
| Bandai Super Vision 8000      | 1979                                  | Bandai                       |              |
| Intellivision                 | 1980                                  | Mattel                       | 2 miliony    |
| VTech CreatiVision            | 1981                                  | VTech                        |              |
| Epoch Cassette Vision         | 30. července 1981                     | Epoch Co.                    |              |
| Arcadia 2001 / Leisure Vision | 1982                                  | Emerson Radio                |              |
| ColecoVision                  | srpen 1982                            | Coleco                       | 2 miliony    |
| Atari 5200                    | listopad 1982                         | Atari                        | 1 milion     |
| Vectrex                       | listopad 1982                         | GCE / Milton Bradley Company |              |
| Compact Vision TV-Boy         | říjen 1983                            | Gakken                       |              |
| Video Arcade System           | zrušeno (mělo být vydáno v roce 1983) | Ultravision                  |              |

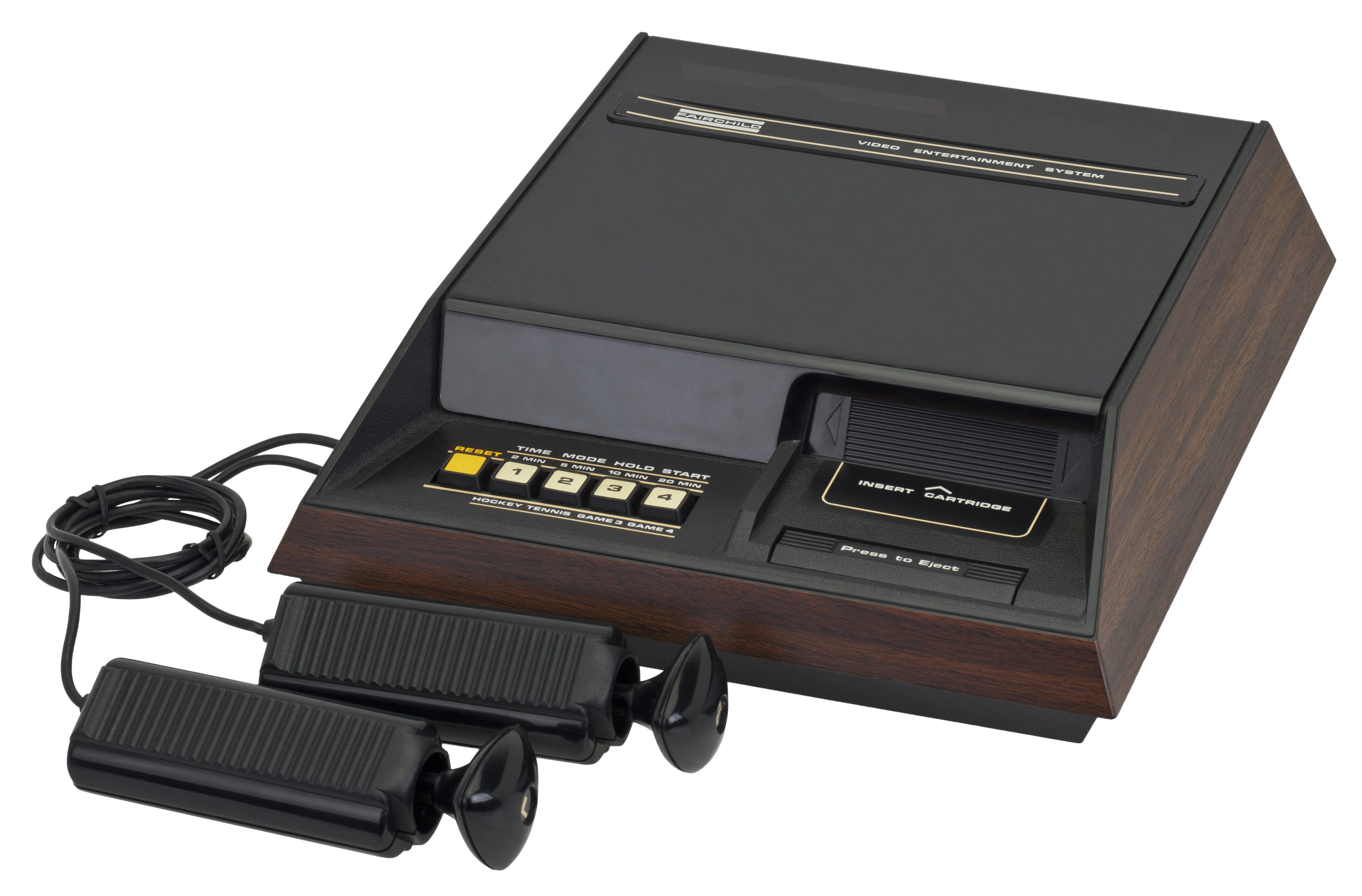
Fairchild Channel F (1976)
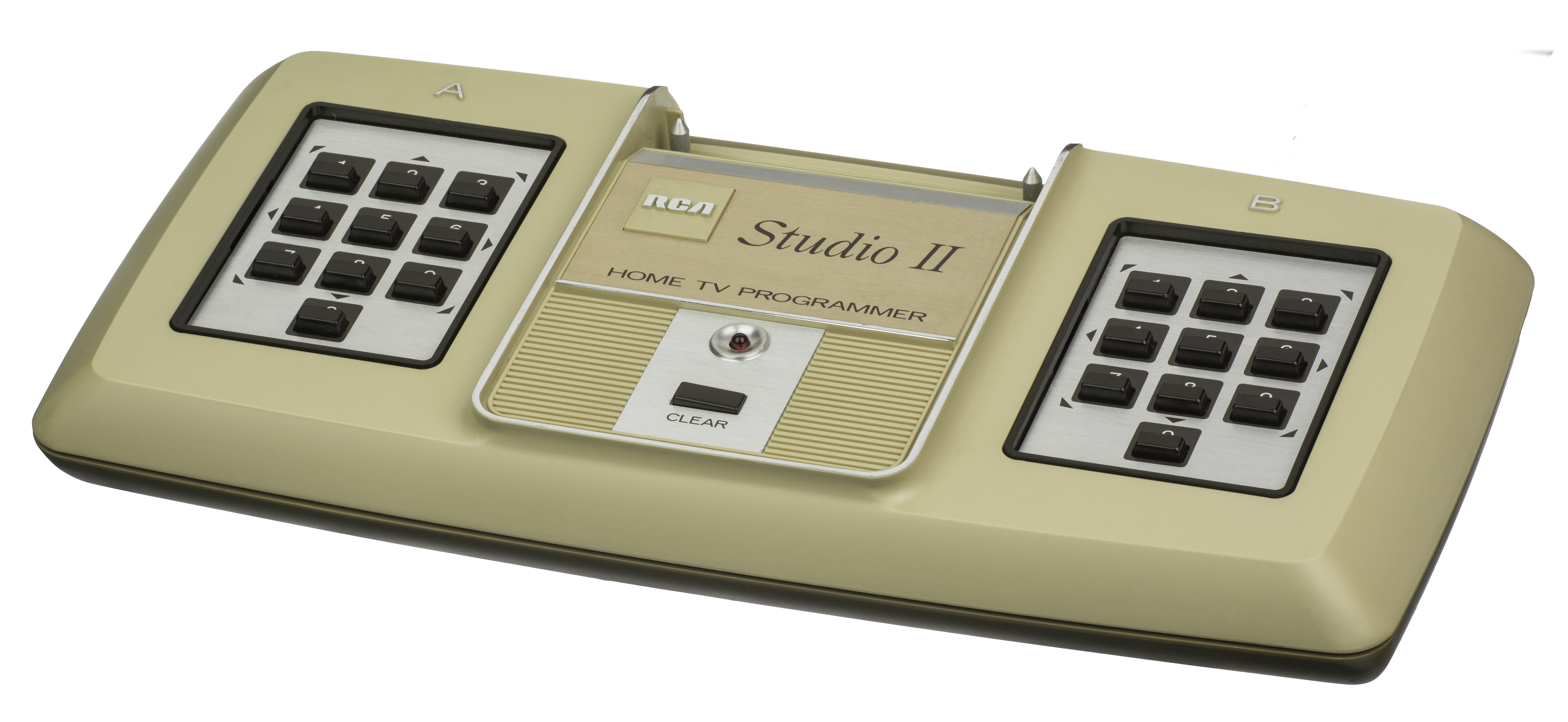
RCA Studio II (1977)
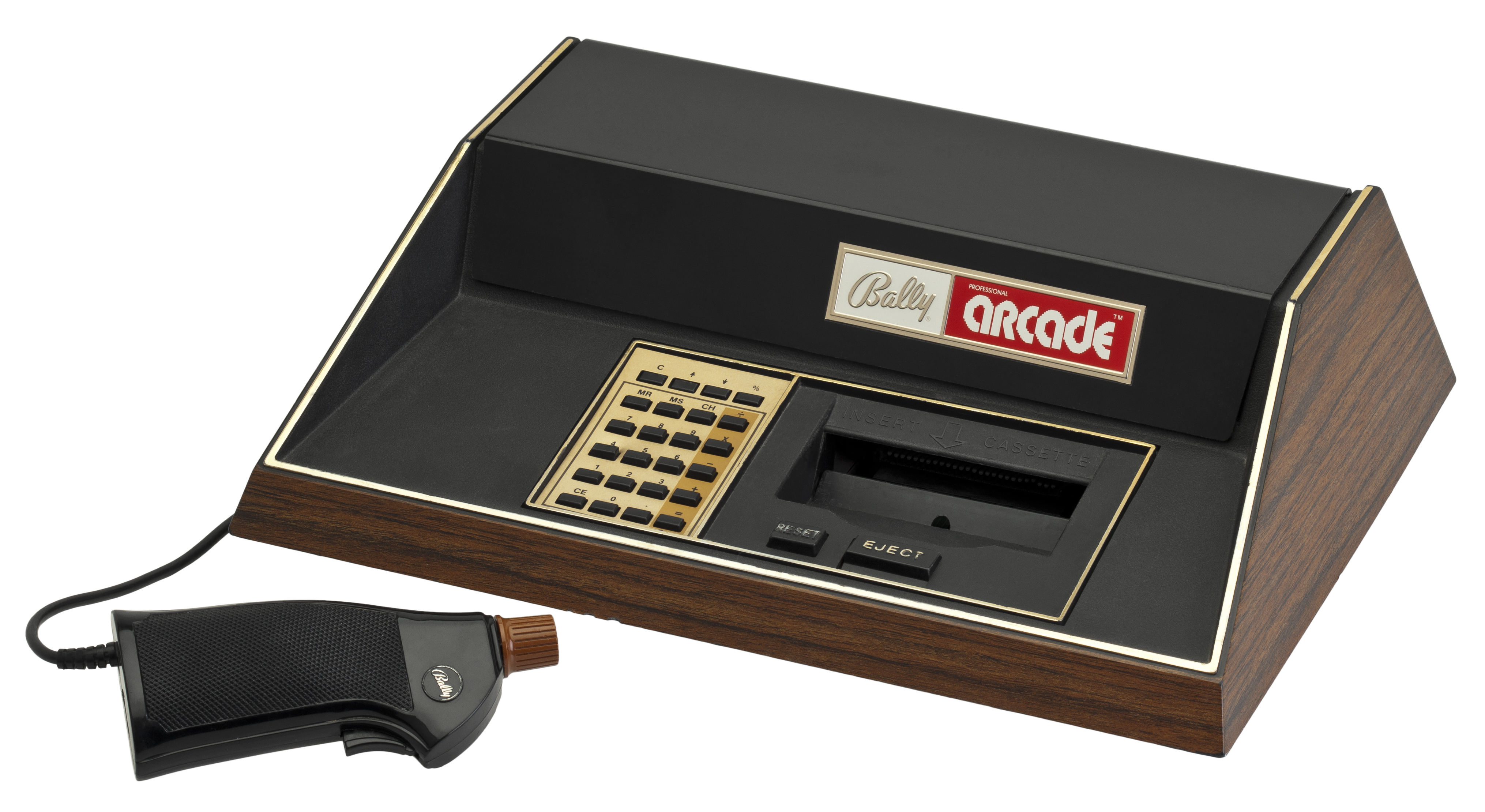
Bally Astrocade (1977)
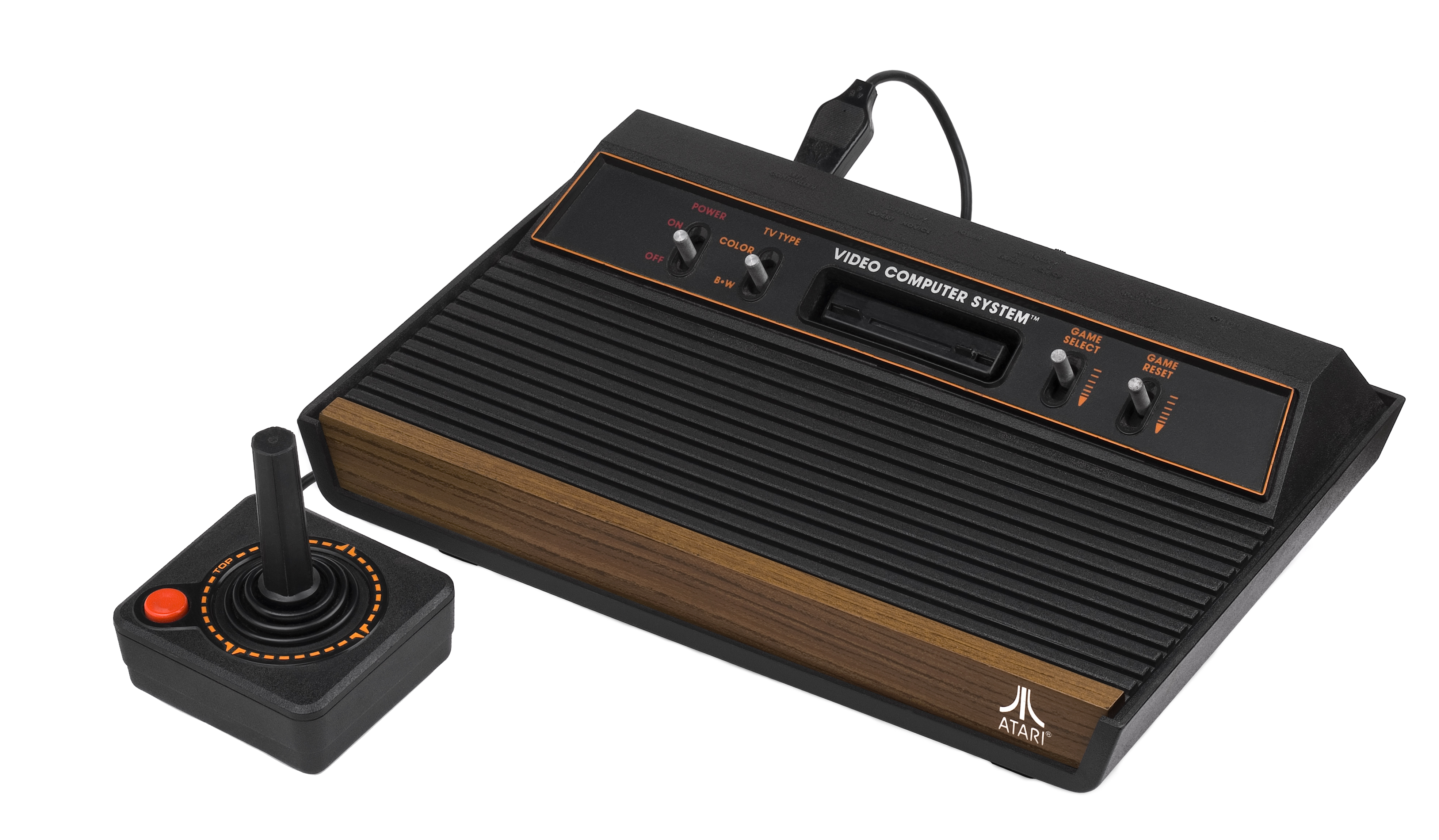
Atari 2600 (1977)
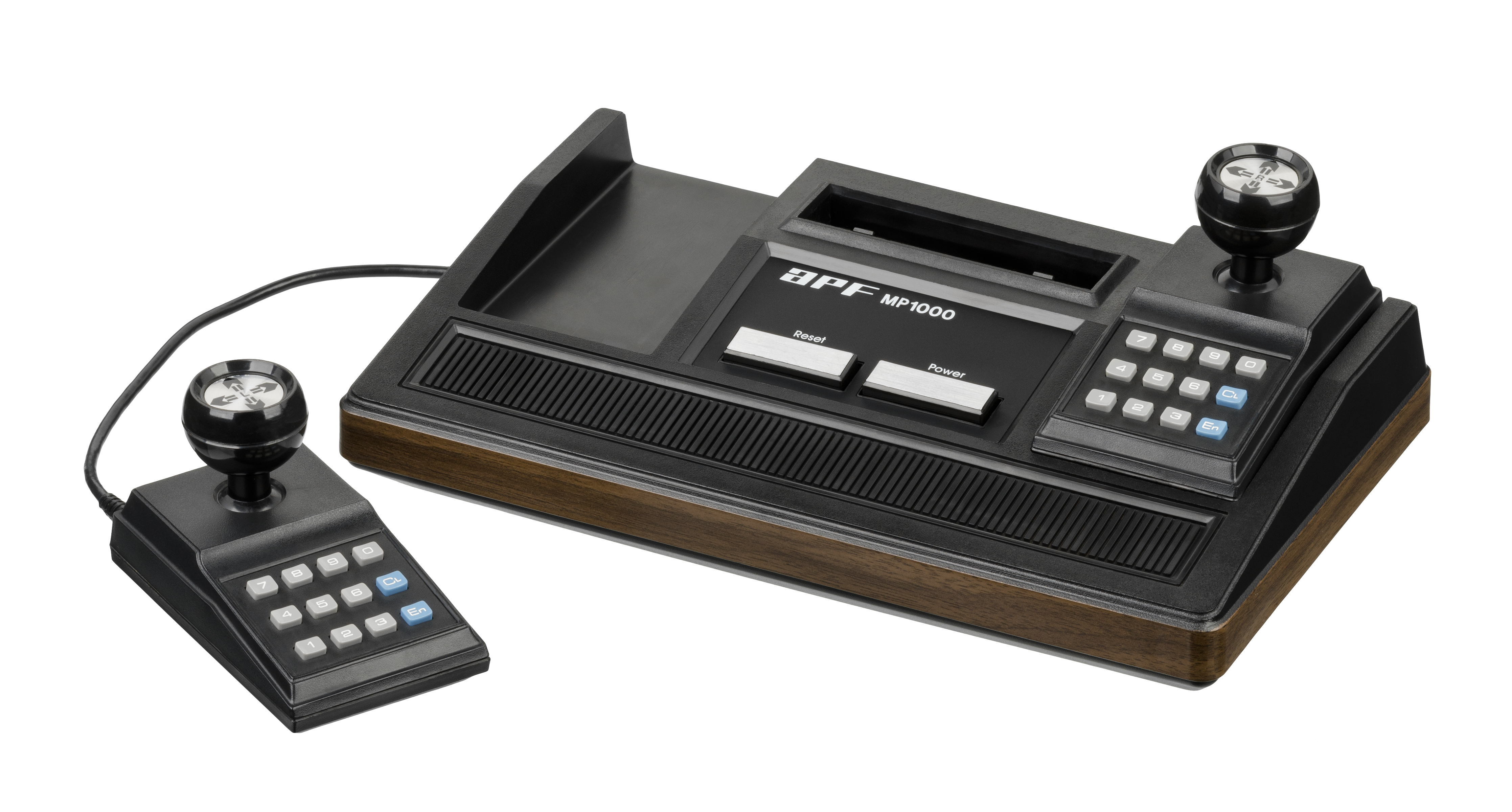
APF-MP1000 (1978)
Unisonic (1978)
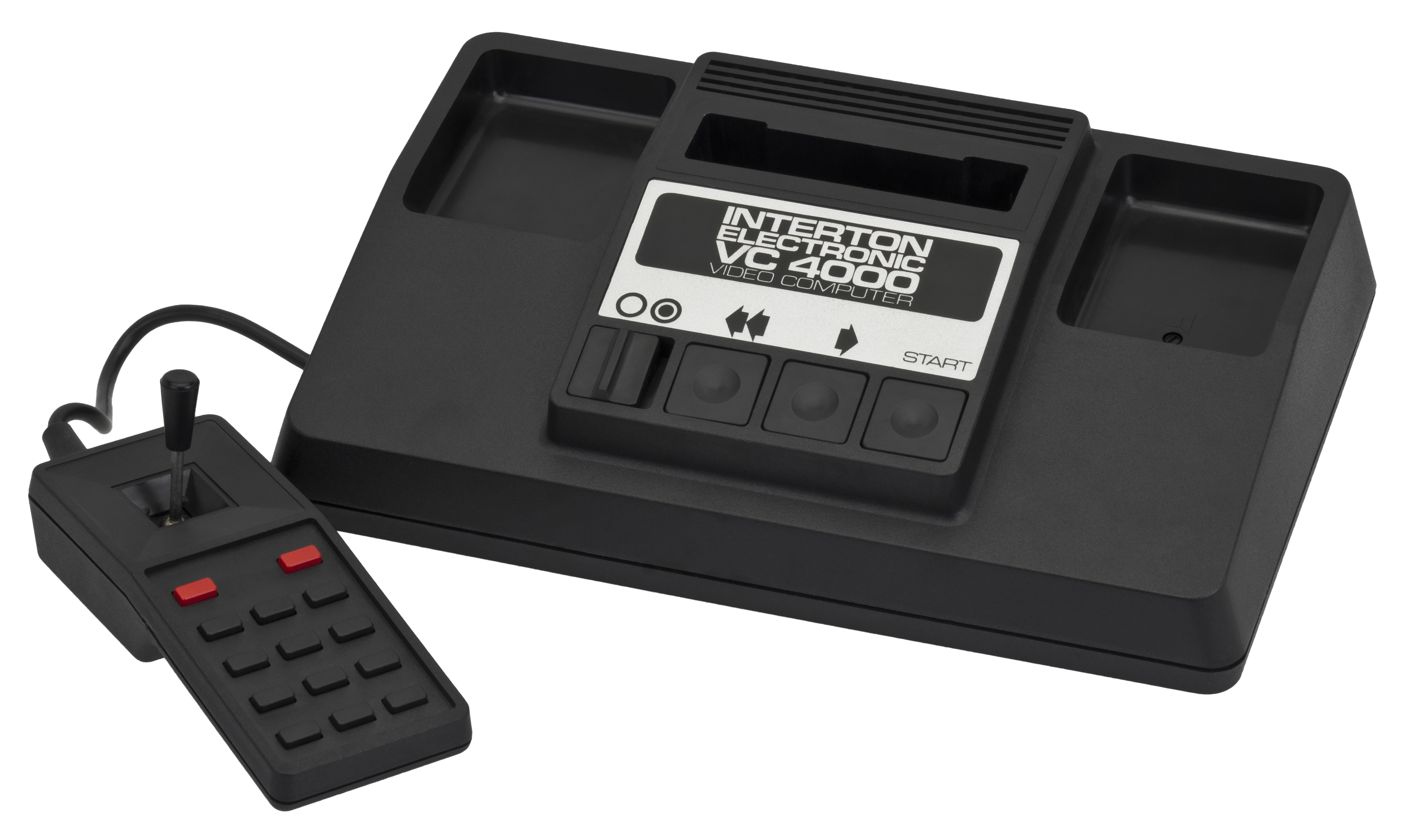
Interton VC 4000 (1978)
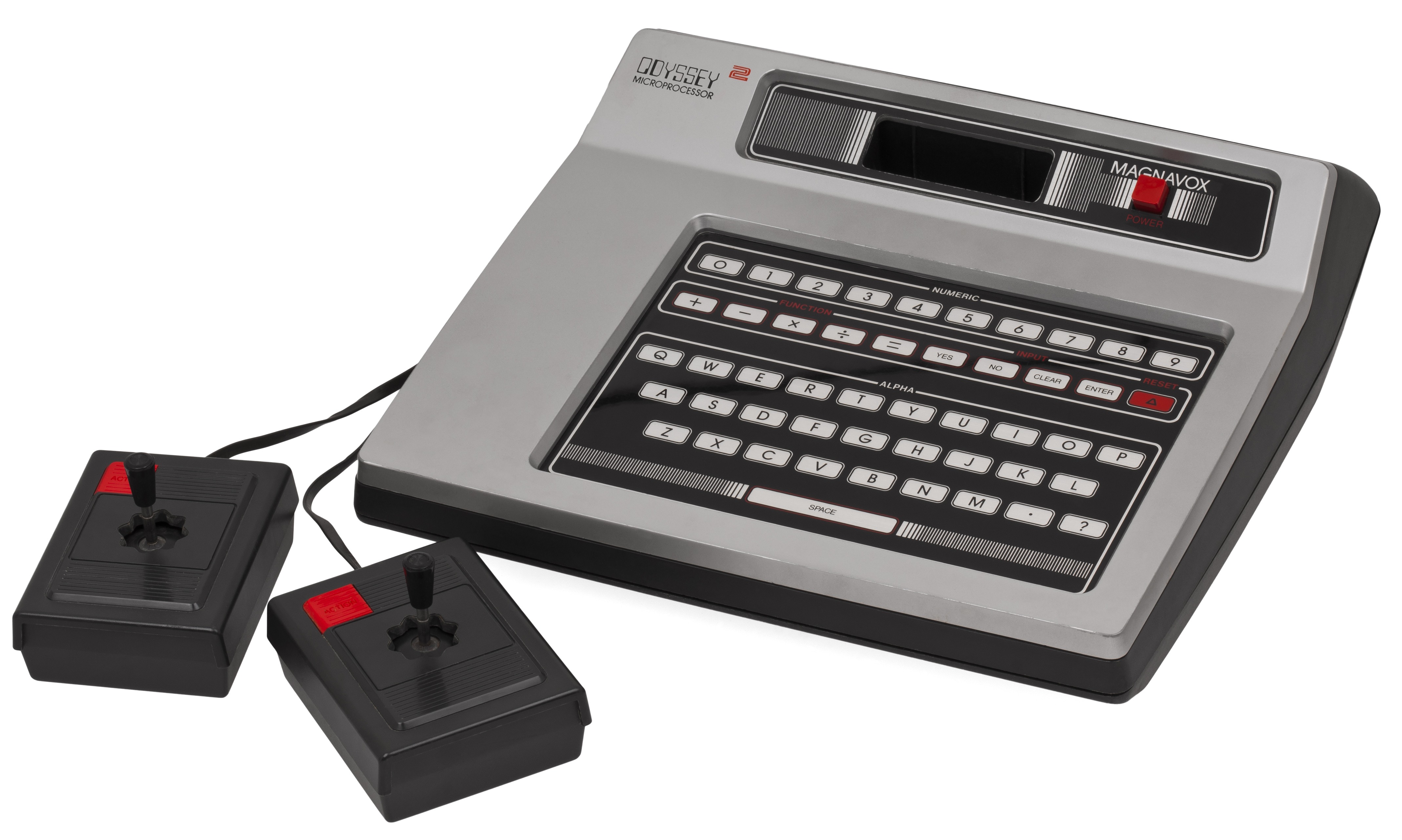
Magnavox Odyssey 2 (1978)
APF Imagination Machine (1979)
Bandai Super Vision 8000 (1979)
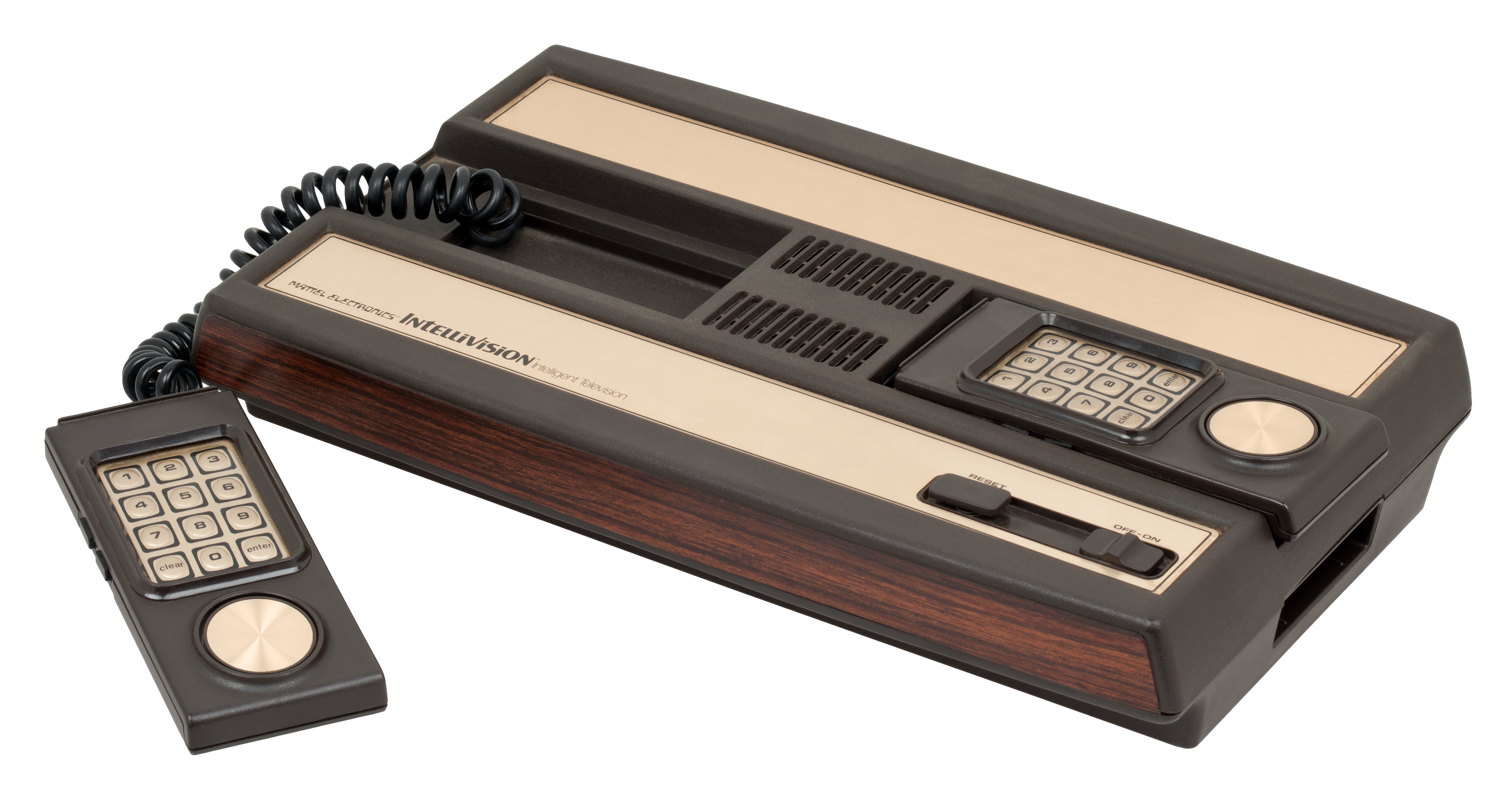
Intellivision (1980)
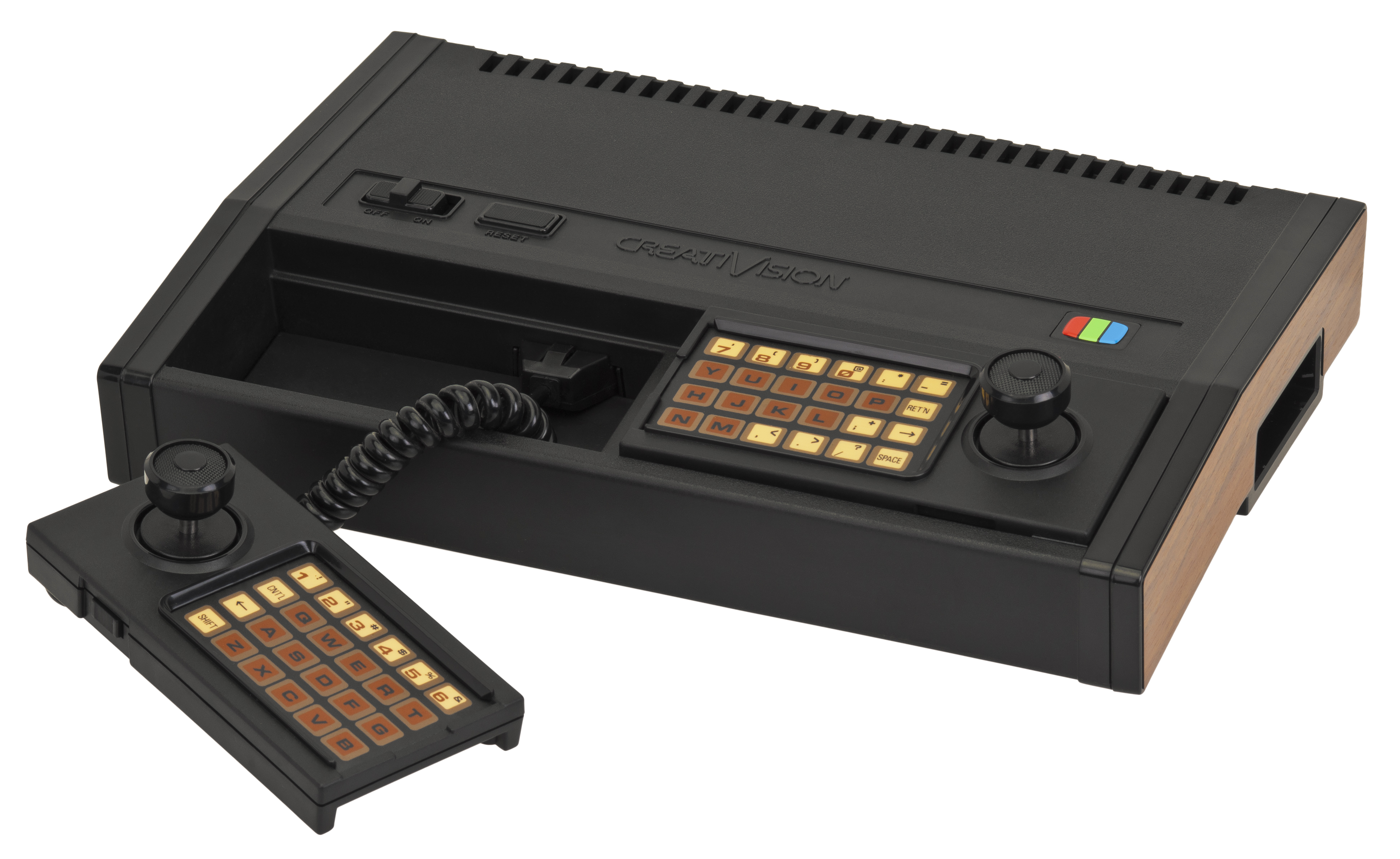
VTech CreatiVision (1981)
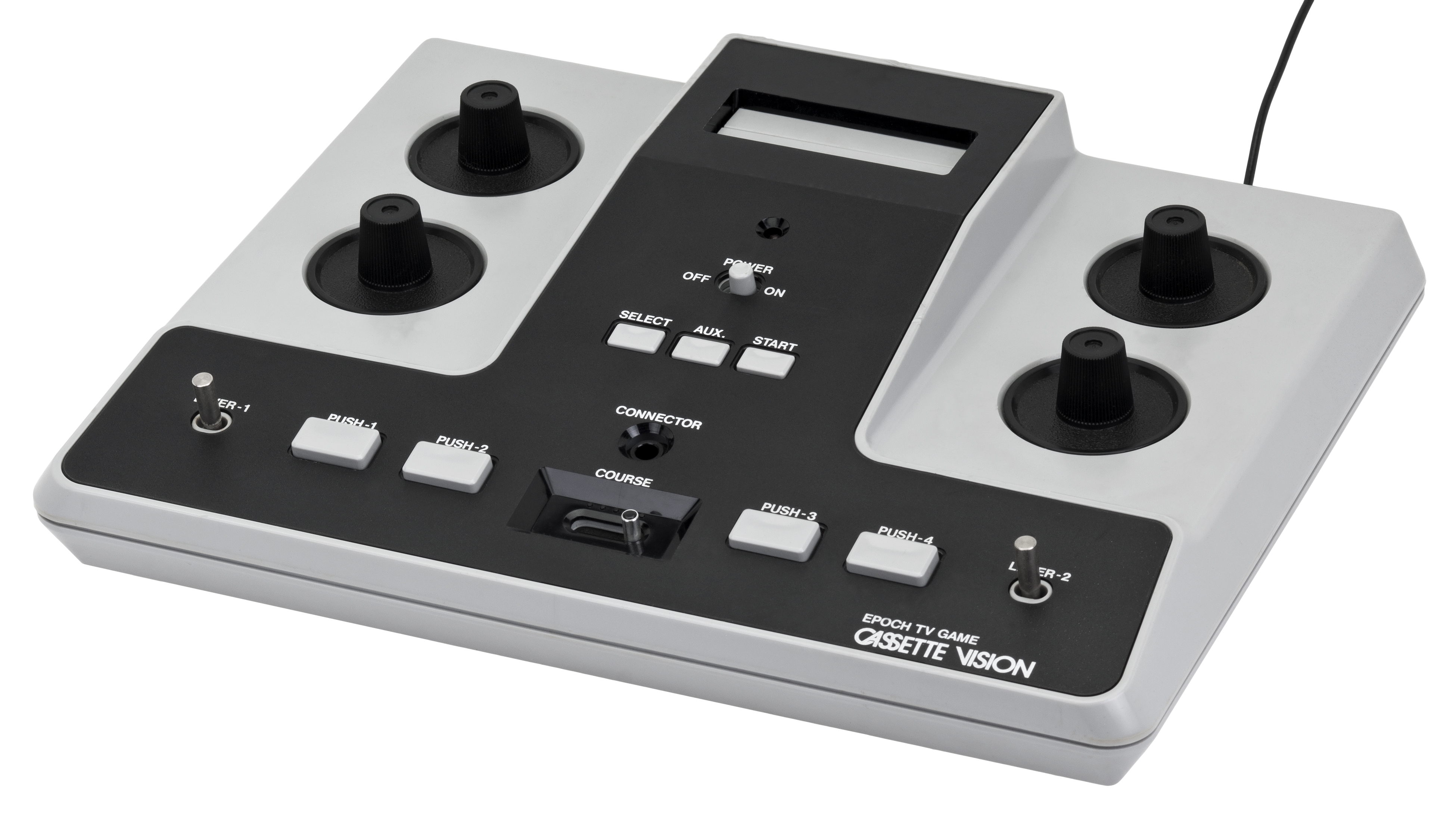
Epoch Cassette Vision (1981)
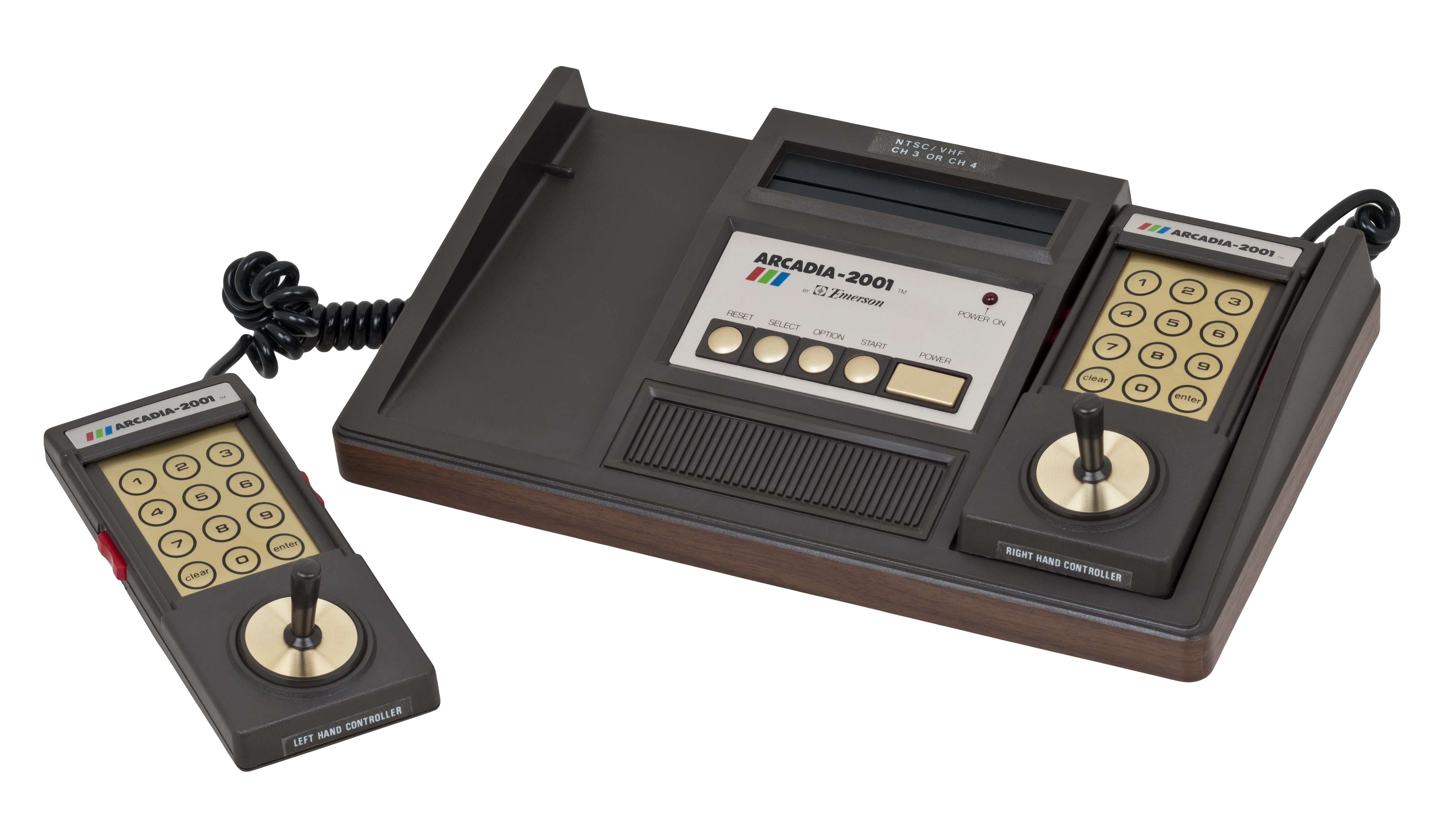
Arcadia 2001 (1982)
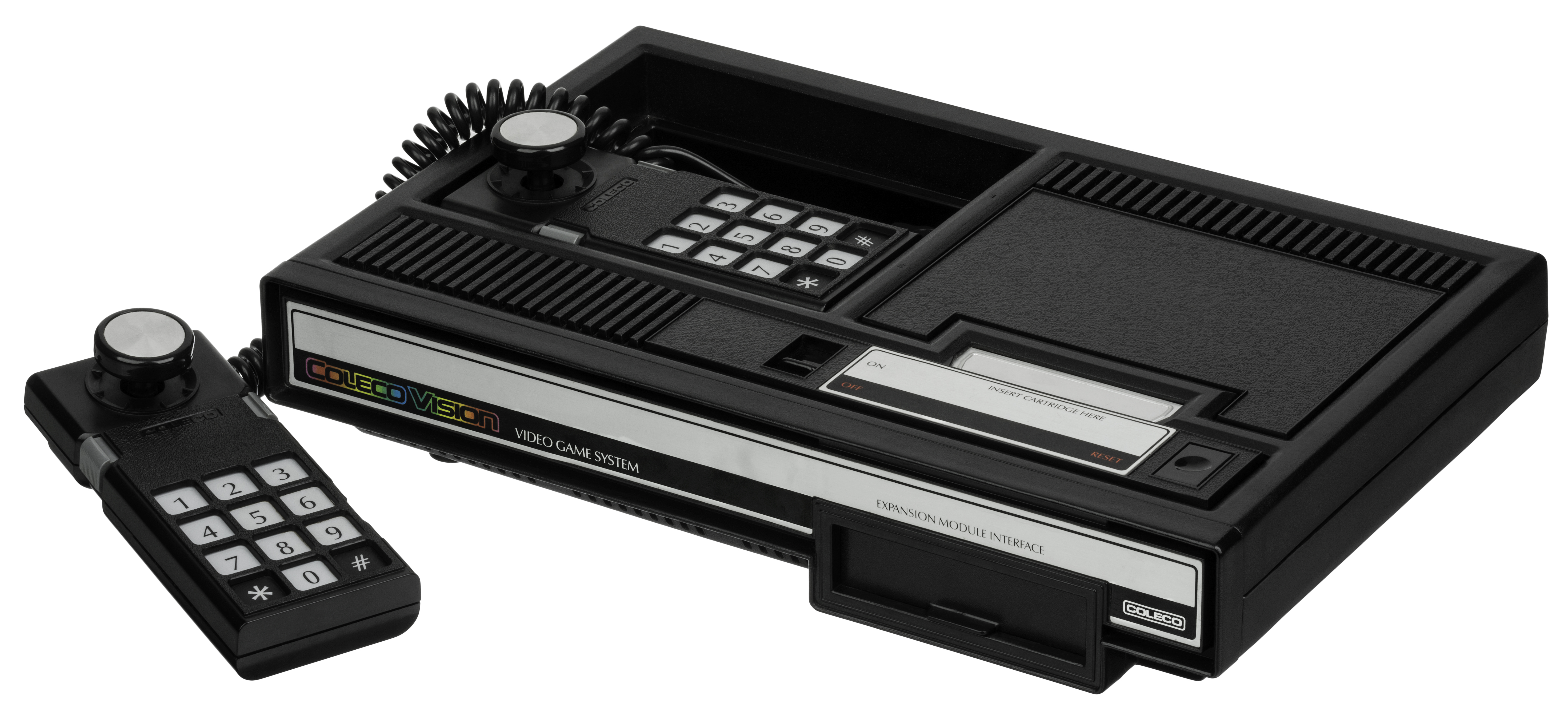
ColecoVision (1982)
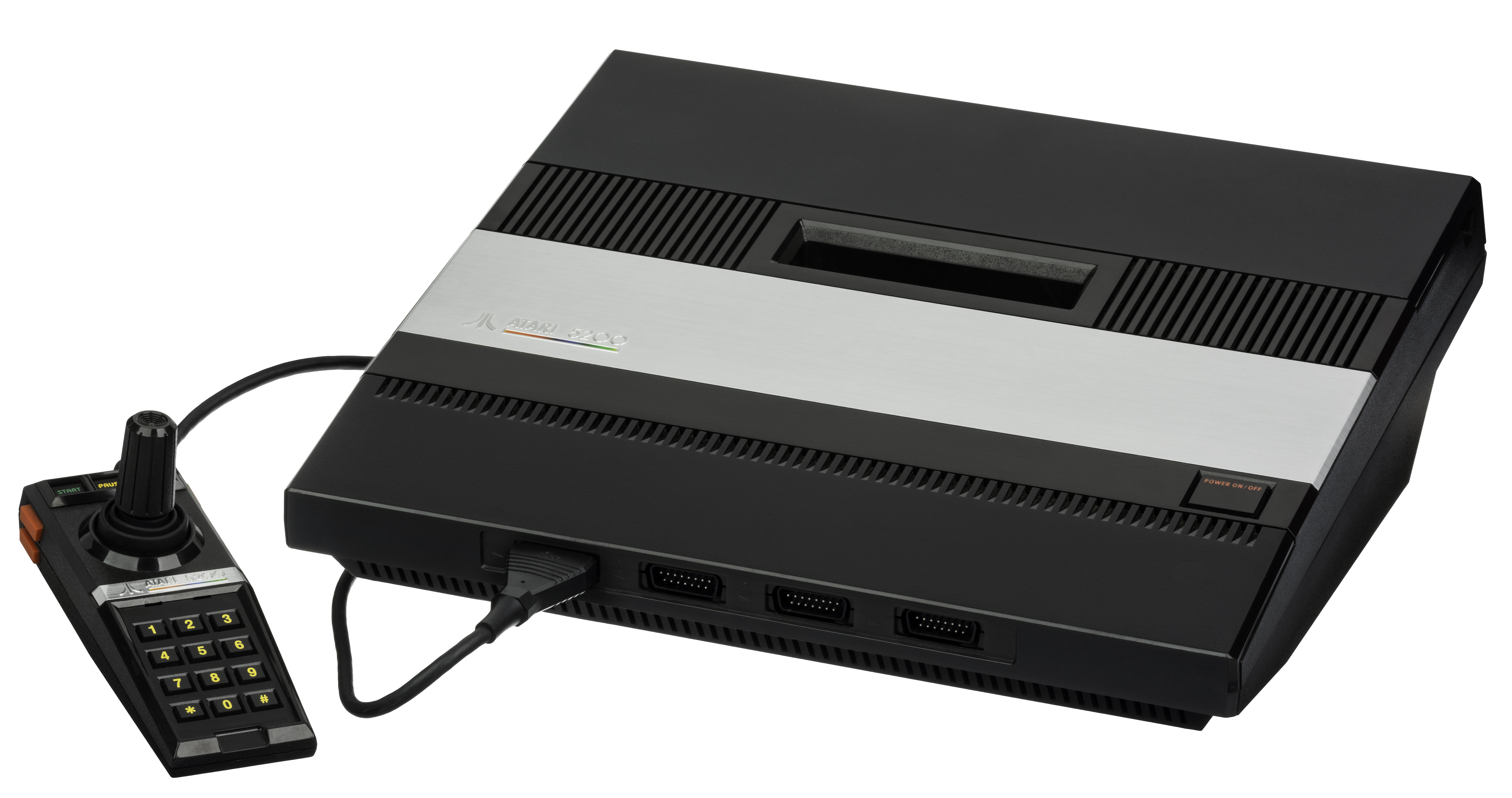
Atari 5200 (1982)
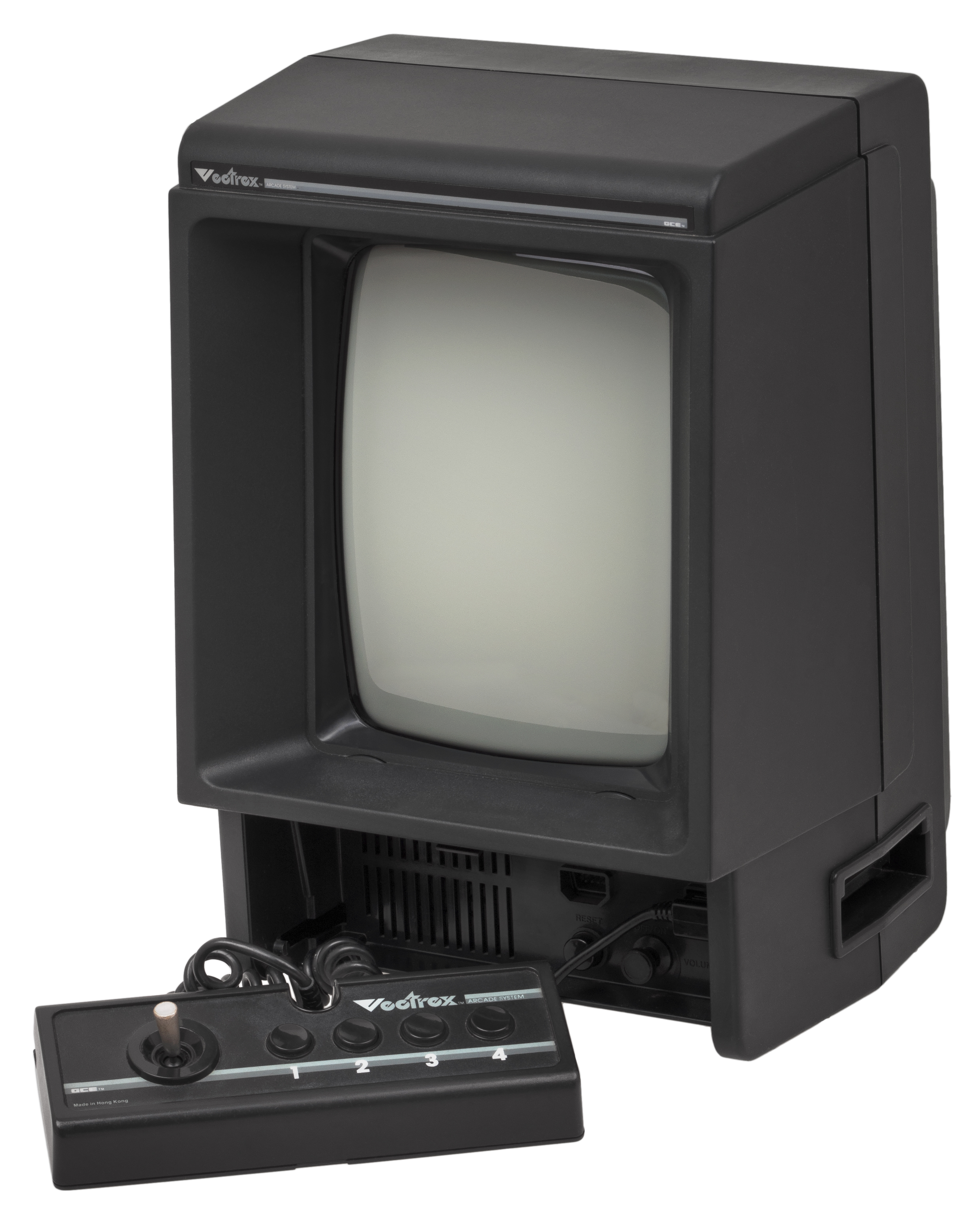
Vectrex (1982)
Compact Vision TV-Boy (1983)

### Třetí generace (1983–2003)
Během třetí generace bylo vydáno dvacet tři herních konzolí a zrušeny tři platformy.
| Název                              | Datum vydání                           | Výrobce                                           | Prodané kusy  | Mikroproceso                                         | Bity    |
| ---------------------------------- | -------------------------------------- | ------------------------------------------------- | ------------- | ---------------------------------------------------- | ------- |
| Videopac+ G7400                    | 1983                                   | Philips                                           |               | 5,91 MHz mikroprocesor Intel 8048                    | 8bitový |
| My Vision                          | 1983                                   | Nihon Bussan                                      |               |                                                      | 8bitový |
| Pyuuta Jr.                         | duben 1983                             | Matsushita                                        |               |                                                      | 8bitový |
| Sega SG-1000                       | 15. července 1983                      | Sega                                              | 2 miliony     | 3,58 MHz mikroprocesor Zilog Z80                     | 8bitový |
| NES / Family Computer (Famicom)    | 15. července 1983                      | Nintendo                                          | 61,91 milionu | mikroprocesor Ricoh 2A03 (jádro MOS Technology 6502) | 8bitový |
| PV-1000                            | říjen 1983                             | Casio                                             |               | mikroprocesor Z80A nataktován na 3,579 MHz           | 8bitový |
| Epoch Super Cassette Vision        | 17. července 1984                      | Epoch Co.                                         | 400 tisíc     | mikroprocesor NEC PD7801G                            | 8bitový |
| BBC Bridge Companion               | 1985                                   | BBC / Heber                                       |               | mikroprocesor Zilog Z80                              | 8bitový |
| LJN Video Art                      | 1985                                   | LJN                                               |               |                                                      |         |
| Zemmix                             | 1985                                   | Daewoo Electronics                                |               | mikroprocesor Zilog Z80                              | 8bitový |
| Sega Mark III / Sega Master System | 20. října 1985                         | Sega , Tectoy                                     | 13 milionů    | 4 MHz mikroprocesor Zilog Z80                        | 8bitový |
| Family Computer Disk System        | 21. února 1986                         | Nintendo                                          | 4,44 milionu  | mikroprocesor Ricoh 2A03 (jádro MOS Technology 6502) | 8bitový |
| Videosmarts                        | 1986                                   | Connor Electronics (1987–1988), VTech (1989–1990) |               |                                                      |         |
| Atari 7800                         | květen 1986                            | Atari Corporation                                 |               |                                                      | 8bitový |
| Atari XEGS                         | 1987                                   | Atari Corporation                                 | 2 miliony     | mikroprocesor MOS Technology 6502C                   | 8bitový |
| Video Challenger                   | 1987                                   | Tomy / Bandai                                     |               |                                                      |         |
| Action Max                         | 1987                                   | Worlds of Wonder                                  |               | mikroprocesor HD401010                               | 8bitový |
| View-Master Interactive Vision     | 1988                                   | View-Master Ideal Group, Inc.                     |               |                                                      | 8bitový |
| Terebikko                          | 1988                                   | Bandai                                            |               |                                                      |         |
| VTech Socrates                     | 1988                                   | VTech                                             |               |                                                      | 8bitový |
| Video Driver                       | říjen 1988                             | Sega                                              |               |                                                      |         |
| Amstrad GX4000                     | září 1990                              | Amstrad                                           | 15 tisíc      | 4 MHz mikroprocesor Zilog Z80                        | 8bitový |
| Commodore 64 Games System          | prosinec 1990                          | Commodore                                         |               | 0,985 MHz mikroprocesor MOS Technology 8500          | 8bitový |
| RDI Halcyon                        | zrušeno (mělo být vydáno v lednu 1985) | RDI Video Systems                                 |               | mikroprocesor Zilog Z80                              |         |
| Control-Vision                     | zrušeno (mělo být vydáno v roce 1989)  | Digital Pictures / Hasbro                         |               |                                                      |         |
| Кроха                              | zrušeno (mělo být vydáno v roce 1990)  | СКБ Контур                                        |               | 2 MHz mikroprocesor K580VM80A                        |         |

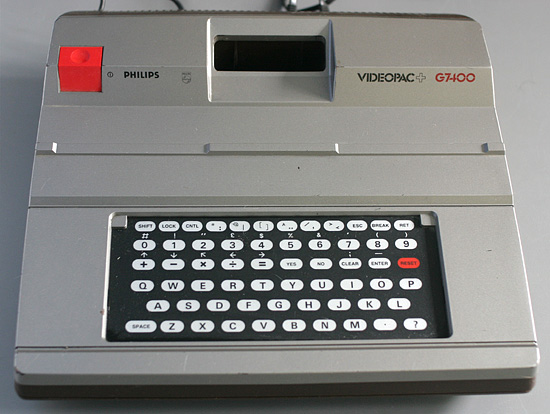
Videopac+ G7400 (1983)
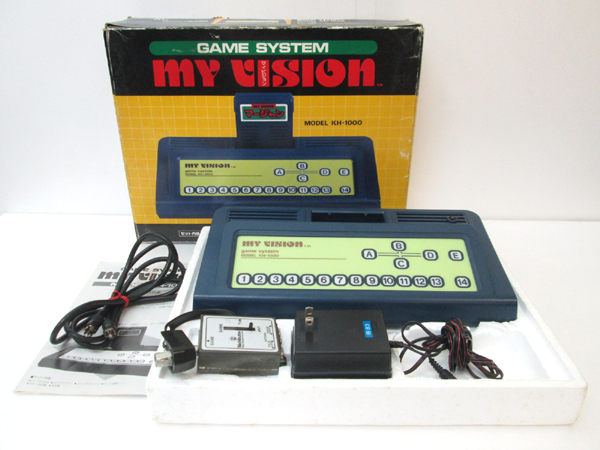
My Vision (1983)
Pyuuta Jr. (1983)
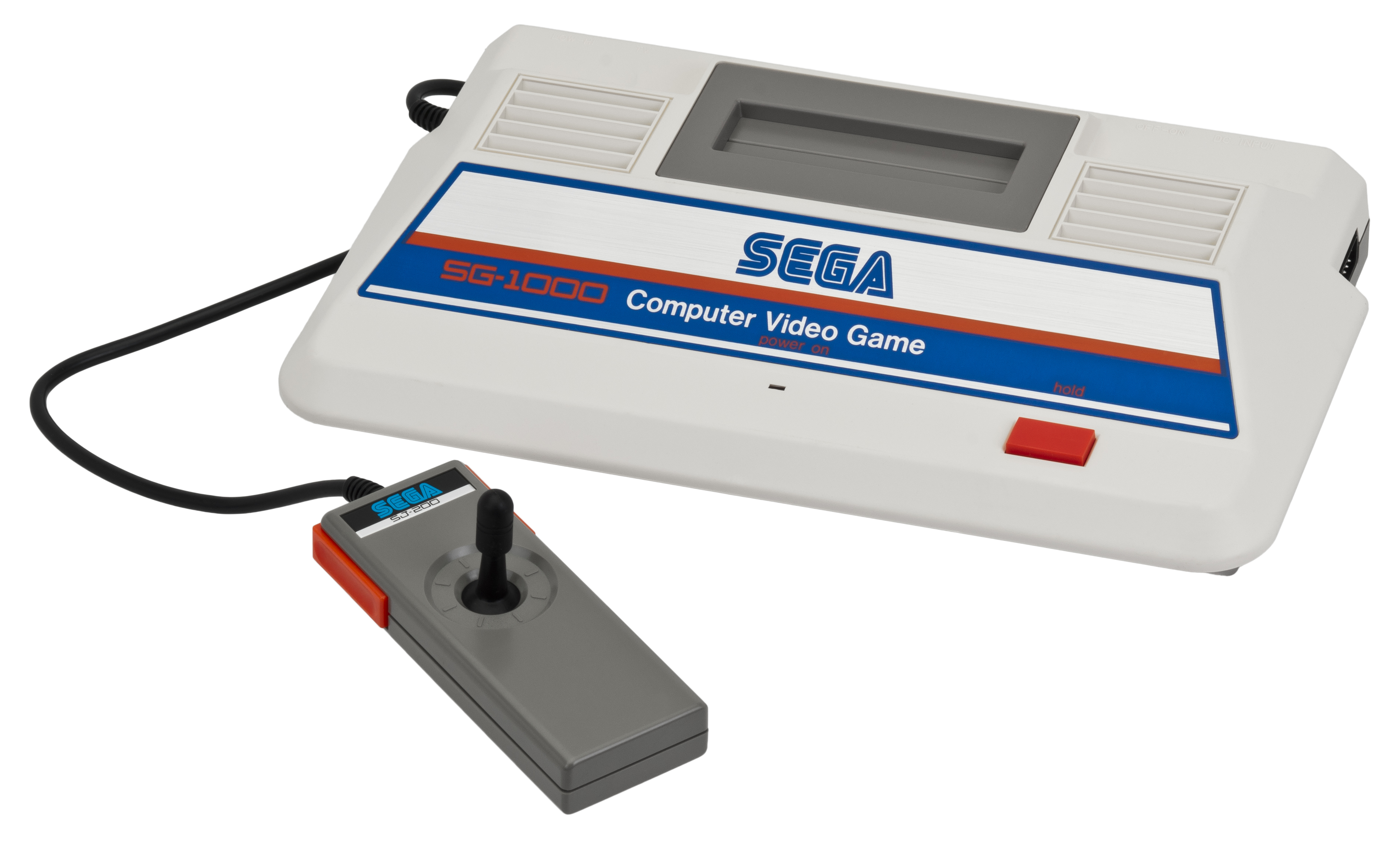
Sega SG-1000 (1983)
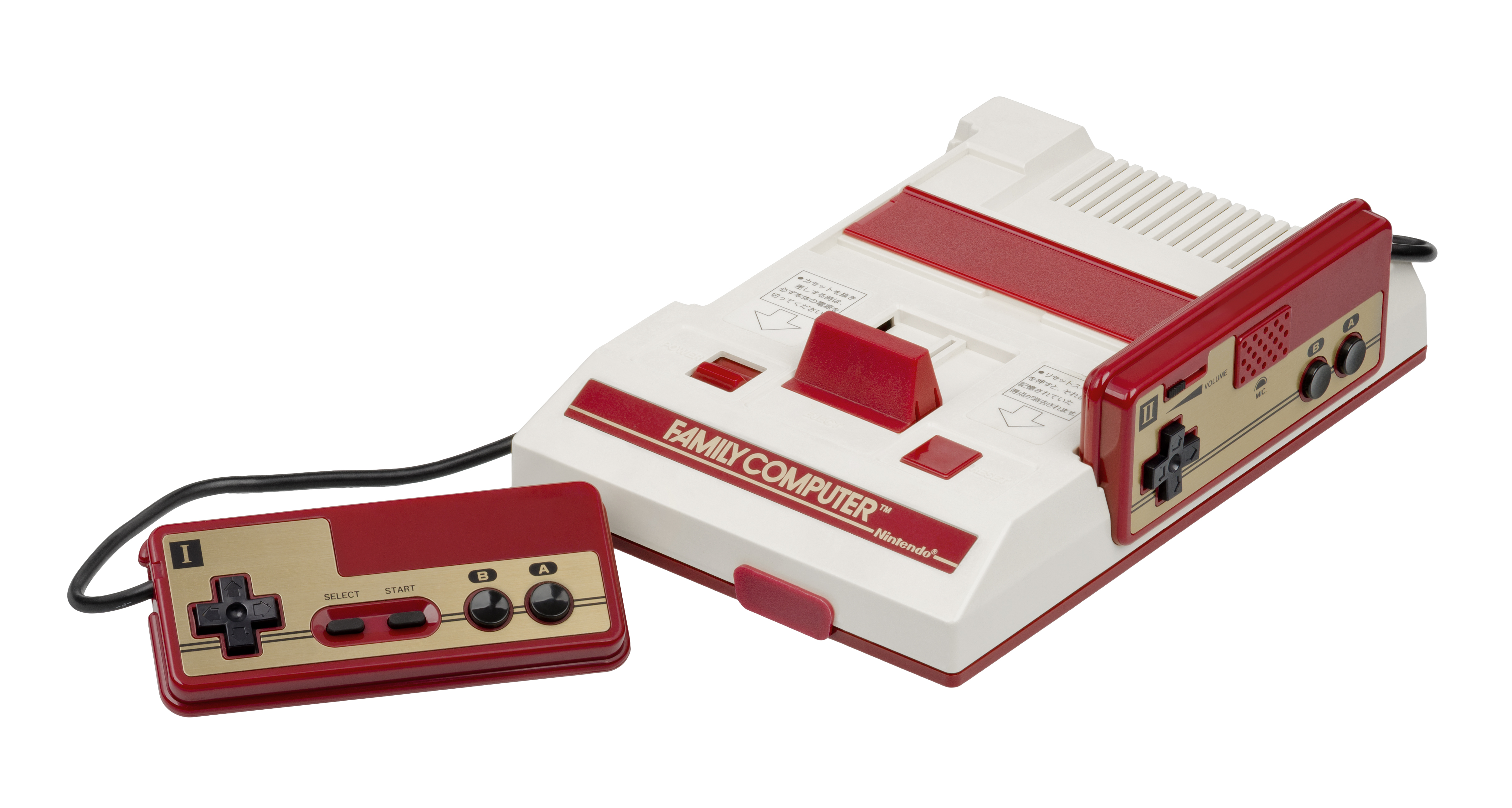
Nintendo Family Computer (1983)
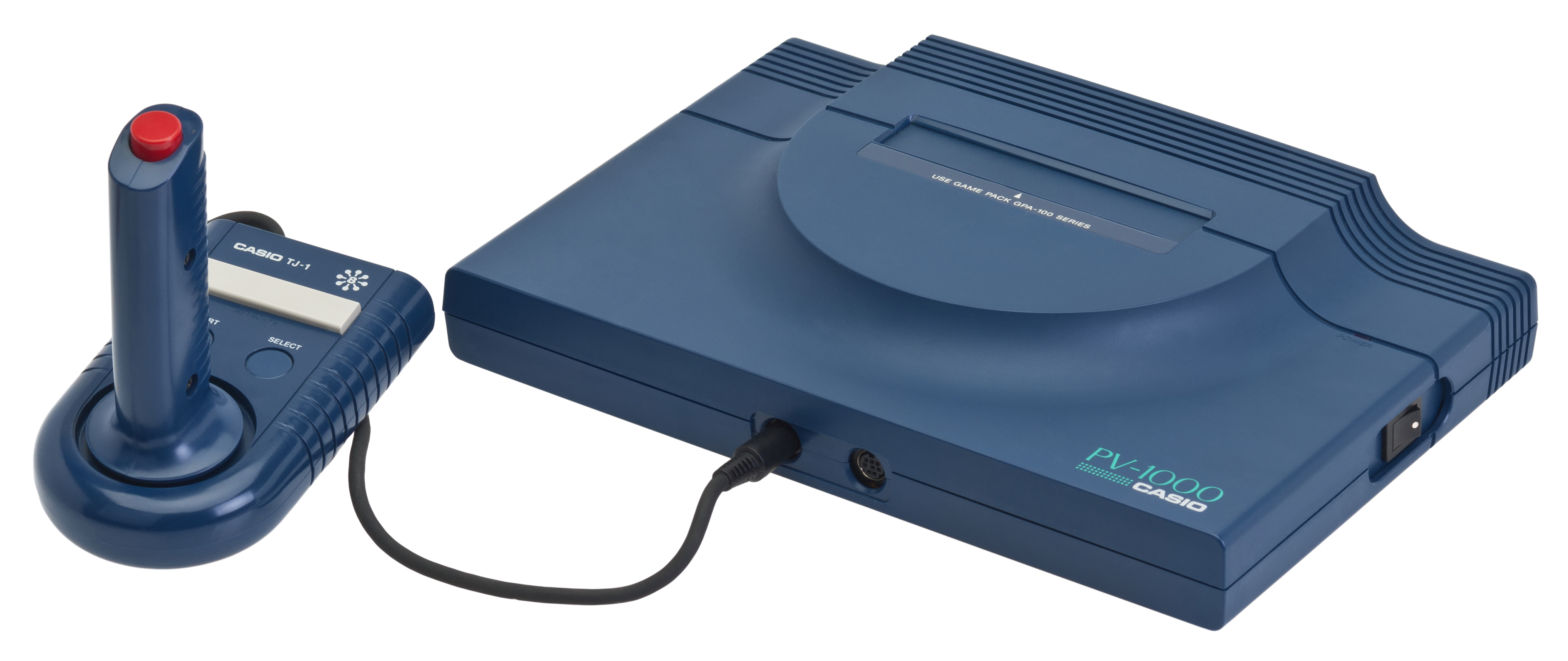
PV-1000 (1983)
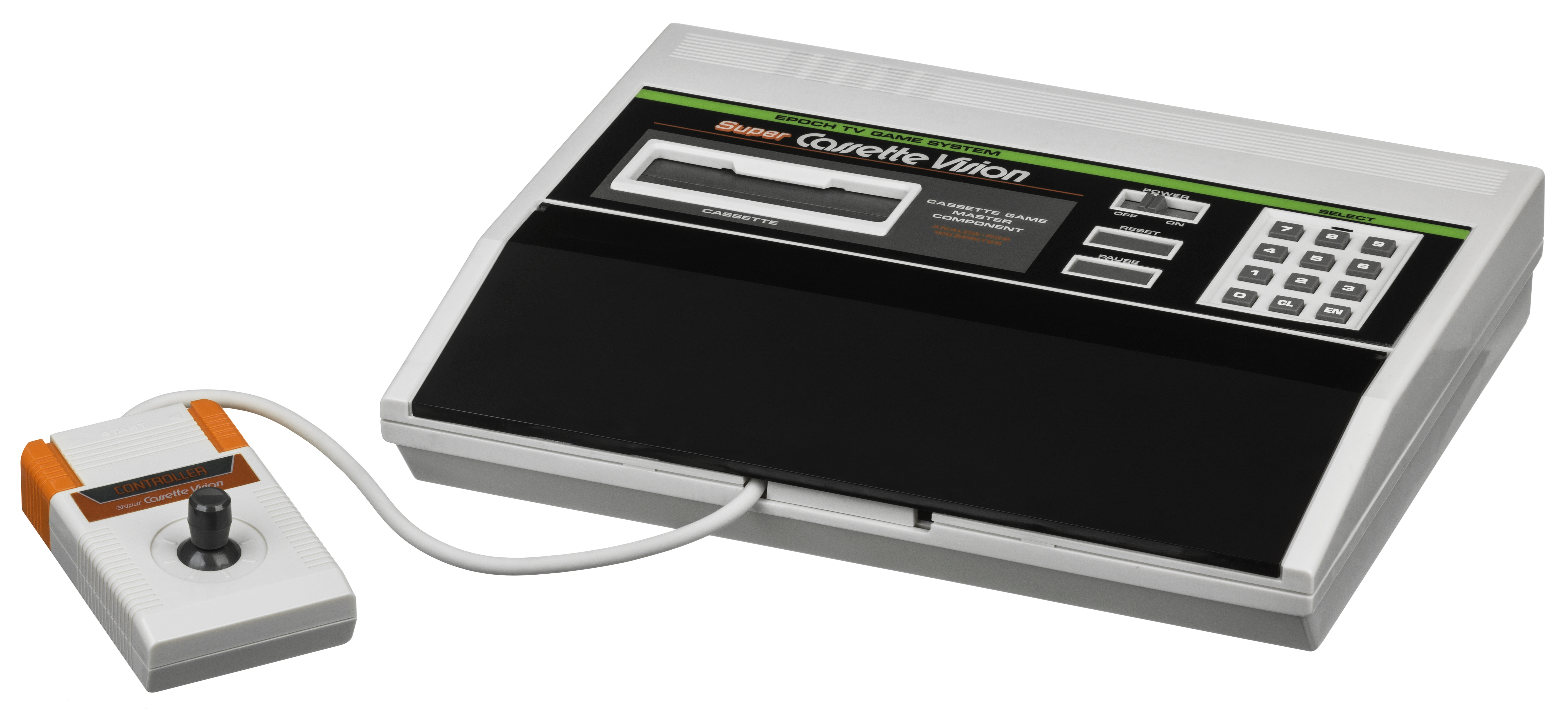
Super Cassette Vision (1984)
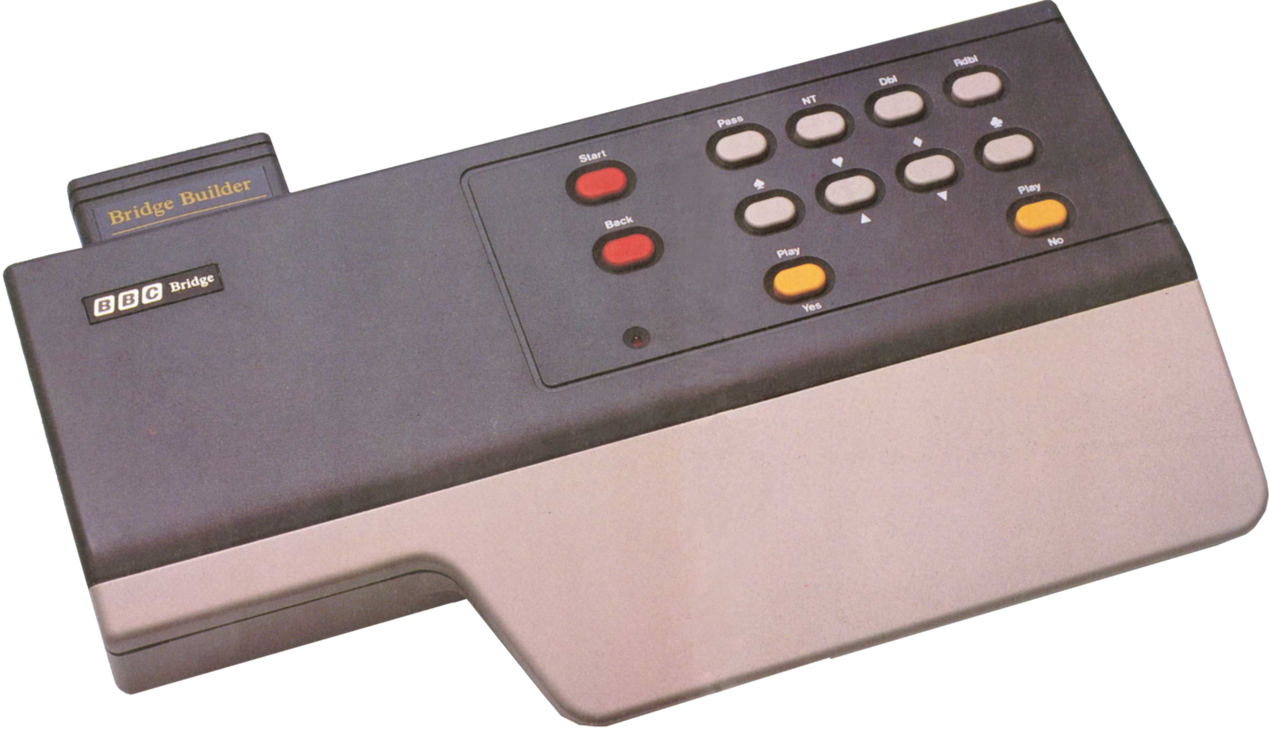
BBC Bridge Companion (1985)
LJN Video Art (1985)
Zemmix (1985)
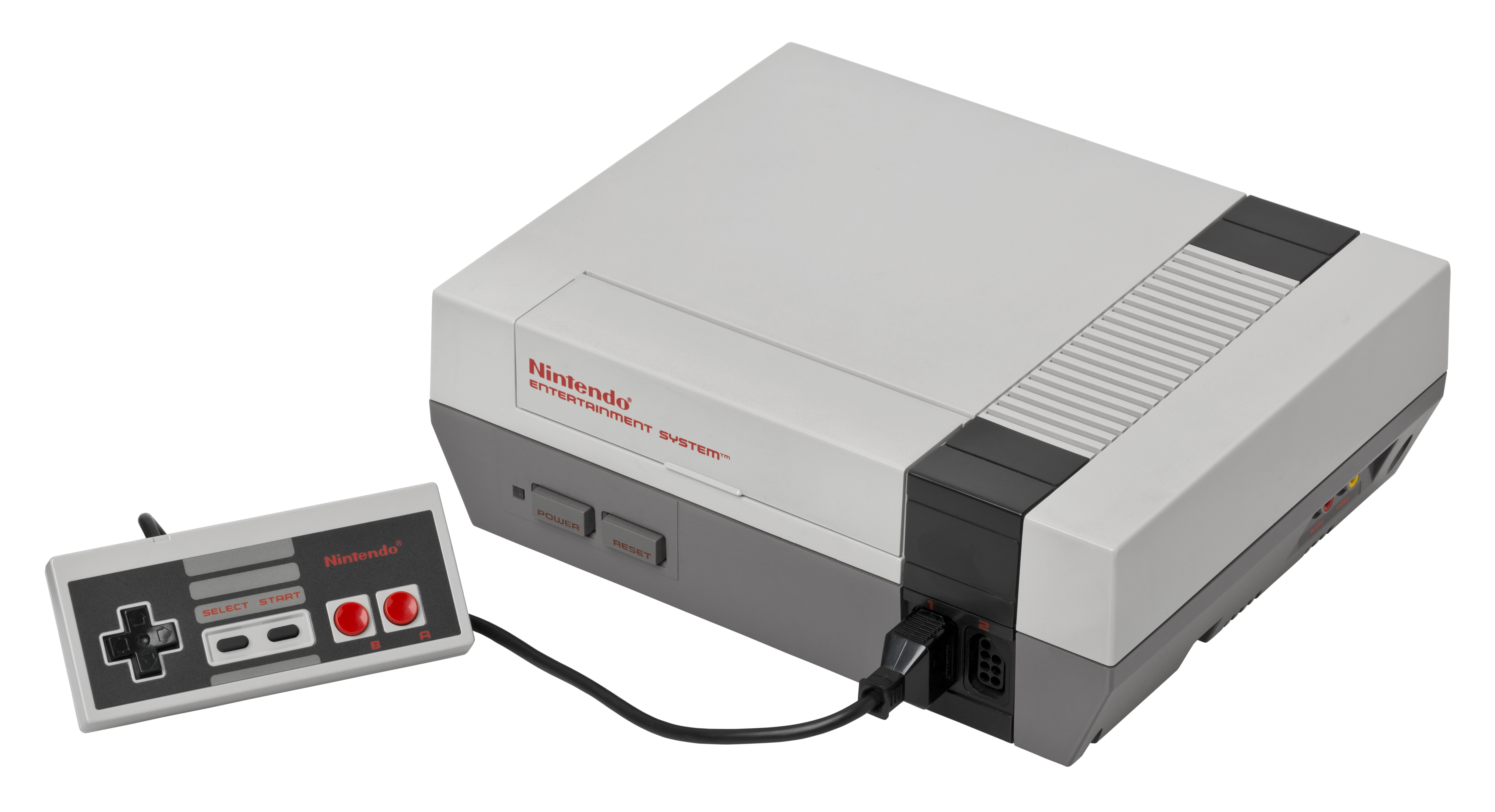
Nintendo Entertainment System (1985)
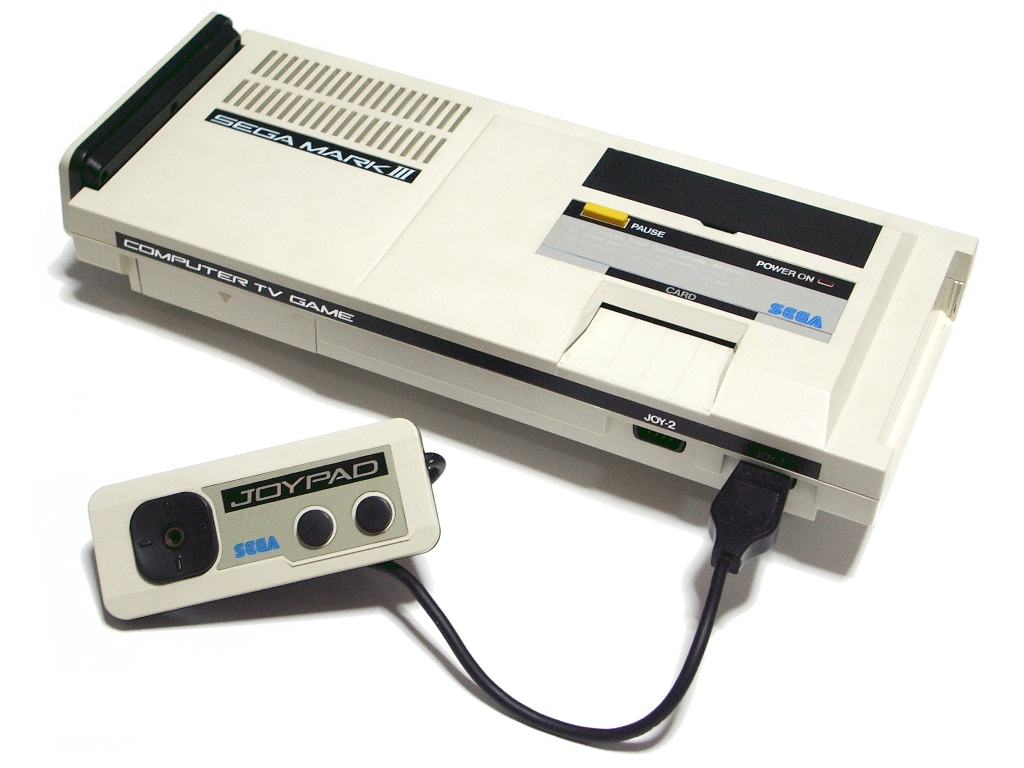
Sega Mark III (1985)
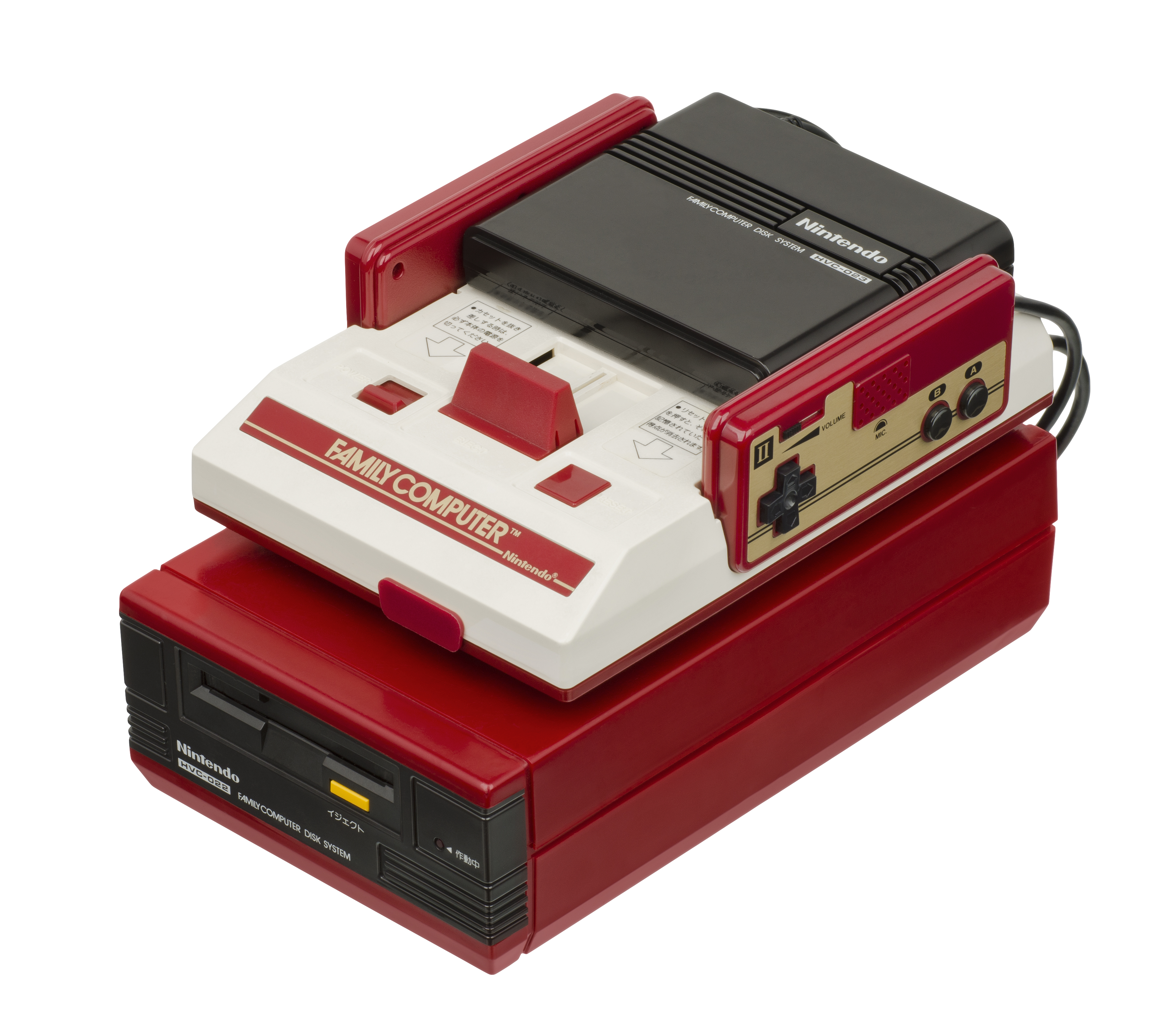
Family Computer Disk System (1986)
Videosmarts (1986)
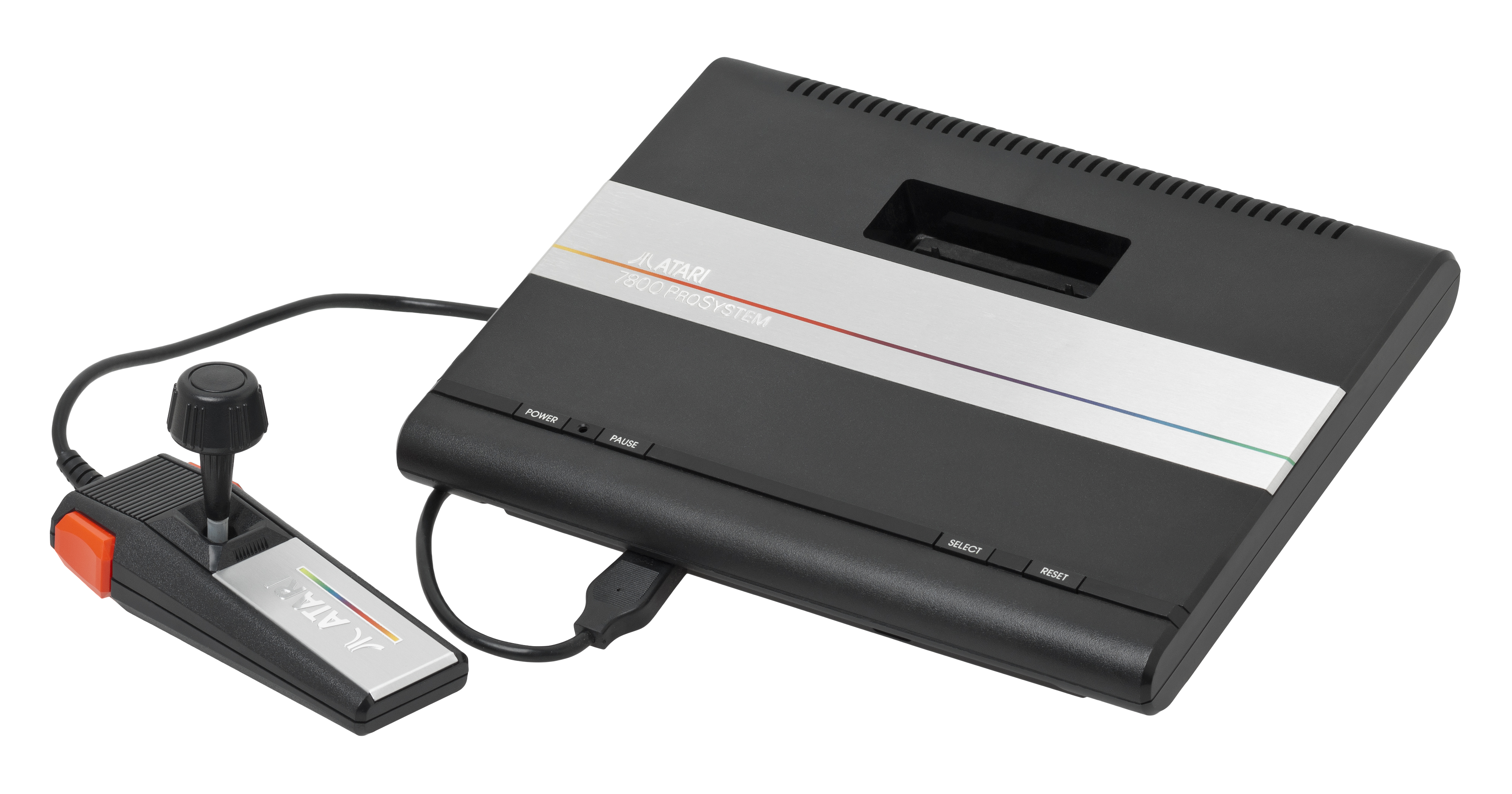
Atari 7800 (1986)
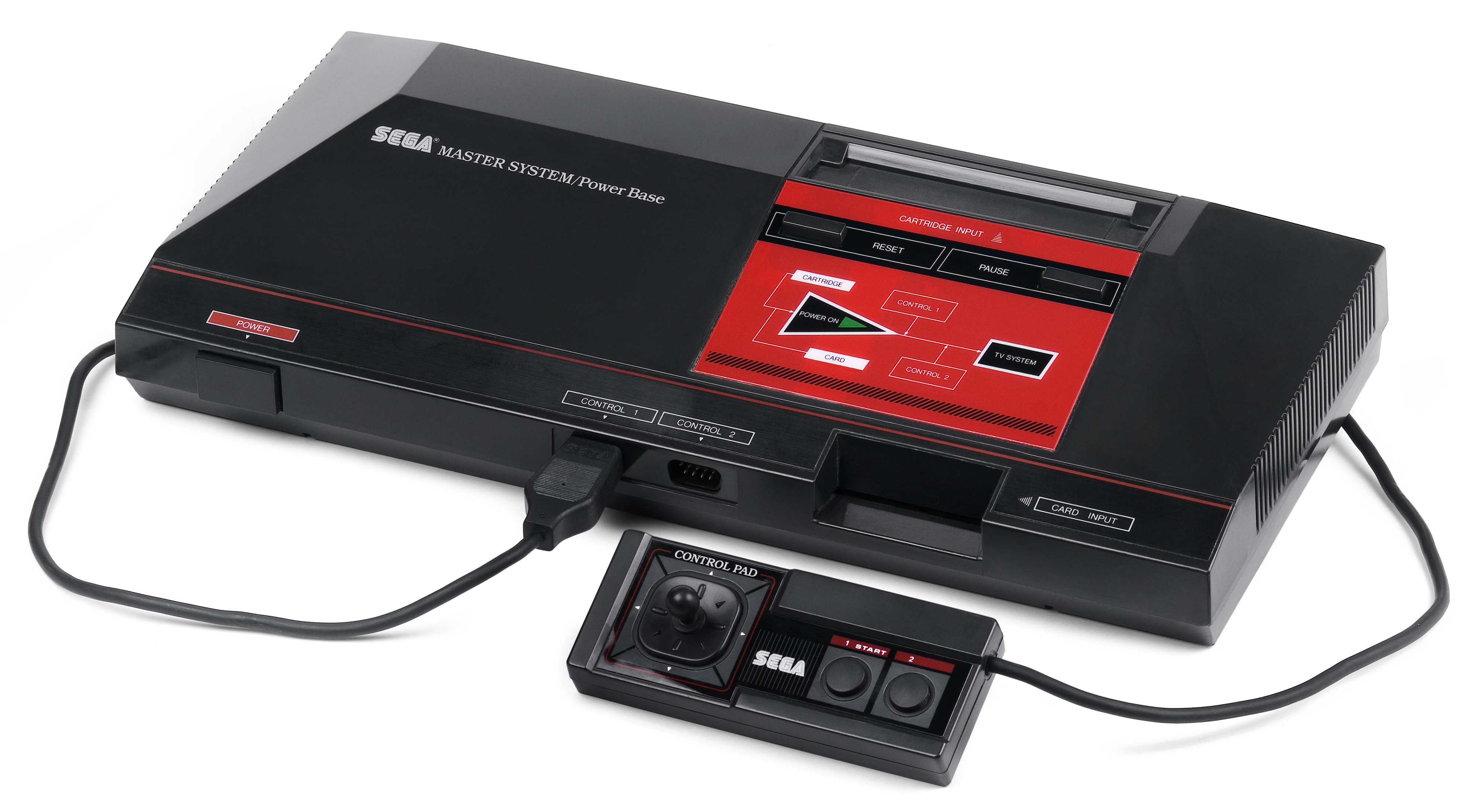
Sega Master System (1986)
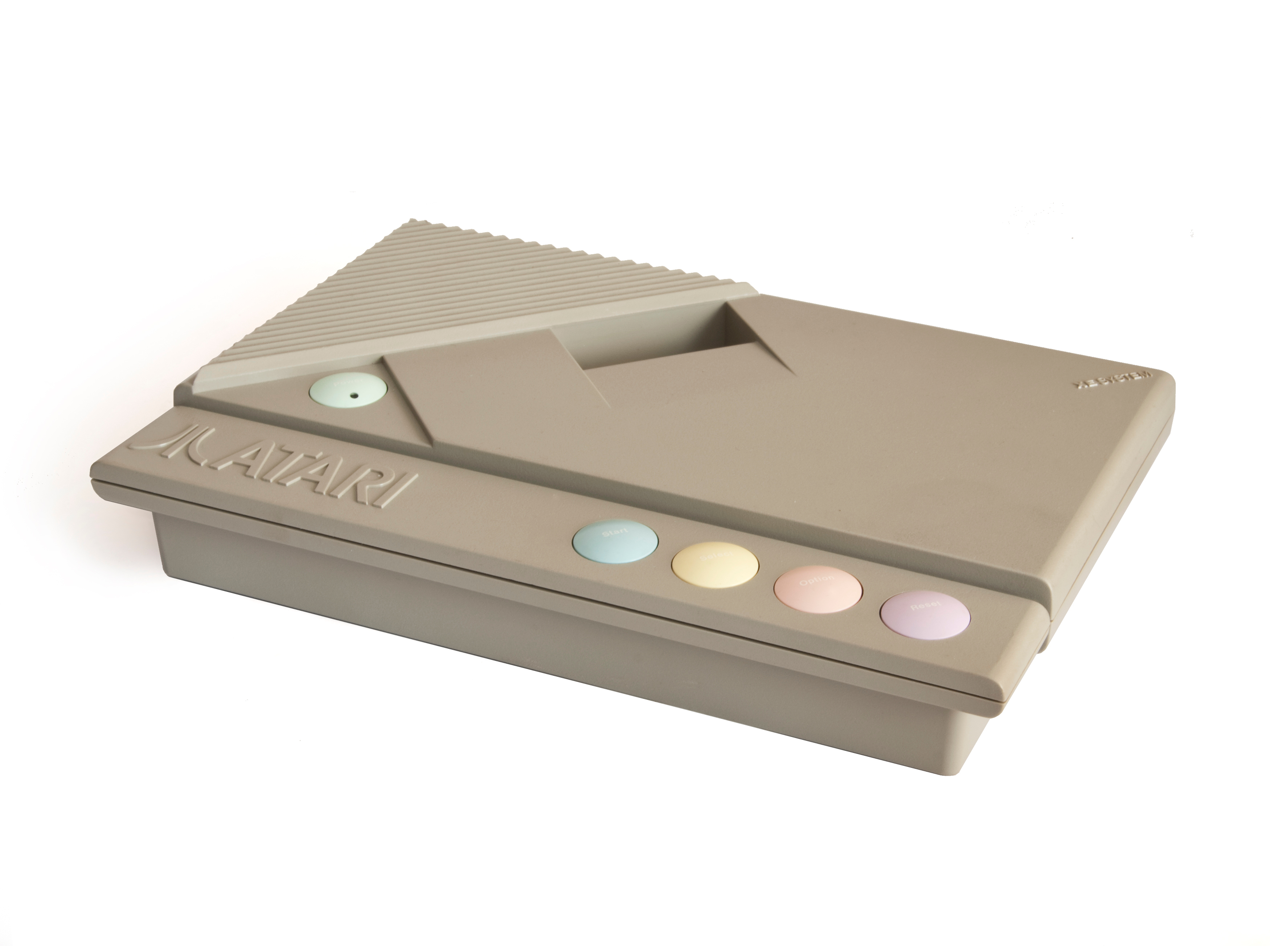
Atari XEGS (1986)
Video Challenger (1987)
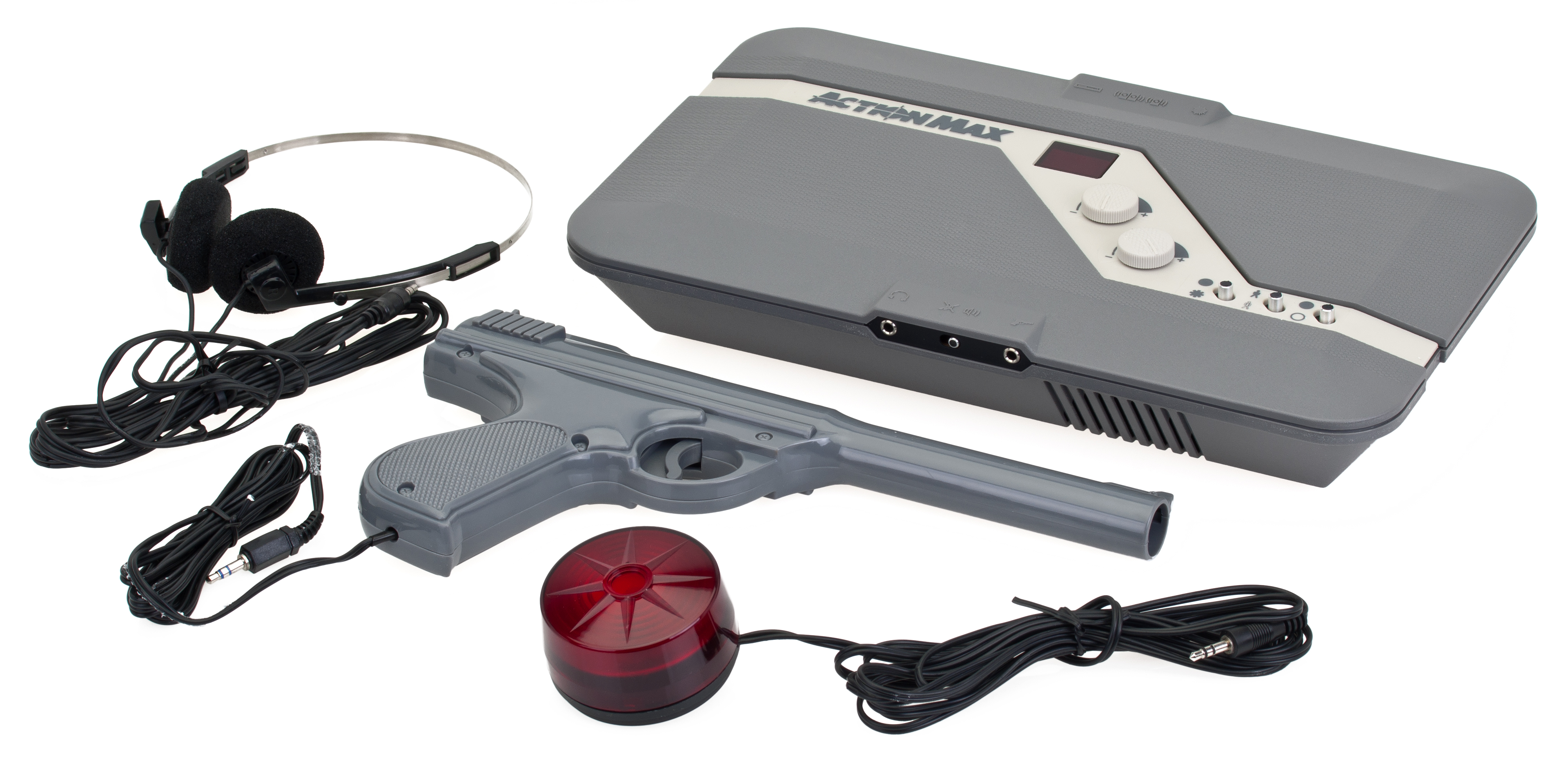
Action Max (1987)
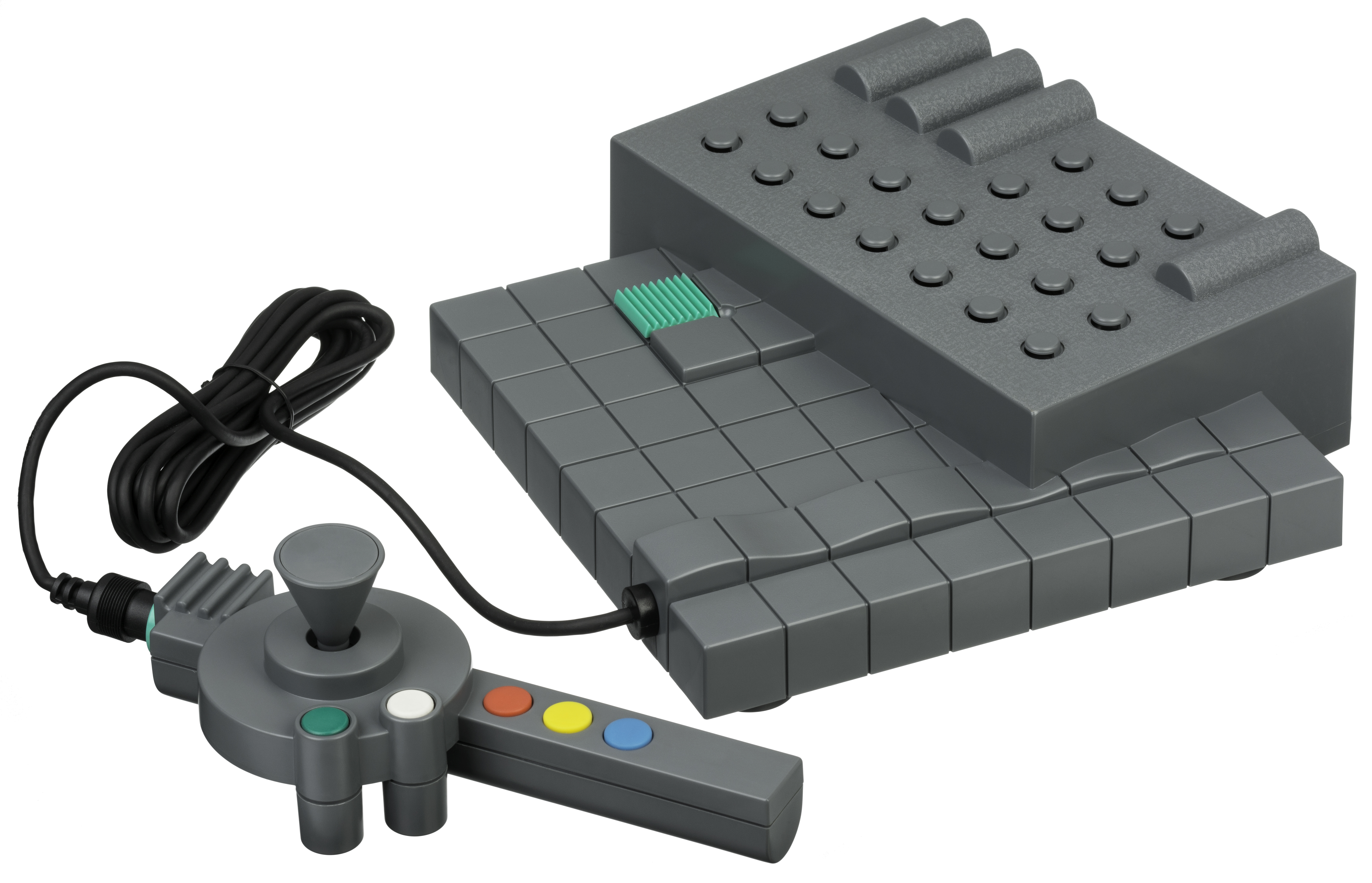
View-Master Interactive Vision (1988)
Terebikko (1988)
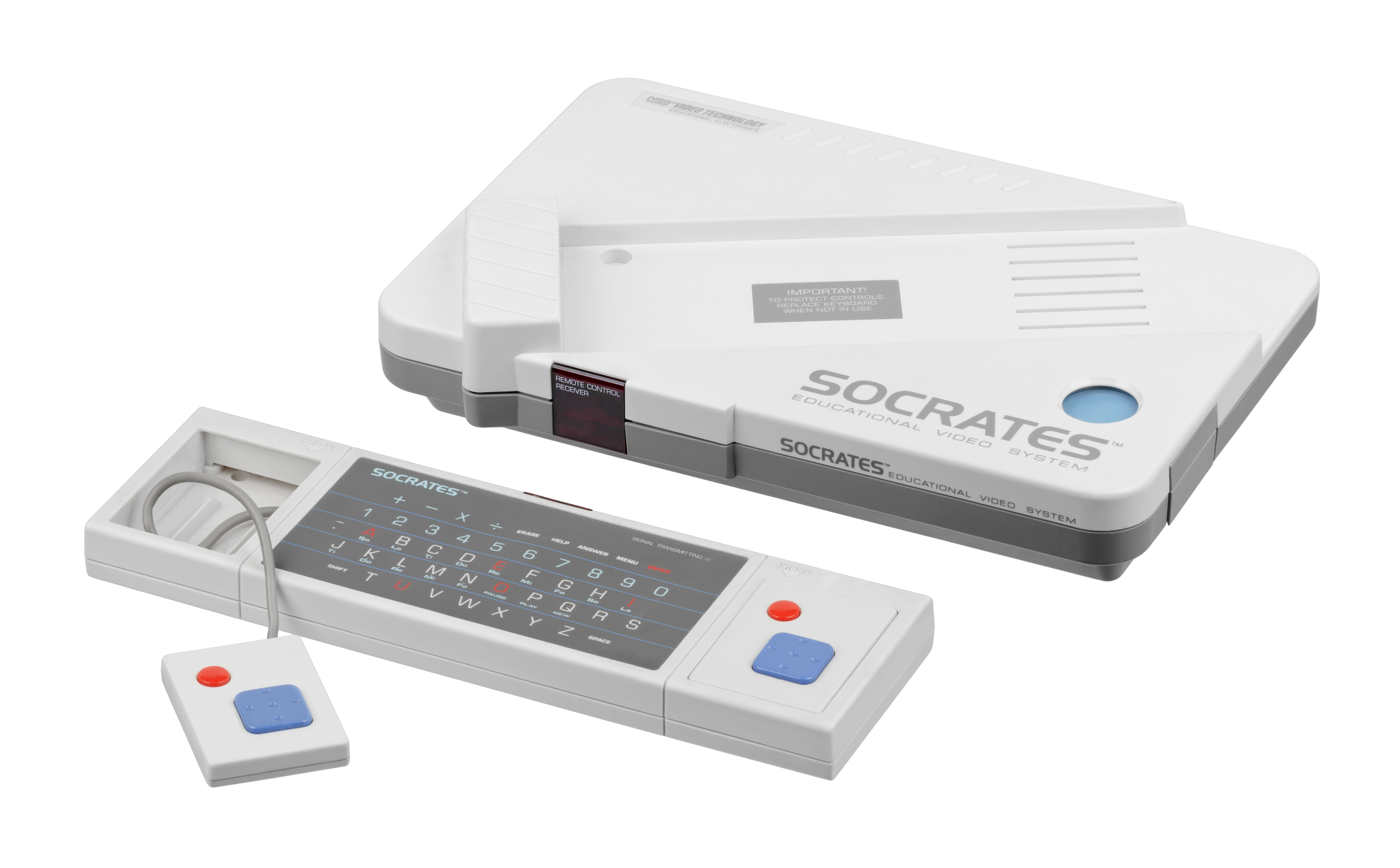
VTech Socrates (1988)
Video Driver (1988)
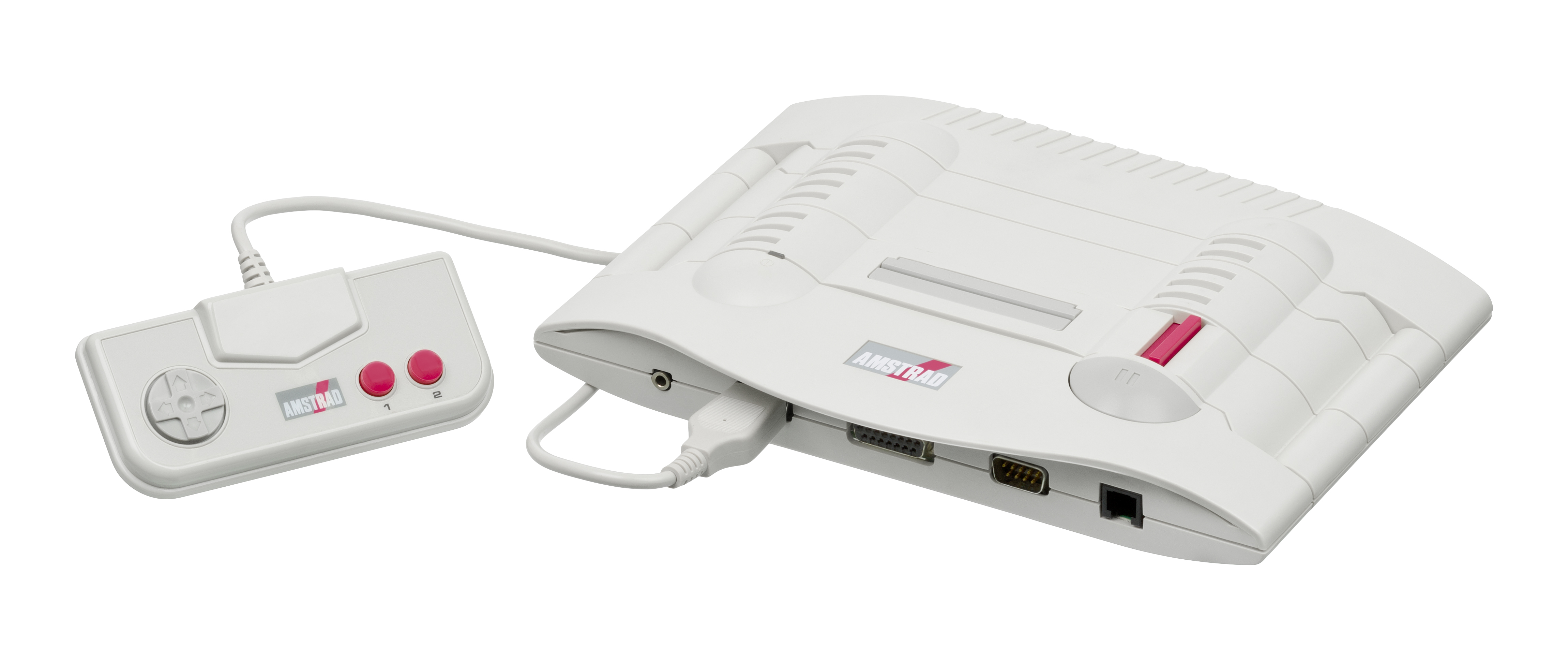
Amstrad GX4000 (1990)
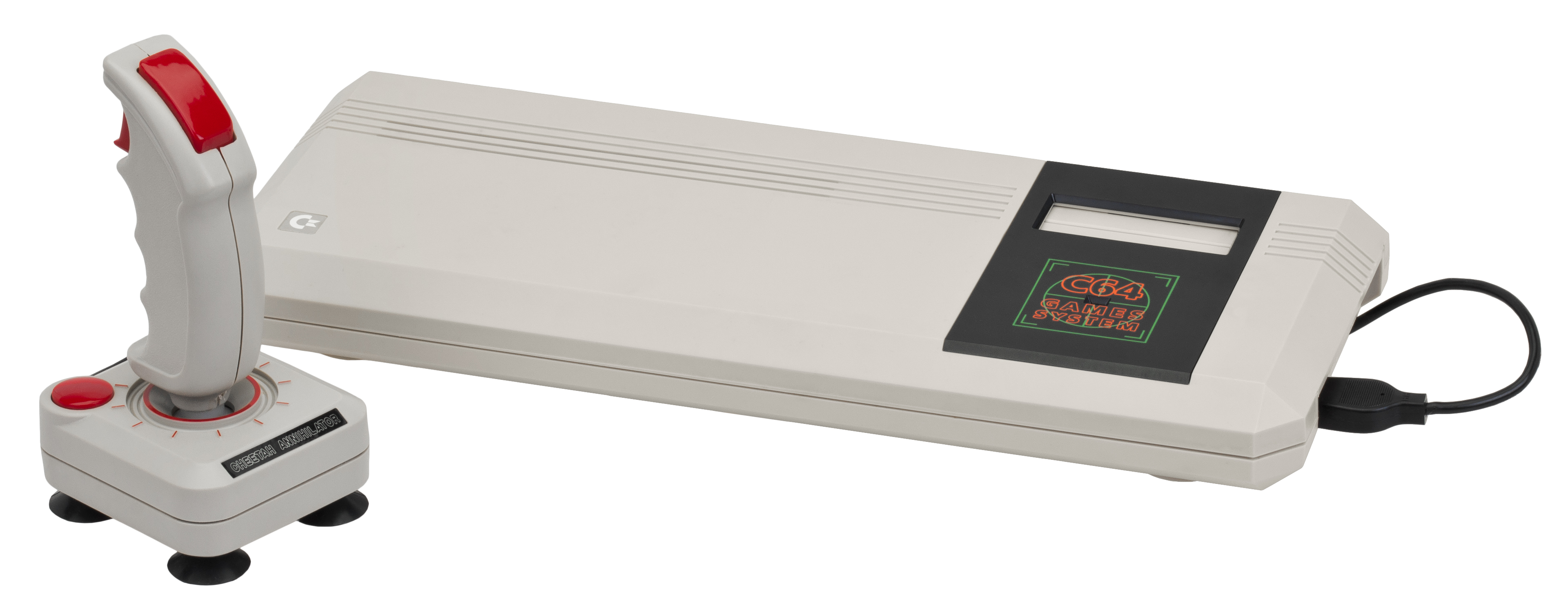
Commodore 64 Games System (1990)

### Čtvrtá generace (1987–2004)
Během čtvrté generace bylo vydáno sedmnáct herních konzolí a zrušeny čtyři platformy.
| Název                     | Datum vydání                           | Výrobce                      | Prodané kusy  | Mikroprocesor                                                          | Bity                                                          |
| ------------------------- | -------------------------------------- | ---------------------------- | ------------- | ---------------------------------------------------------------------- | ------------------------------------------------------------- |
| PC Engine / TurboGrafx-16 | 30. října 1987                         | NEC                          | 10 milionů    | mikroprocesor Hudson Soft HuC6280                                      | 16bitový (8bitový mikroprocesor, 16bitová grafická karta)     |
| Sega Genesis / Mega Drive | 29. října 1988                         | Sega                         | 30,75 milionu | 7,6 MHz mikroprocesor Motorola 68000, 3,58 MHz mikroprocesor Zilog Z80 | 16bitový (16/32bitový mikroprocesor, 16bitová grafická karta) |
| TurboGrafx-CD/CD-ROM²     | 4. prosince 1988                       | NEC                          |               |                                                                        | 16bitový (8bitový mikroprocesor, 16bitová grafická karta)     |
| PC Engine2 / SuperGrafx   | 8. prosince 1989                       | NEC                          |               | mikroprocesor Hudson Soft HuC6280                                      | 16bitový (8bitový mikroprocesor, 16bitová grafická karta)     |
| Neo-Geo AES               | 26. dubna 1990                         | SNK                          | 750 tisíc     | 12 MHz mikroprocesor Motorola 68000, 4 MHz mikroprocesor Zilog Z80     | 24bitový (16/32bitový mikroprocesor, 24bitová grafická karta) |
| Super NES / Super Famicom | 21. listopadu 1990                     | Nintendo                     | 49,1 milionu  | mikroprocesor Ricoh 5A22                                               | 16bitový                                                      |
| Commodore CDTV            | březen 1991                            | Commodore                    |               | 7 MHz mikroprocesor Motorola 68000                                     | 16bitový                                                      |
| CD-i                      | 3. prosince 1991                       | Philips                      | 1,5 milionu   | 15,5 MHz mikroprocesor Philips SCC68070                                | 16bitový (možný upgrade na 32bitový)                          |
| Sega CD / Mega CD         | 12. prosince 1991                      | Sega                         | 2,24 milionu  | 12,5 MHz mikroprocesor Motorola 68000                                  | 16bitový (16/32bitový mikroprocesor, 16bitová grafická karta) |
| Memorex VIS               | červen 1992                            | Memorex / Tandy              | 15 tisíc      | 12 MHz mikroprocesor Intel 80286                                       | 16bitový                                                      |
| Sega Pico                 | 26. června 1993                        | Sega / Majesco Entertainment |               | 7,6 MHz mikroprocesor Motorola 68000, 3,58 MHz mikroprocesor Zilog Z80 | 16bitový                                                      |
| Picno                     | 1993                                   | Konami                       |               |                                                                        | 16bitový                                                      |
| Pioneer LaserActive       | 20. srpna 1993                         | Pioneer Corporation          |               |                                                                        | 16bitový                                                      |
| Neo Geo CD                | 9. září 1994                           | SNK                          |               | 12 MHz mikroprocesor Motorola 68000, 4 MHz mikroprocesor Zilog Z80     | 16bitový                                                      |
| Sega 32X                  | 21. listopadu 1994                     | Sega                         | 665 tisíc     | 2× 32bitový 23 MHz mikroprocesor RISC SH-2                             | 32bitový                                                      |
| Satellaview               | 23. dubna 1995                         | Nintendo                     |               |                                                                        | 16bitový                                                      |
| Super A'Can               | 25. října 1995                         | Funtech                      |               | 10,738635 MHz mikroprocesor Motorola 68000                             | 16bitový                                                      |
| Konix Multisystem         | zrušeno (mělo být vydáno v srpnu 1989) | Konix                        |               |                                                                        | 16bitový                                                      |
| Atari Panther             | zrušeno (mělo být vydáno v roce 1991)  | Atari Corporation            |               | mikroprocesor Motorola 68000                                           | 32bitový                                                      |
| WOWOW                     | zrušeno (mělo být vydáno v roce 1992)  | Taito                        |               |                                                                        |                                                               |
| SNES-CD                   | zrušeno (mělo být vydáno v roce 1993)  | Nintendo                     |               |                                                                        | 16bitový                                                      |

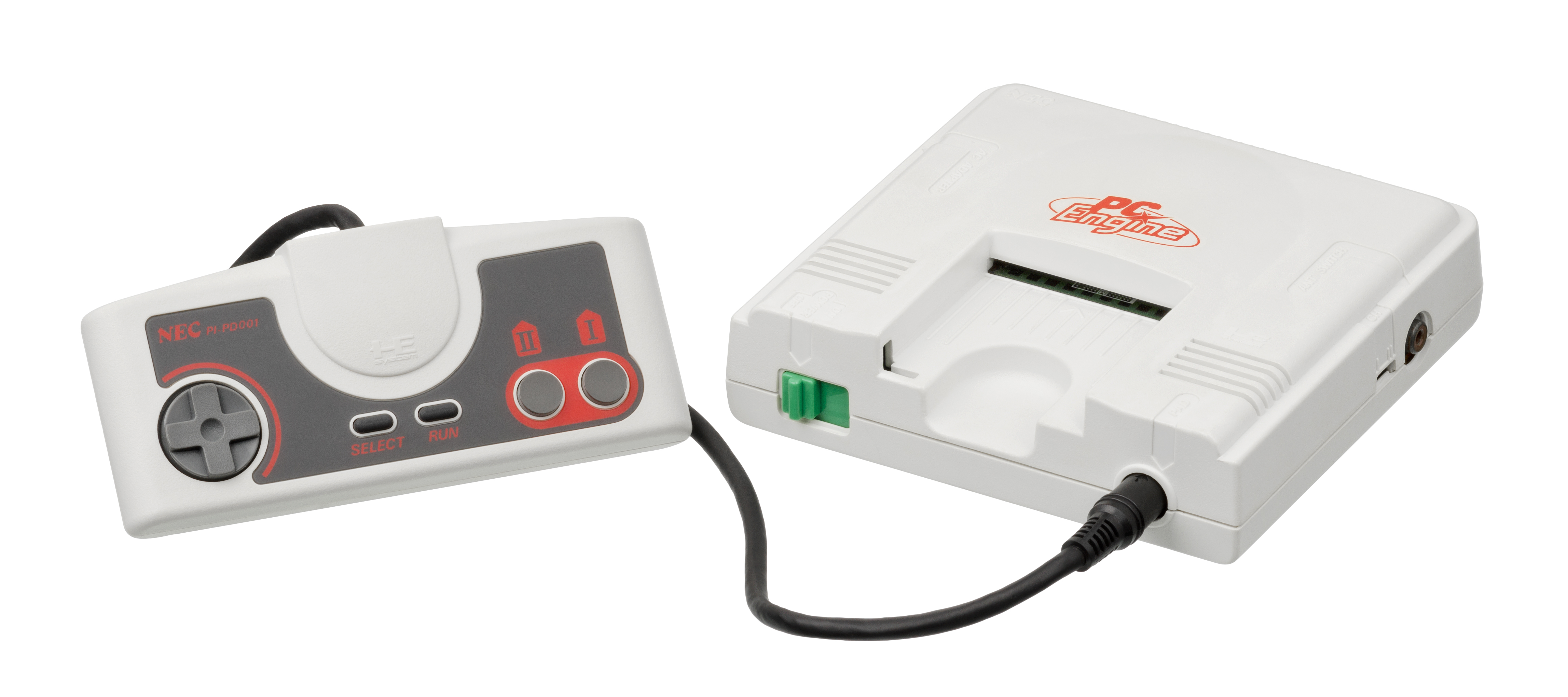
PC Engine (1987)
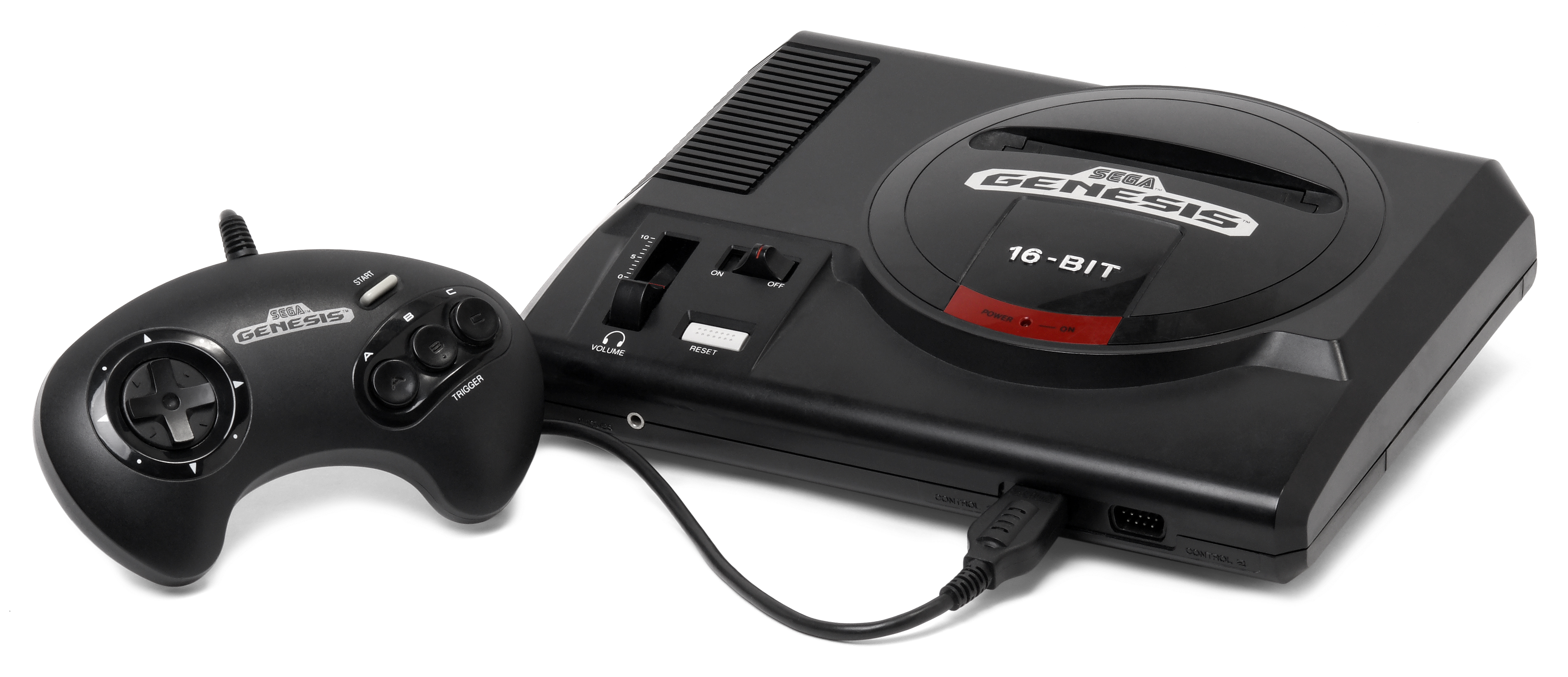
Sega Genesis (1988)
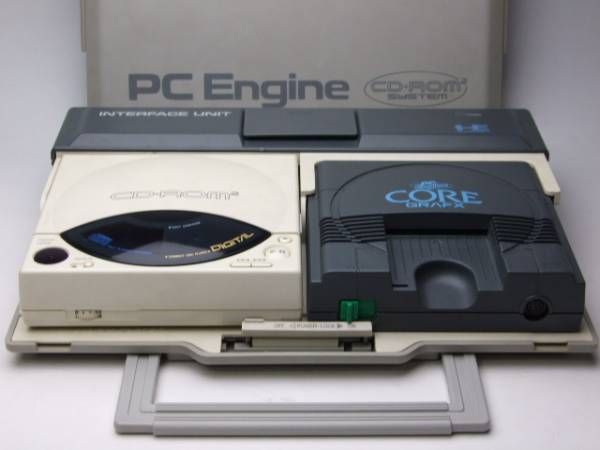
CD-ROM² (první herní konzole používající technologii CD byla vydána v roce 1988)
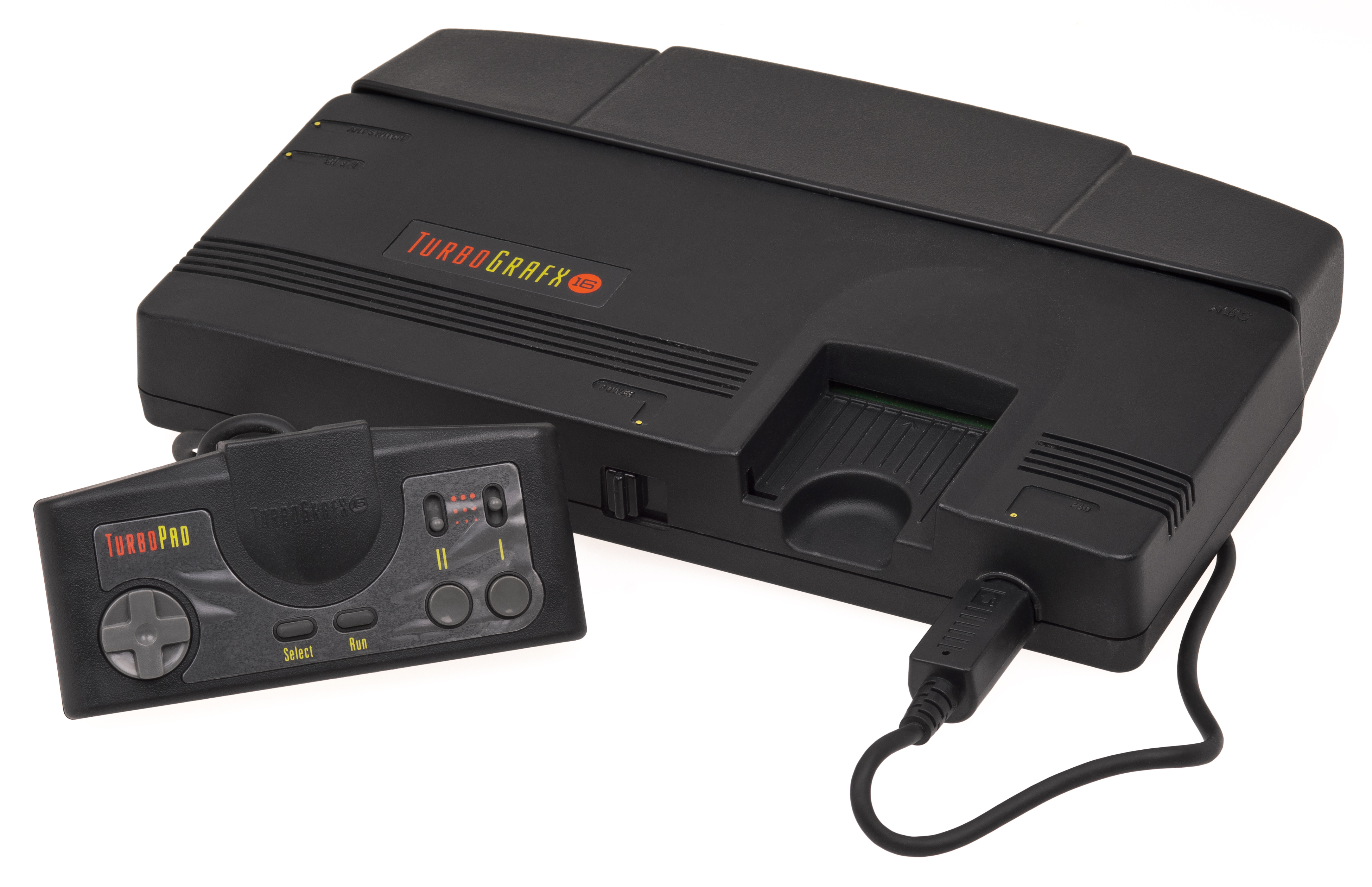
TurboGrafx-16 (1989)
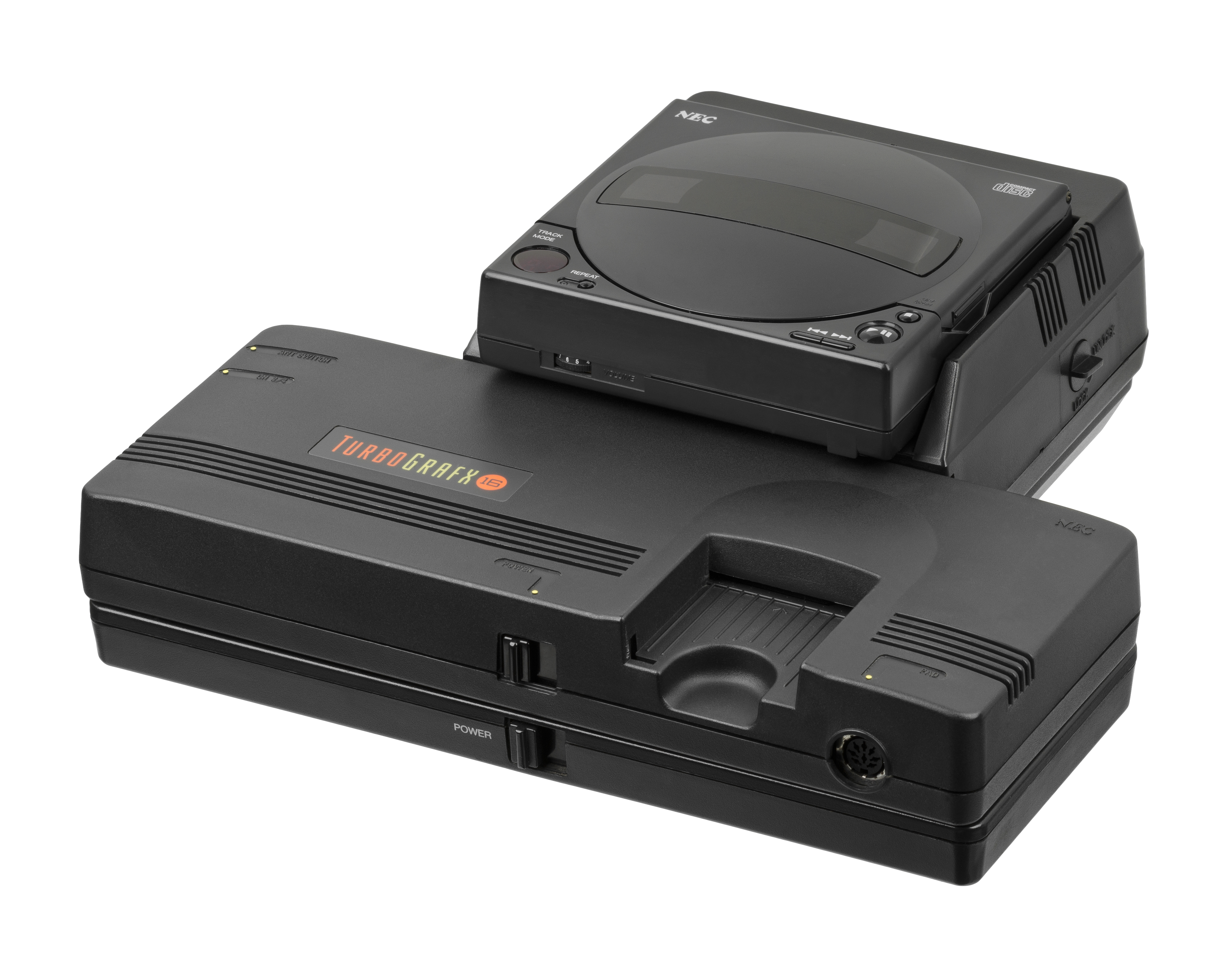
TurboGrafx-CD (1989)
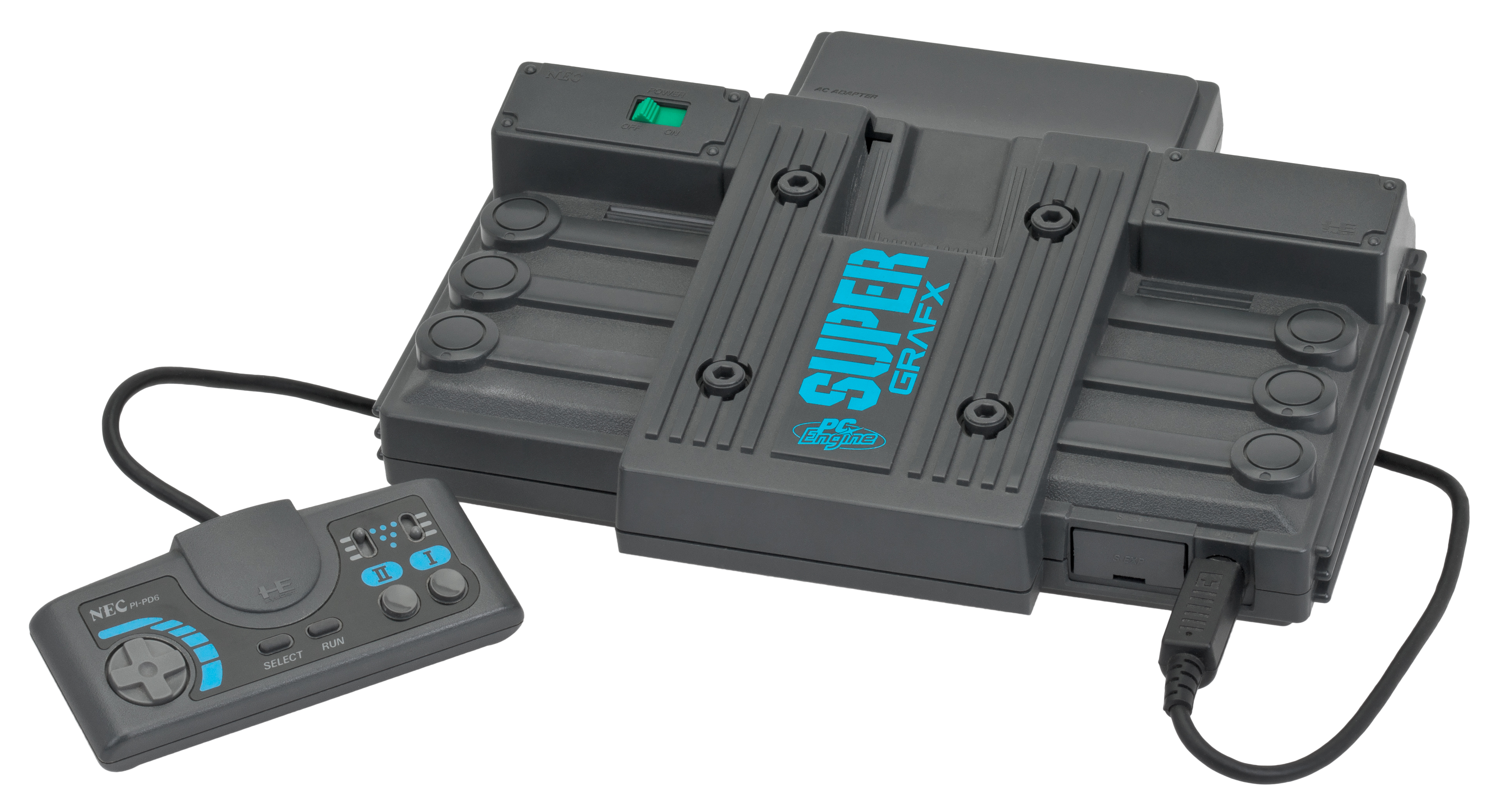
PC Engine SuperGrafx (1989)
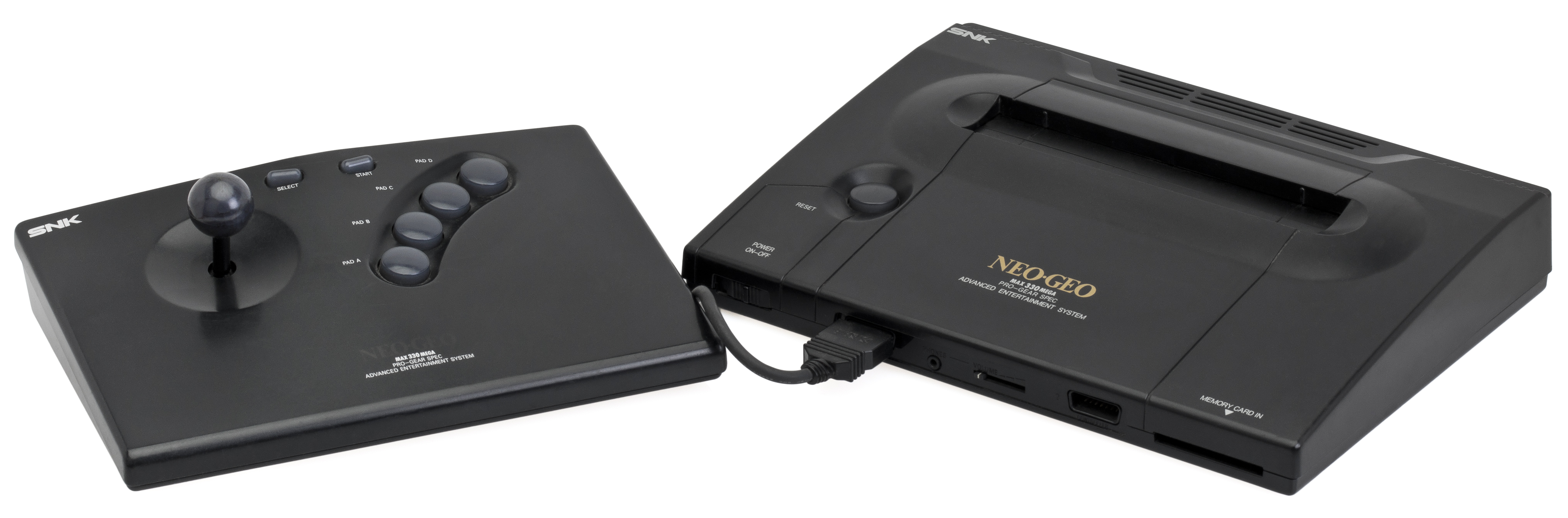
Neo-Geo AES (1990)
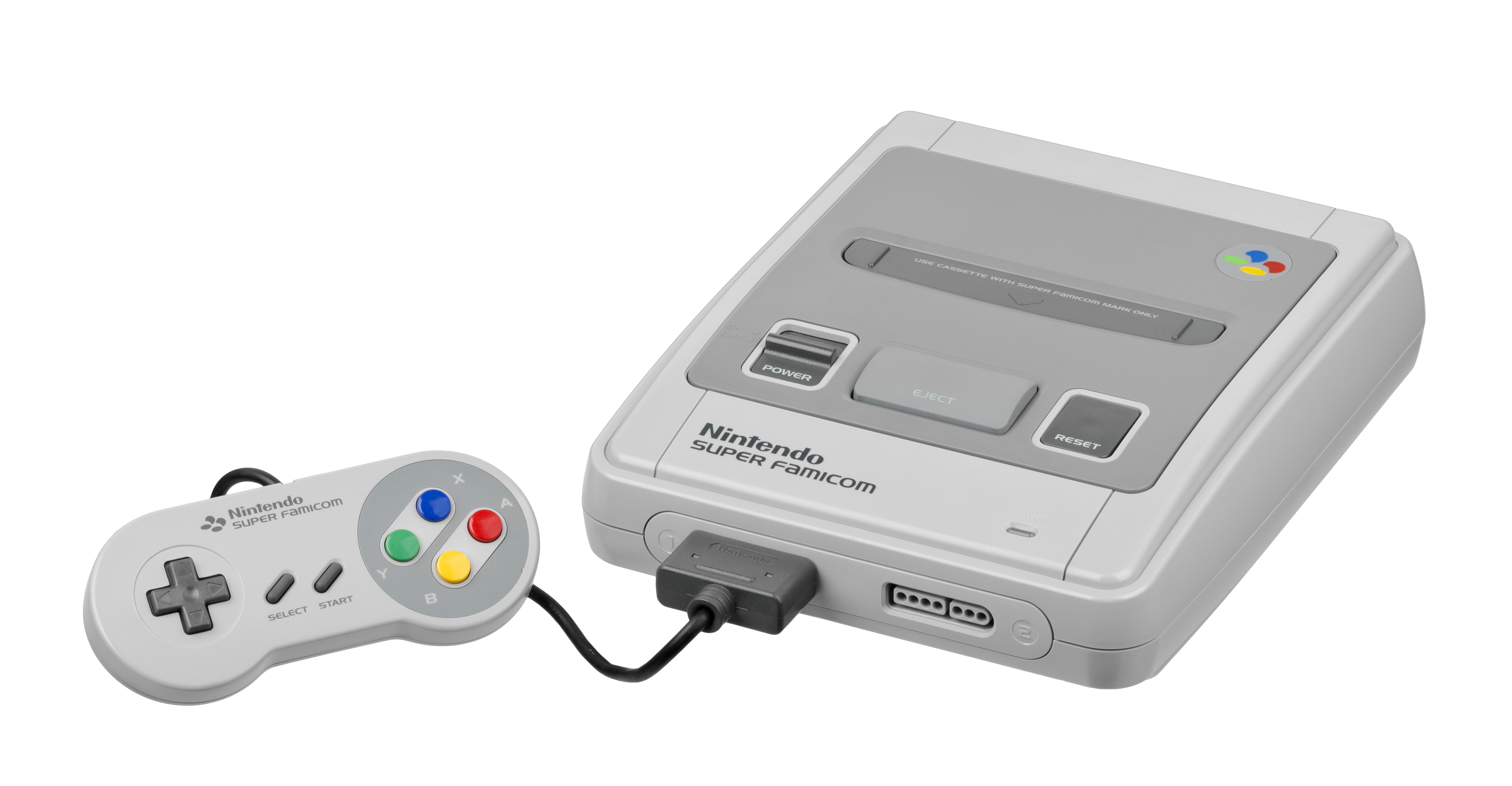
Super Famicom (1990)
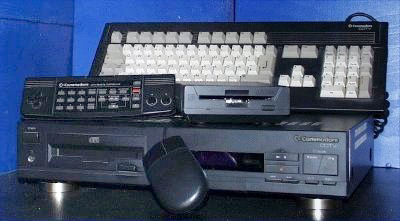
Commodore CDTV (1991)
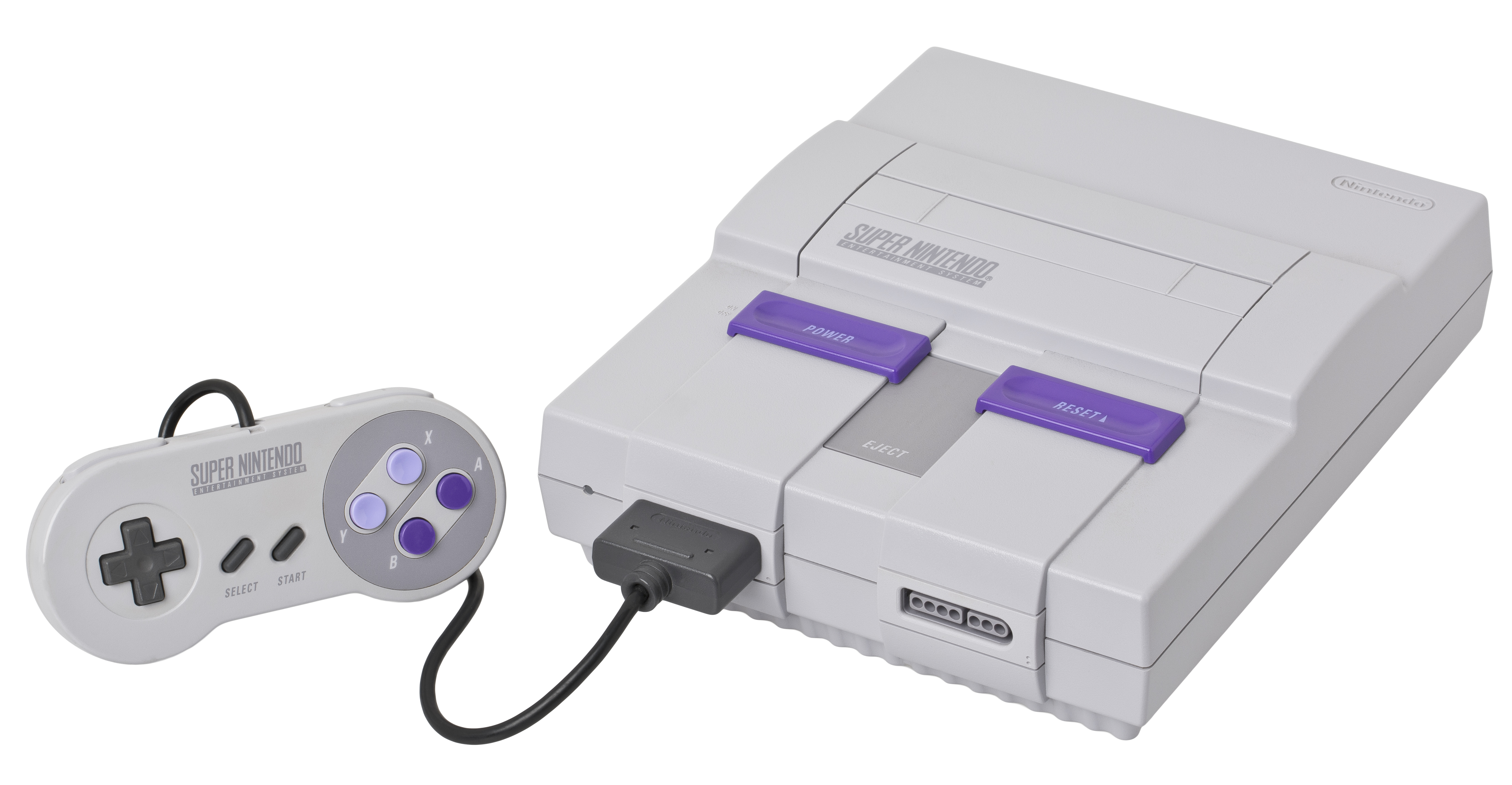
Super Nintendo Entertainment System (1991)
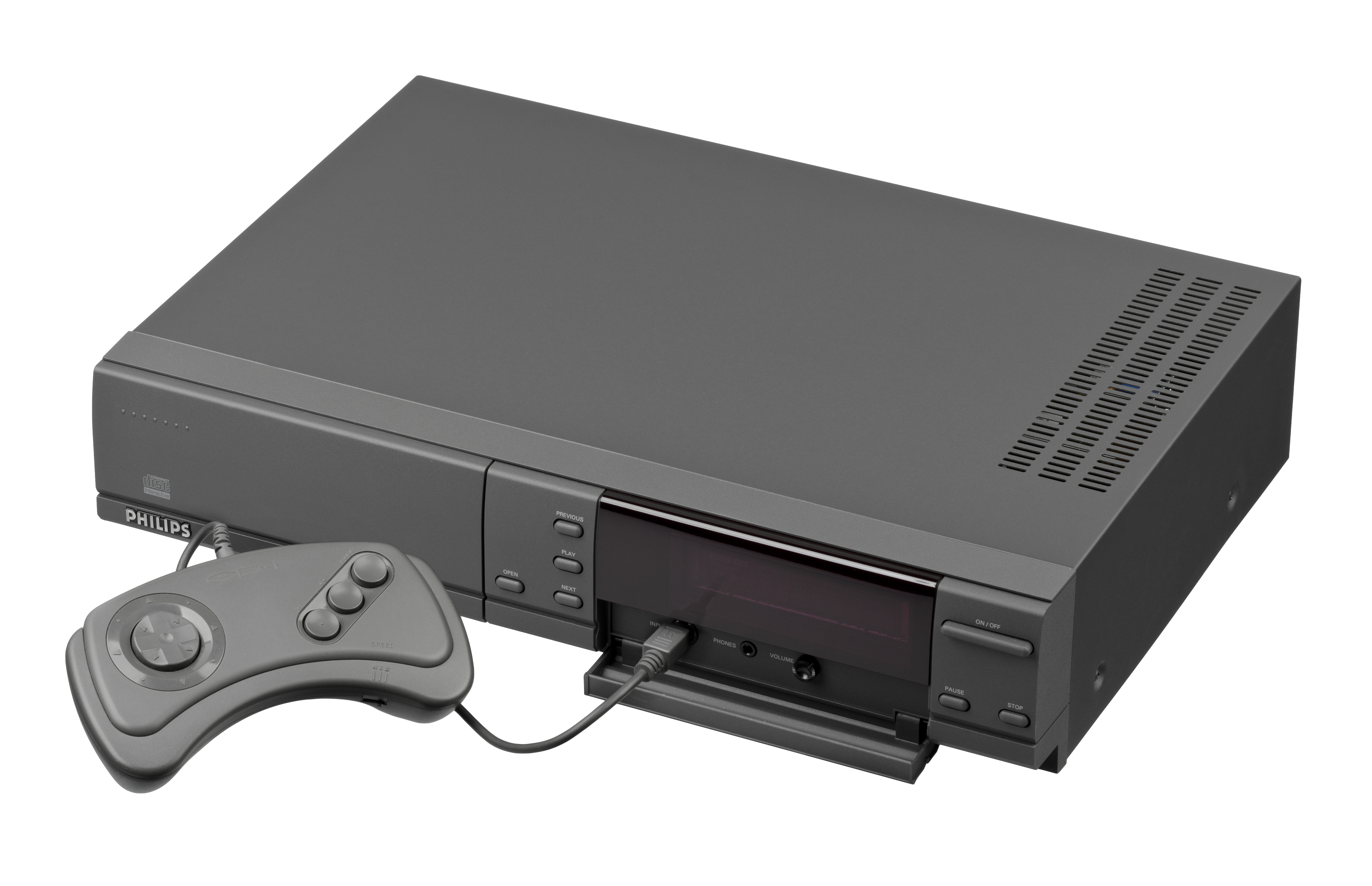
CD-i (1991)
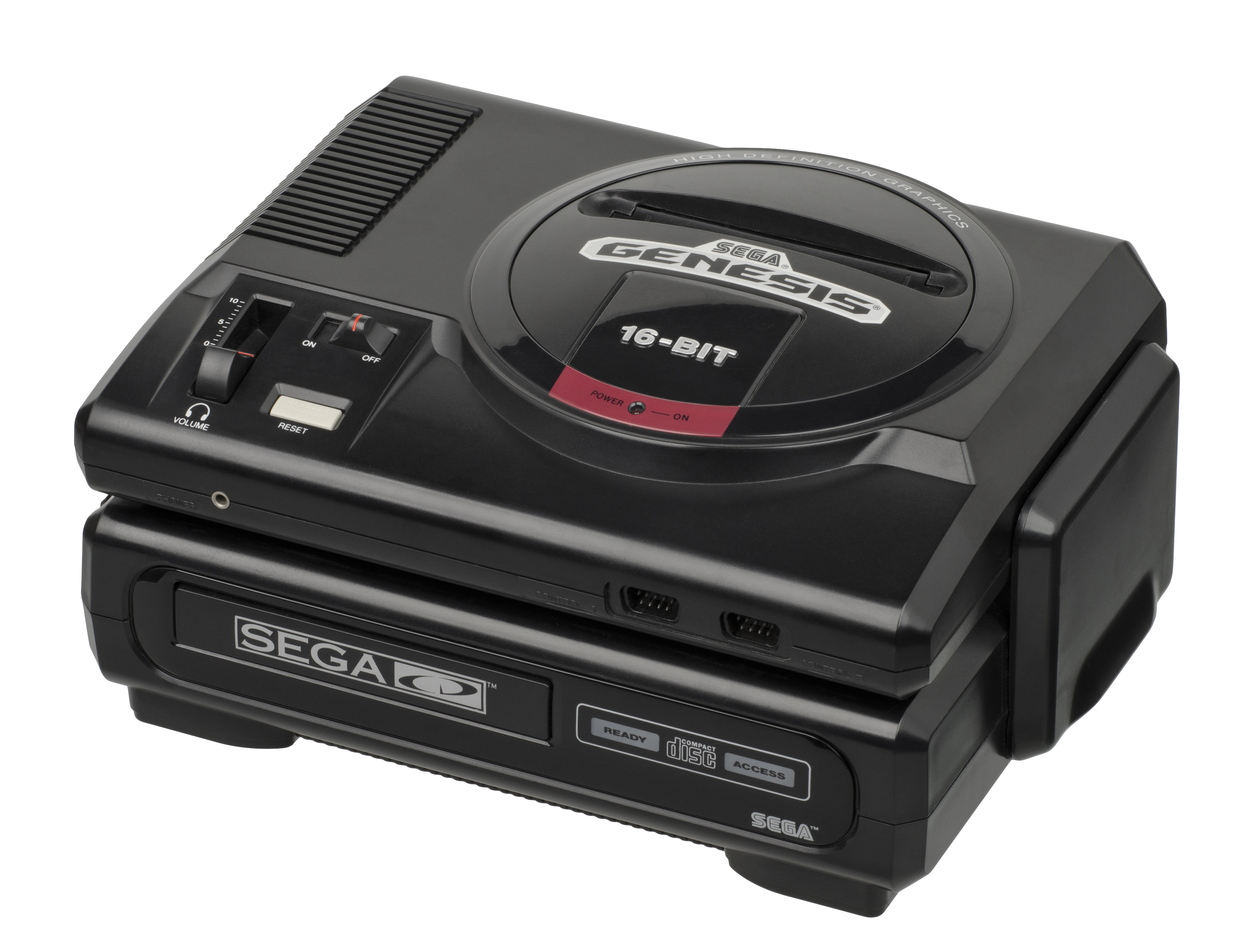
Sega CD (1991)
Memorex VIS (1992)
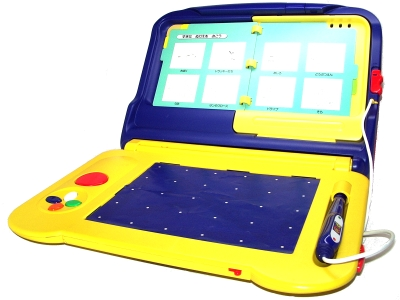
Sega Pico (1993)
Picno (1993)
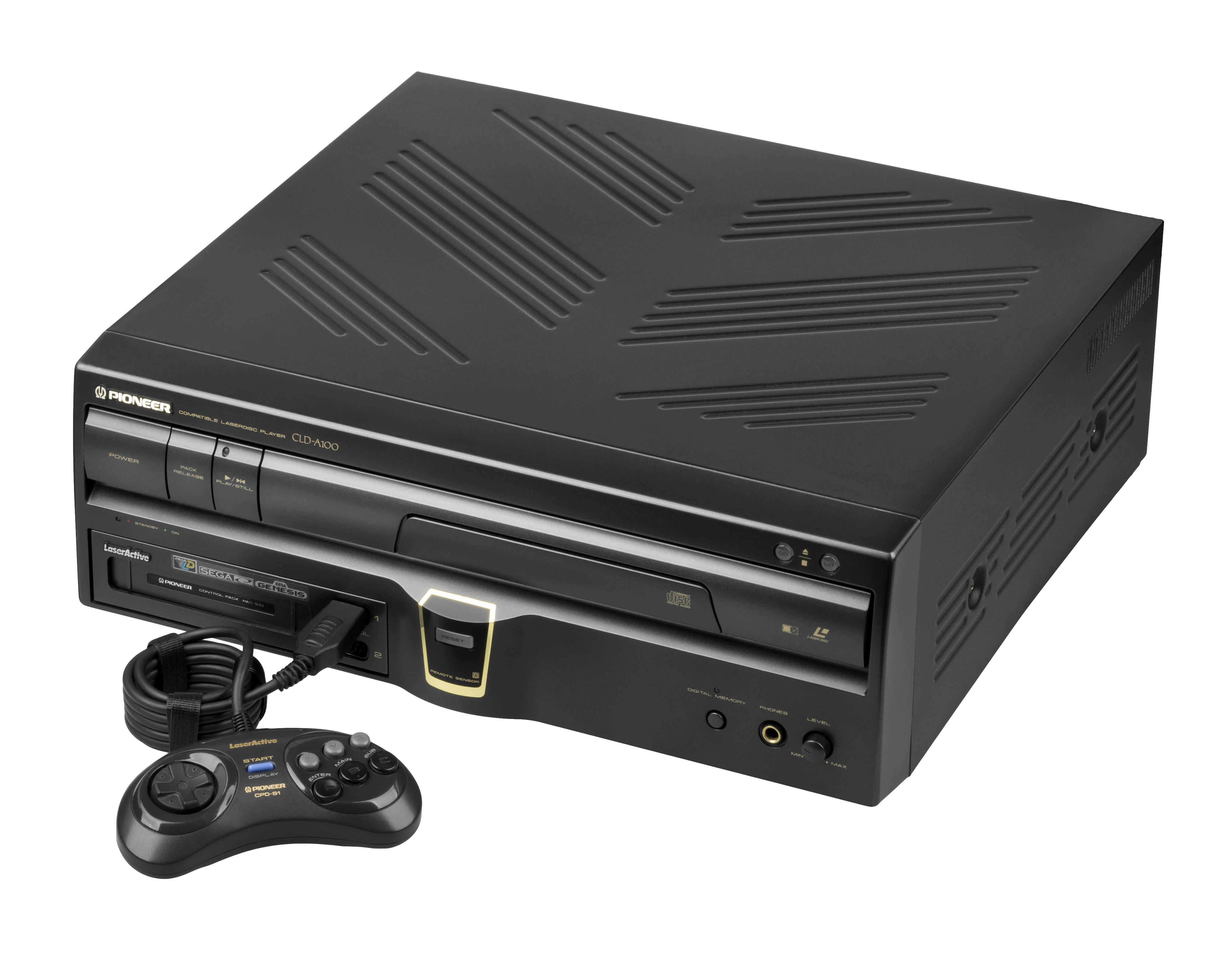
Pioneer LaserActive (1993)
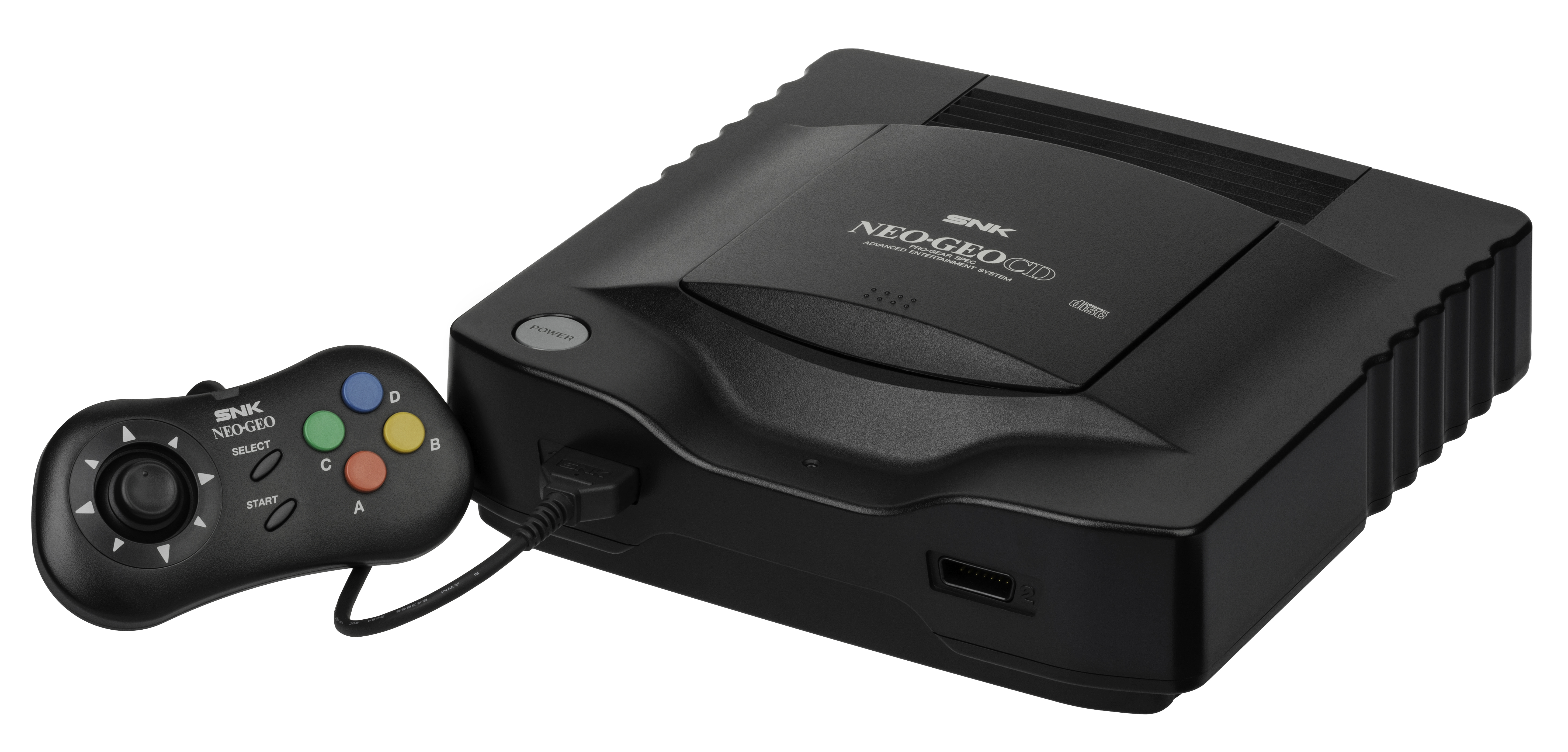
Neo Geo CD (1994)
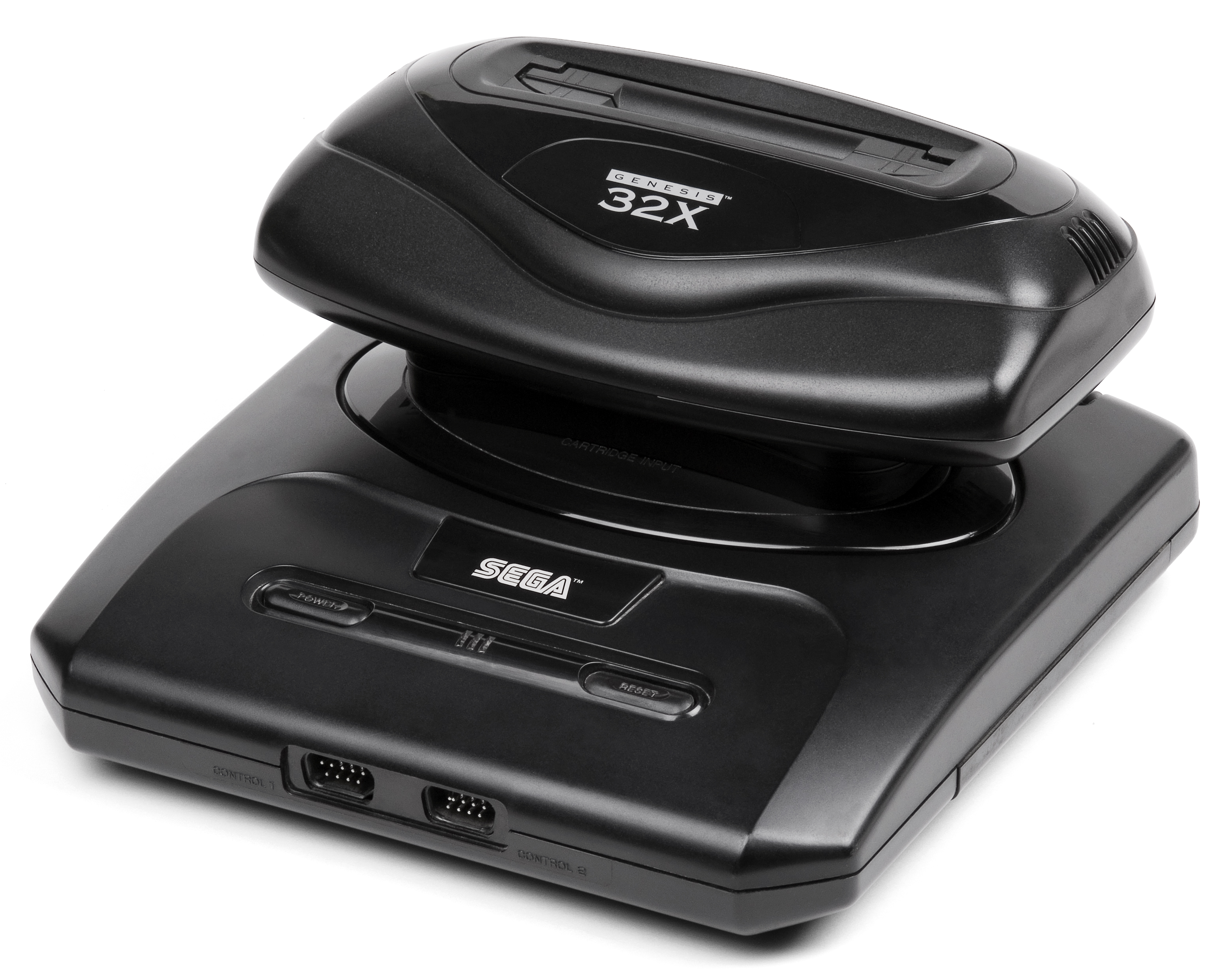
Sega 32X (1994)
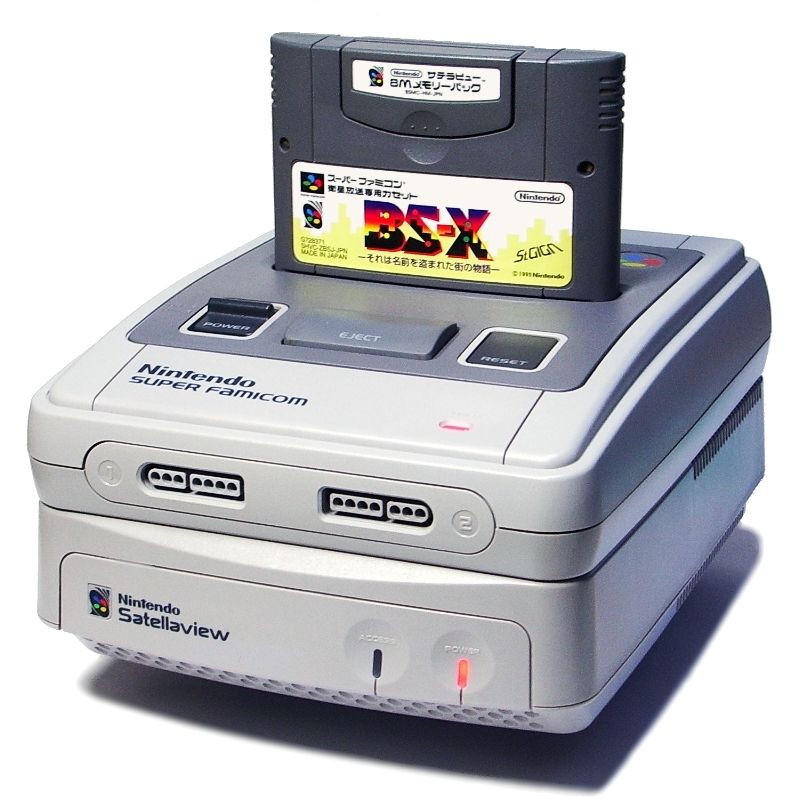
Satellaview (1995)
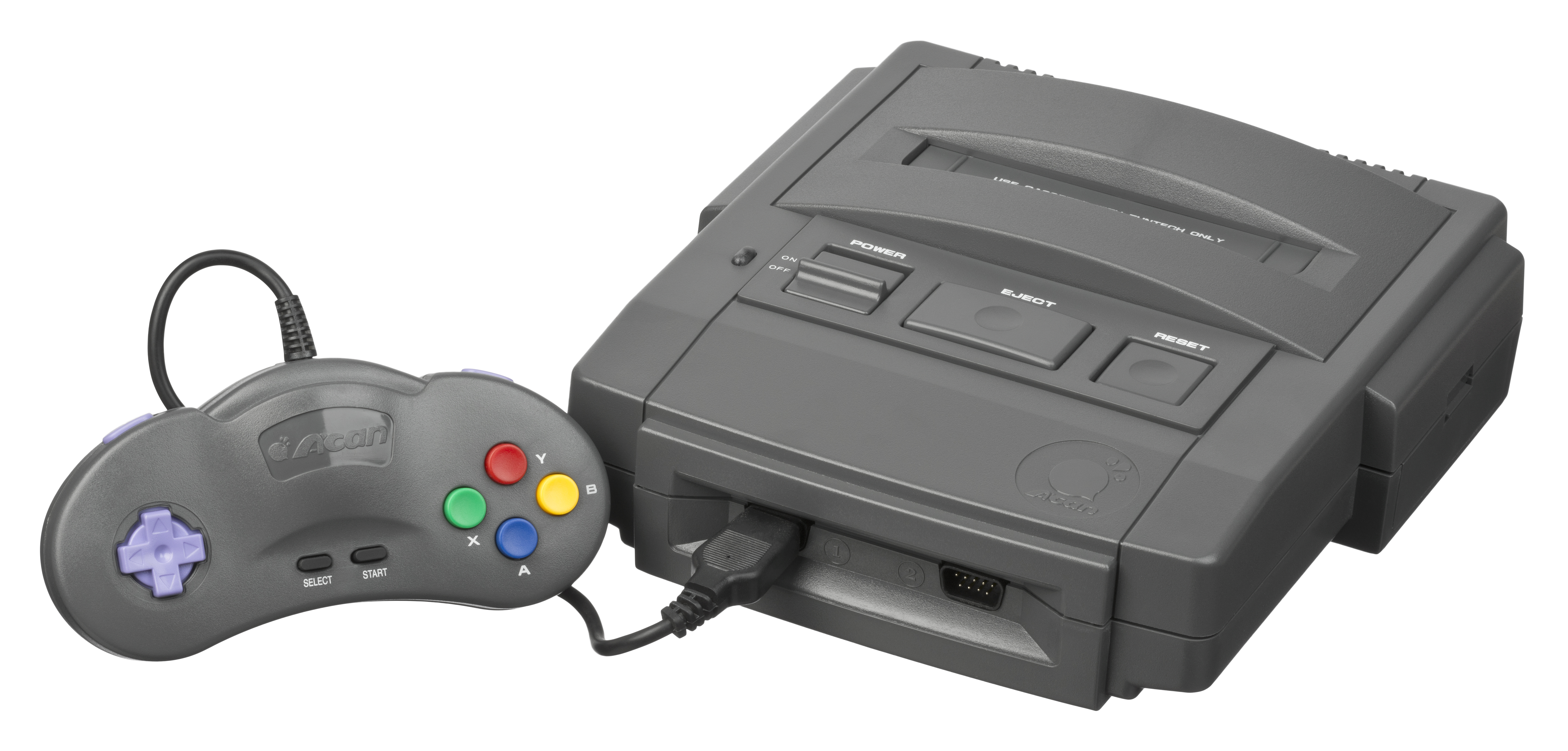
Super A'Can (1995)

### Pátá generace (1993–2005)
Během páté generace bylo vydáno čtrnáct herních konzolí.
| Název                       | Datum vydání       | Výrobce                      | Prodané kusy   | Mikroprocesor | Bity                                                       |
| --------------------------- | ------------------ | ---------------------------- | -------------- | --- | ---------------------------------------------------------- |
| FM Towns Marty              | 20. února 1993     | Fujitsu                      |                | 16 MHz mikroprocesor AMD 386SX | 32bitový                                                   |
| Amiga CD32                  | 17. září 1993      | Commodore                    | 100 tisíc      | mikroprocesor Motorola 68EC020; 14,18 MHz (PAL) 14,32 MHz (NTSC)                                                                               | 32bitový                                                   |
| 3DO Interactive Multiplayer | 4. října 1993      | Panasonic / Sanyo / GoldStar | 2 miliony      | 12,5 MHz mikroprocesor ARM60 RICS architektury ARM                                                                                             | 32bitový                                                   |
| Atari Jaguar                | 23. listopadu 1993 | Atari Corporation            | 250 tisíc      | 13,295 MHz mikroprocesor Motorola 68000; custom 32bitová 26,59 MHz grafická karta RISC Tom; custom 32bitová 26,59 MHz zvuková karta RISC Jerry | 64bitový (32bitová grafická karta, 32bitová zvuková karta) |
| CPS Changer                 | 1994               | Capcom                       |                | 10 MHz mikroprocesor Motorola 68000 | 16bitový                                                   |
| Playdia                     | 23. září 1994      | Bandai                       |                | mikrokontrolér Toshiba TMP87C800F | 8bitový                                                    |
| Sega Saturn                 | 22. listopadu 1994 | Sega                         | 9,26 milionu   | 2× 28,6 MHz mikroprocesor Hitachi SH-2 | 32bitový                                                   |
| PlayStation                 | 3. prosince 1994   | Sony                         | 102,49 milionu | 33,8688 MHz mikroprocesor R3000 | 32bitový                                                   |
| PC-FX                       | 23. prosince 1994  | NEC                          | 400 tisíc      | NEC V810 | 32bitový                                                   |
| Apple Bandai Pippin         | 28. března 1995    | Bandai / Apple Inc.          | 42 tisíc       | 66 MHz mikroprocesor RISC PowerPC 603 | 32bitový                                                   |
| Atari Jaguar CD             | 21. září 1995      | Atari Corporation            |                | mikroprocesor Jaguar | 64bitový                                                   |
| Casio Loopy                 | 19. října 1995     | Casio                        |                | mikrokontrolér RISC SH-1 (SH7021) | 32bitový                                                   |
| Nintendo 64                 | 23. června 1996    | Nintendo                     | 32,93 milionu  | 93,75 MHz mikroprocesor NEC VR4300 | 64bitový                                                   |
| Nintendo 64DD               | 1. prosince 1999   | Nintendo                     | 15 tisíc       | mikroprocesor N64 | 64bitový                                                   |

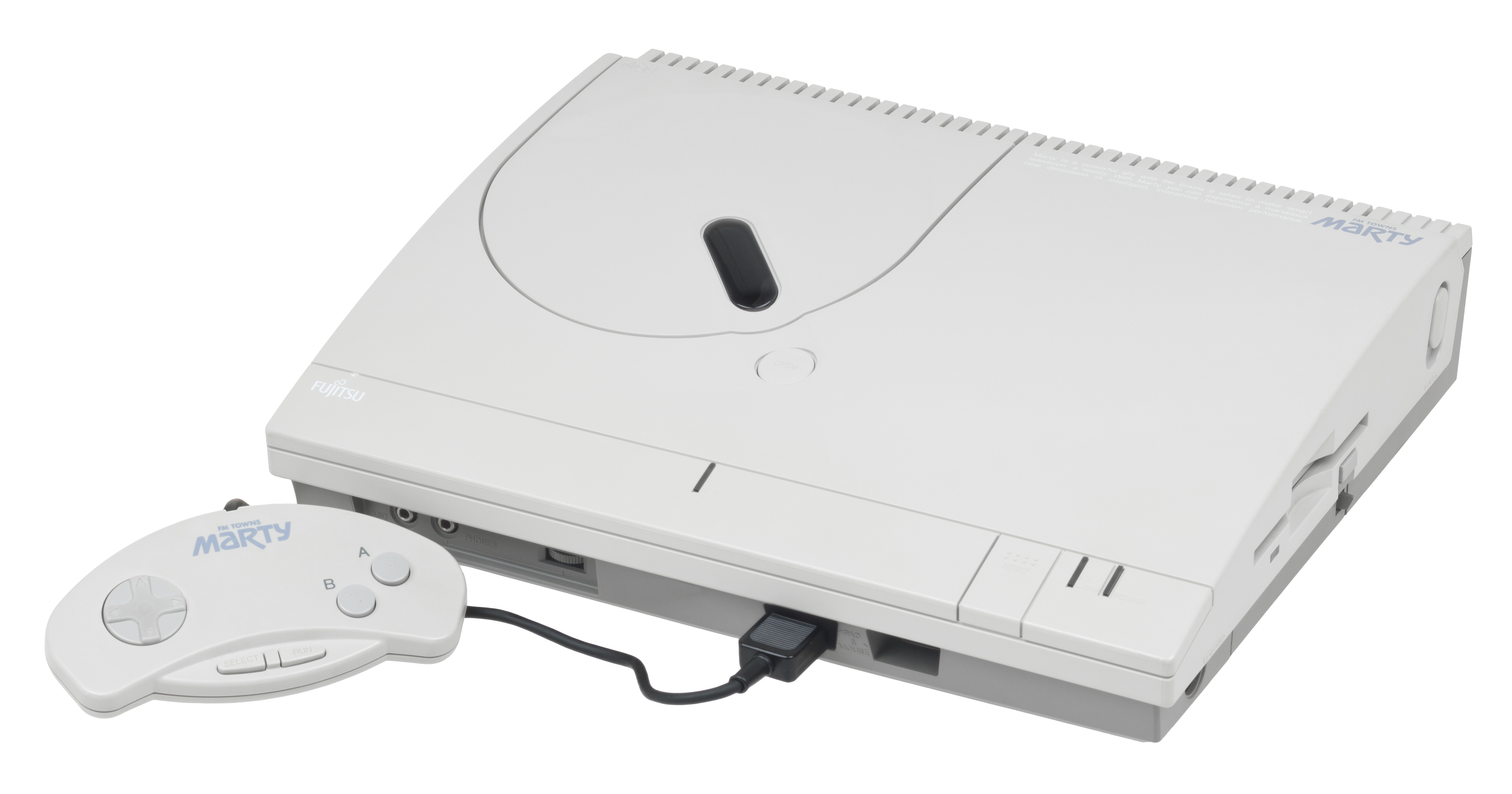
FM Towns Marty (1993)
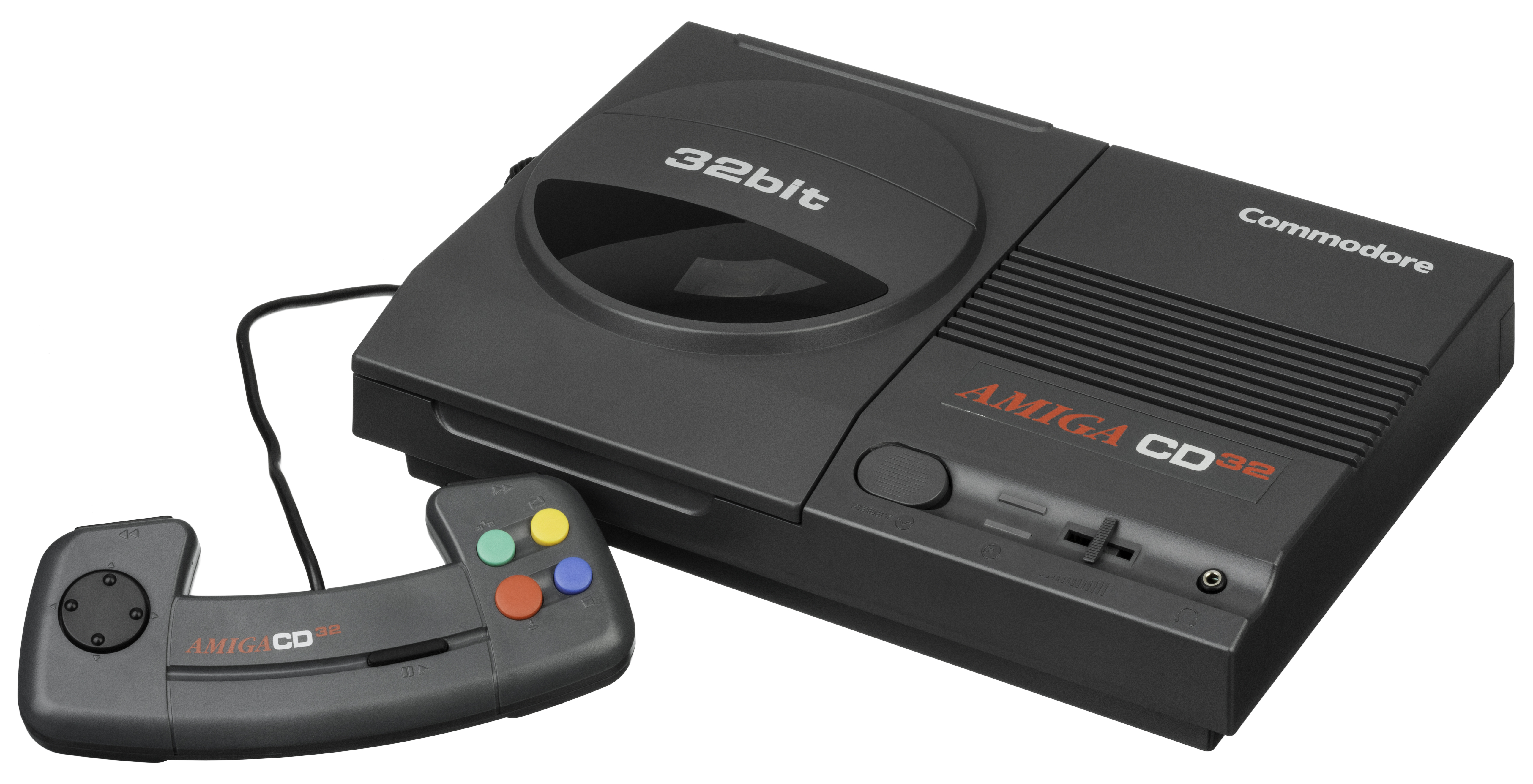
Amiga CD32 (1993)
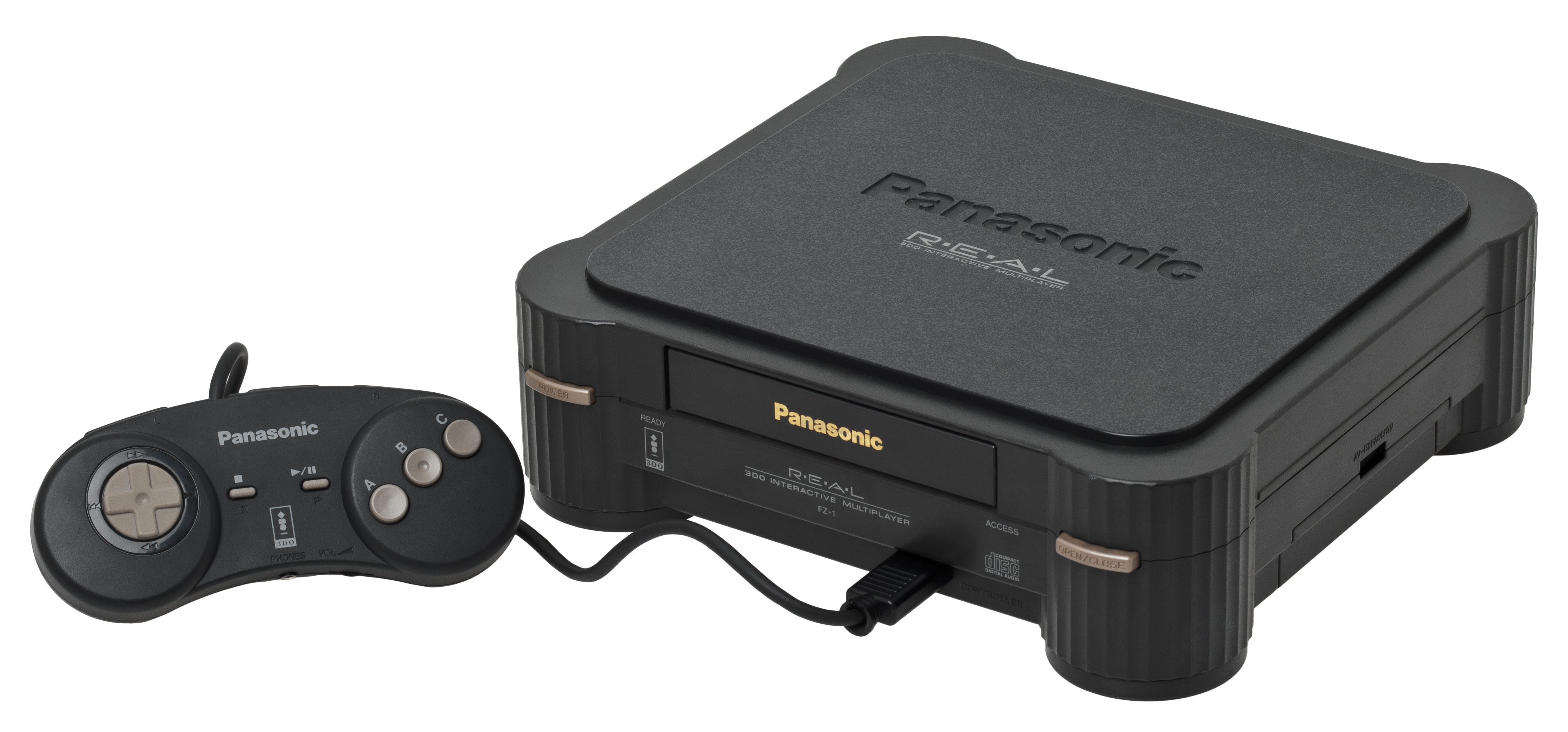
3DO Interactive Multiplayer (1993)
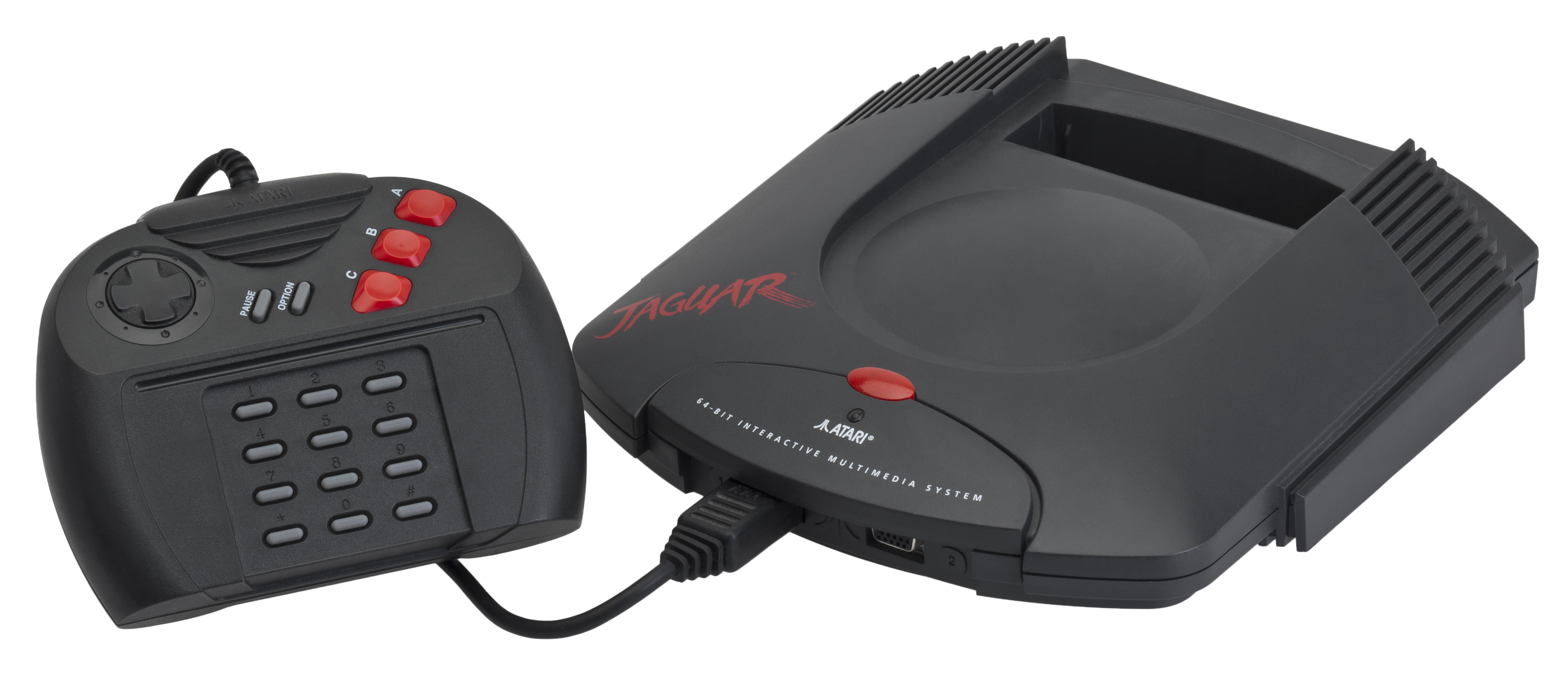
Atari Jaguar (1993)
CPS Changer (1994)
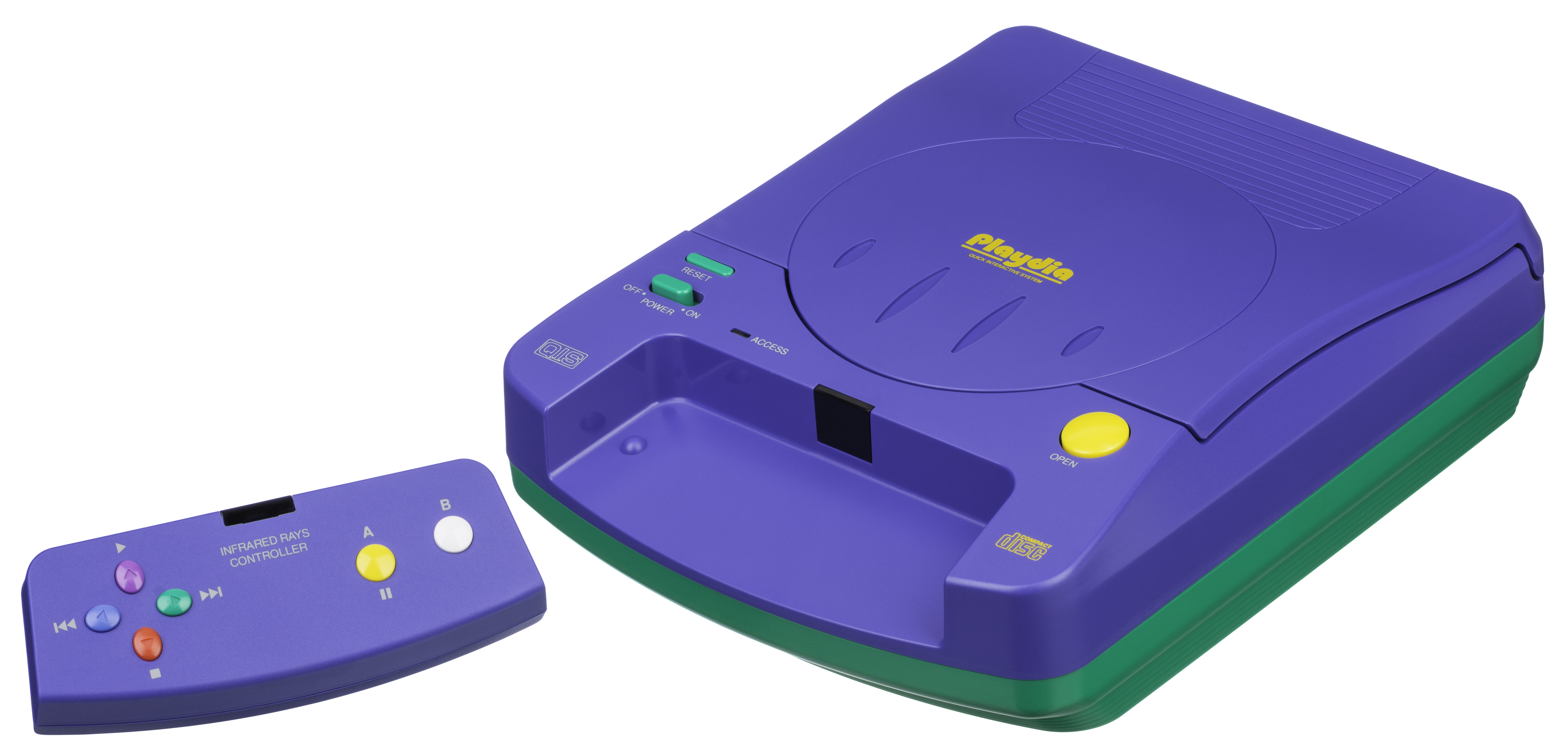
Playdia (1994)
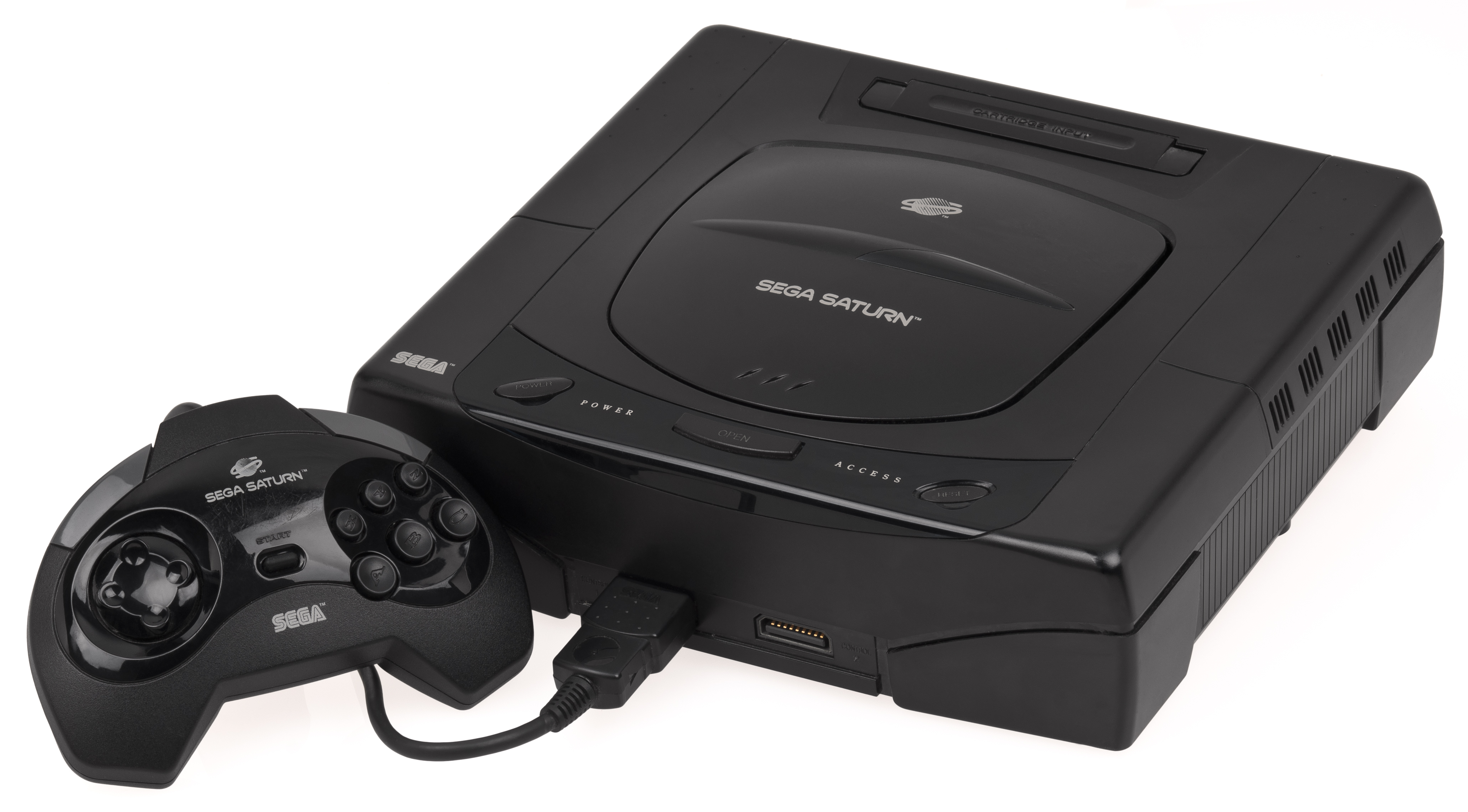
Sega Saturn (1994)
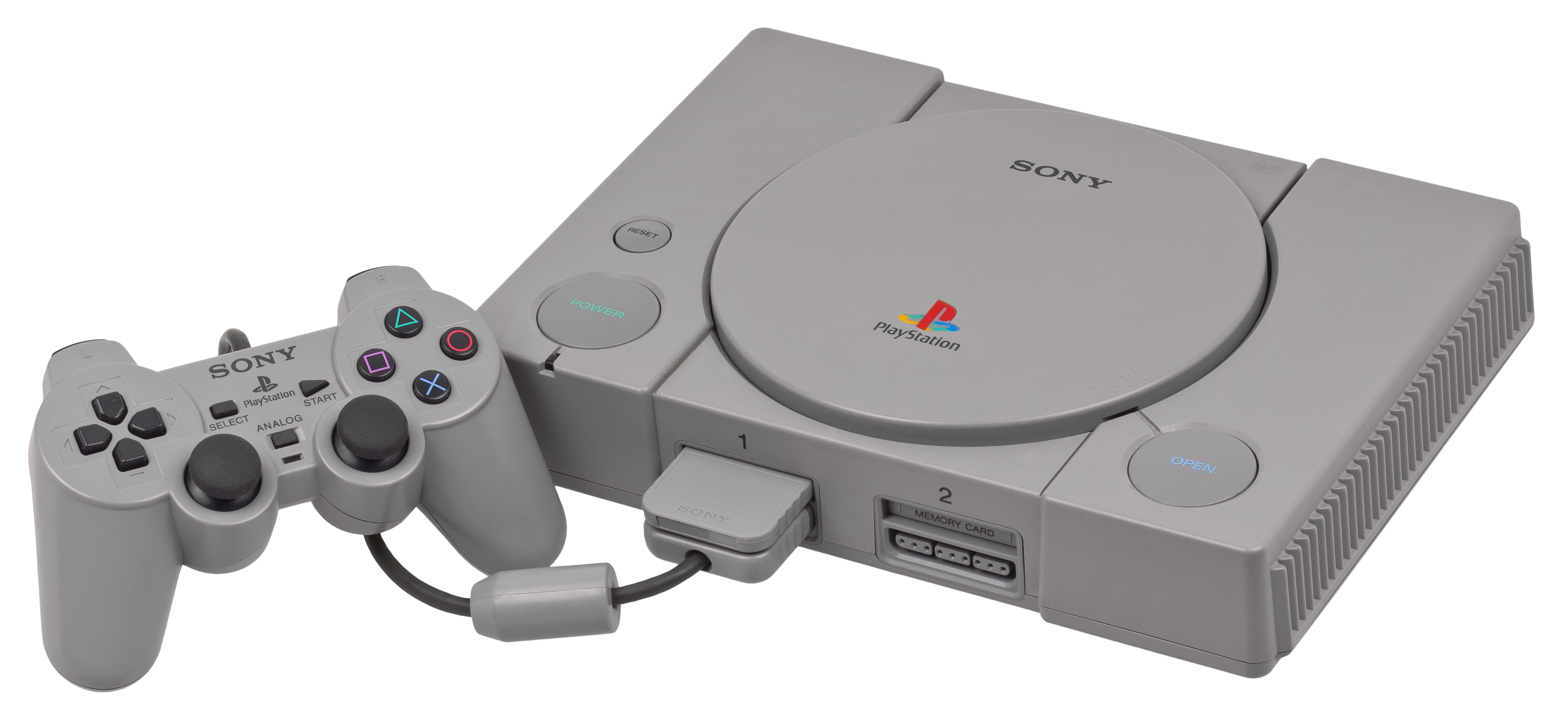
PlayStation (1994)
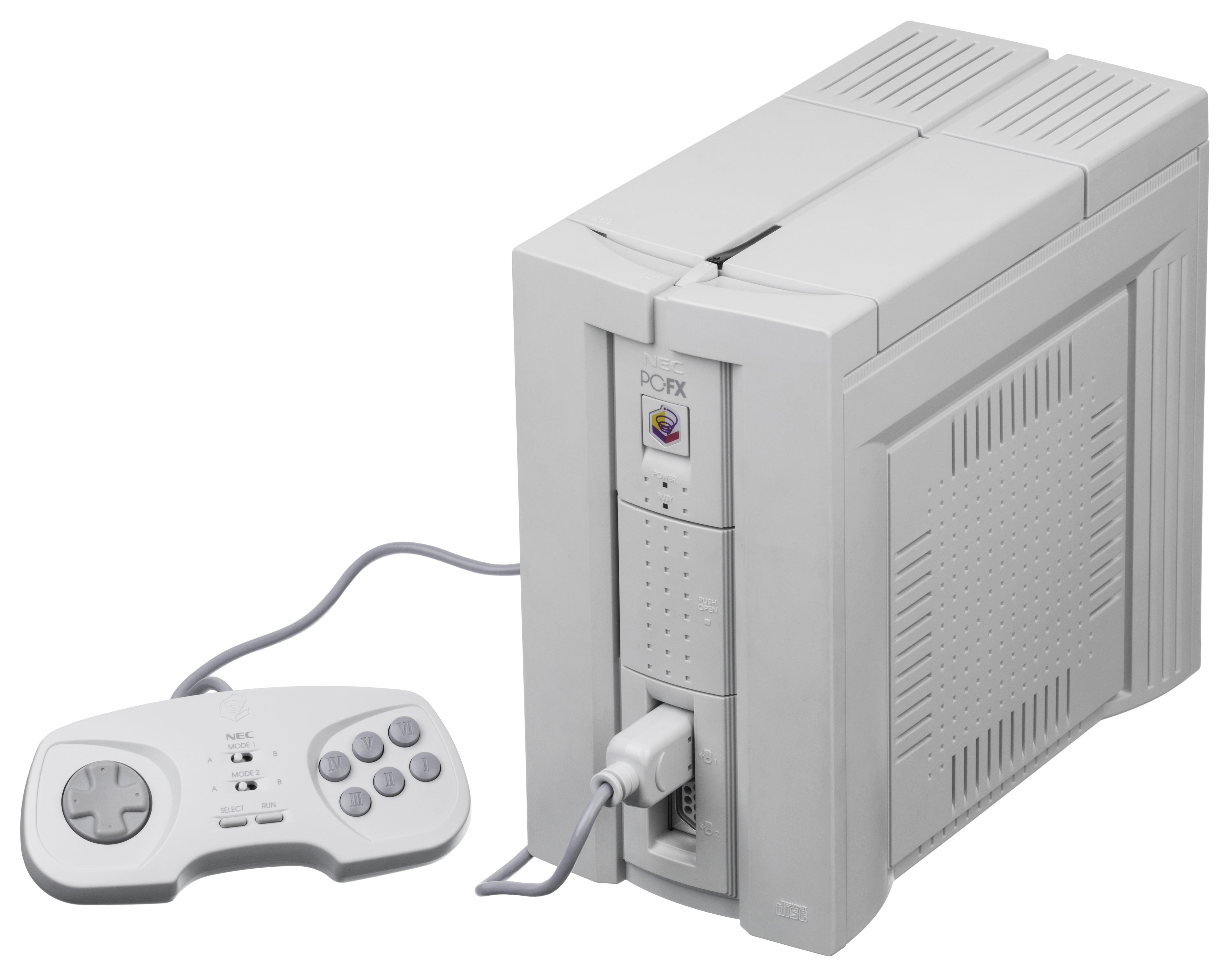
PC-FX (1994)
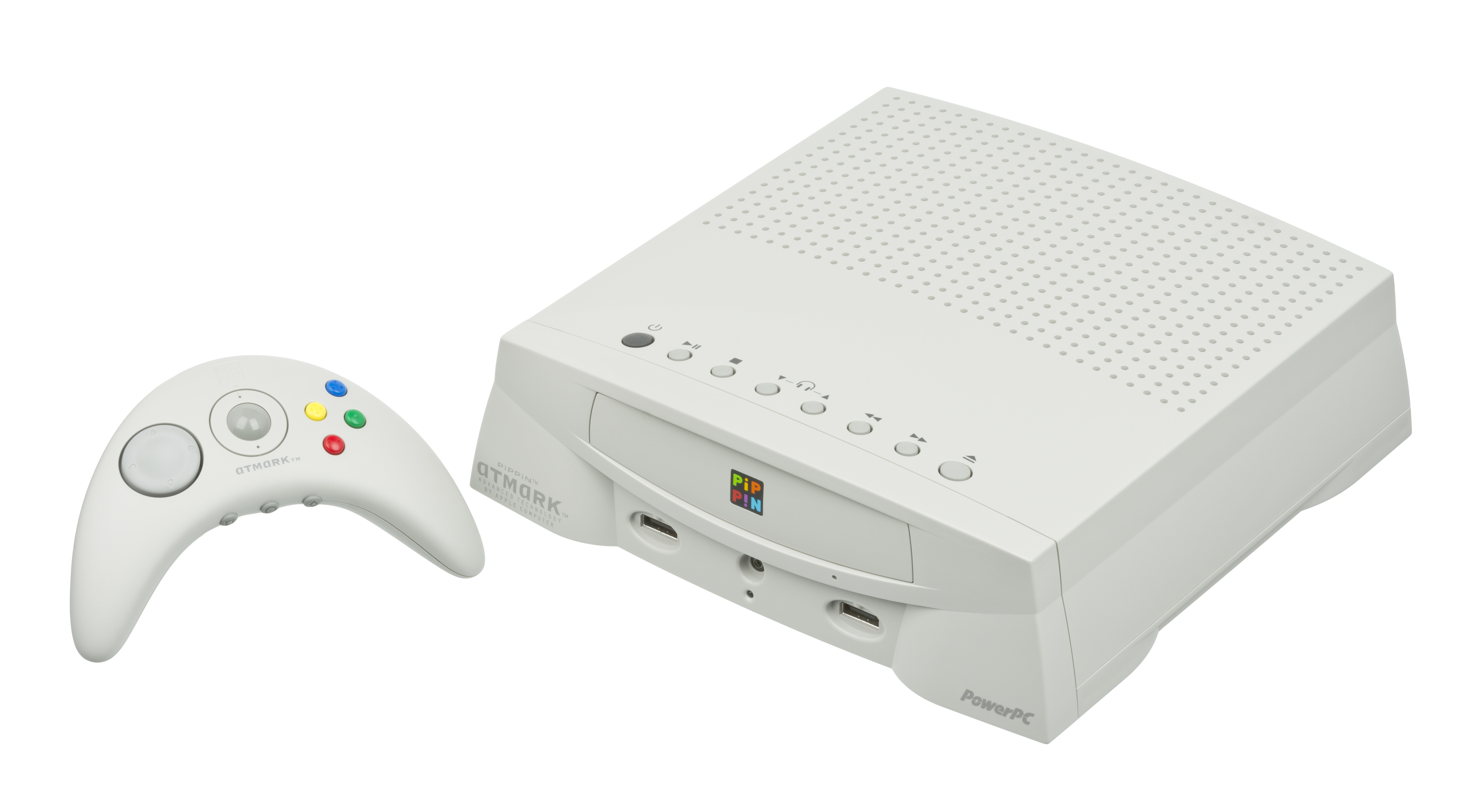
Apple Bandai Pippin (1995)
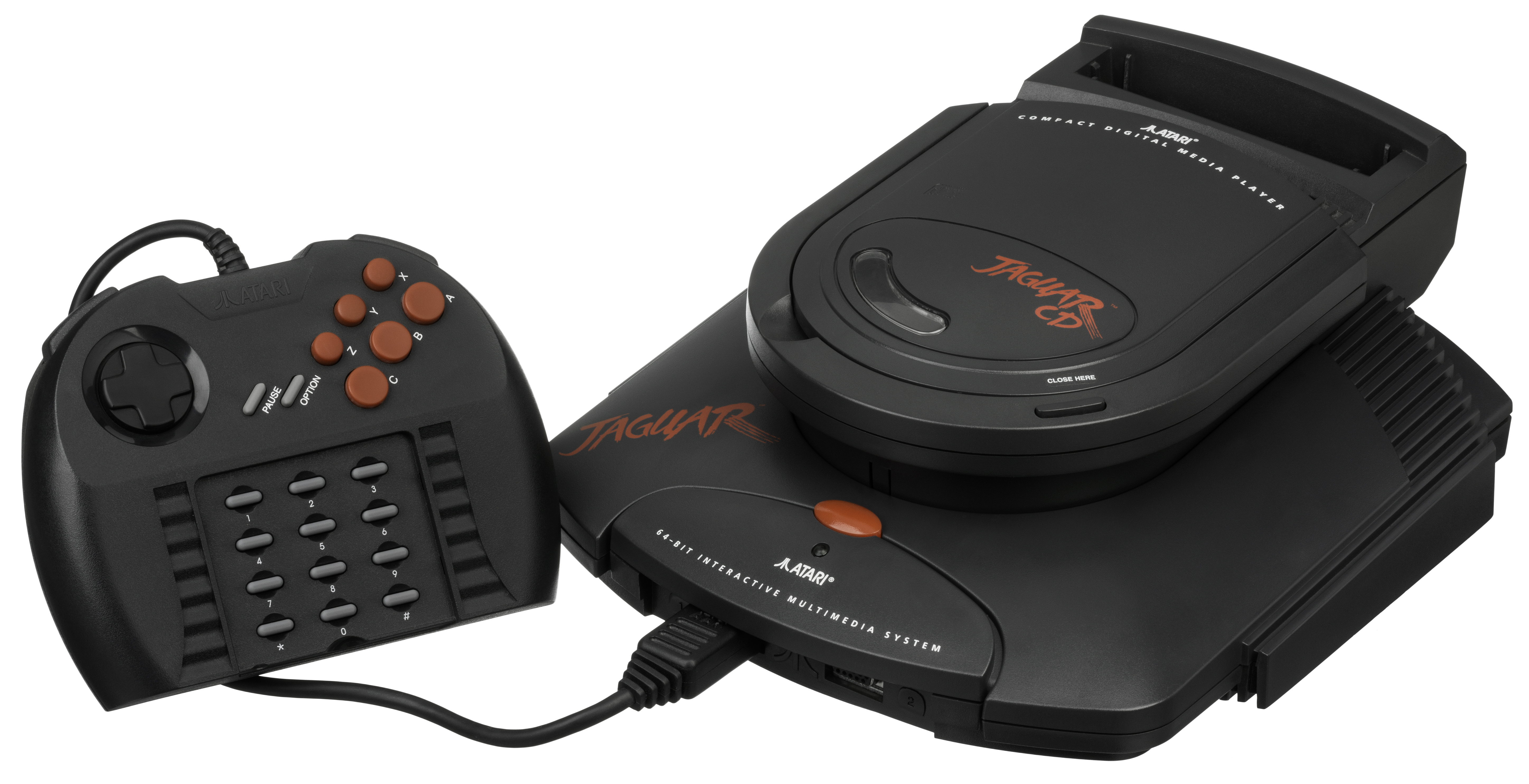
Atari Jaguar CD (1995)
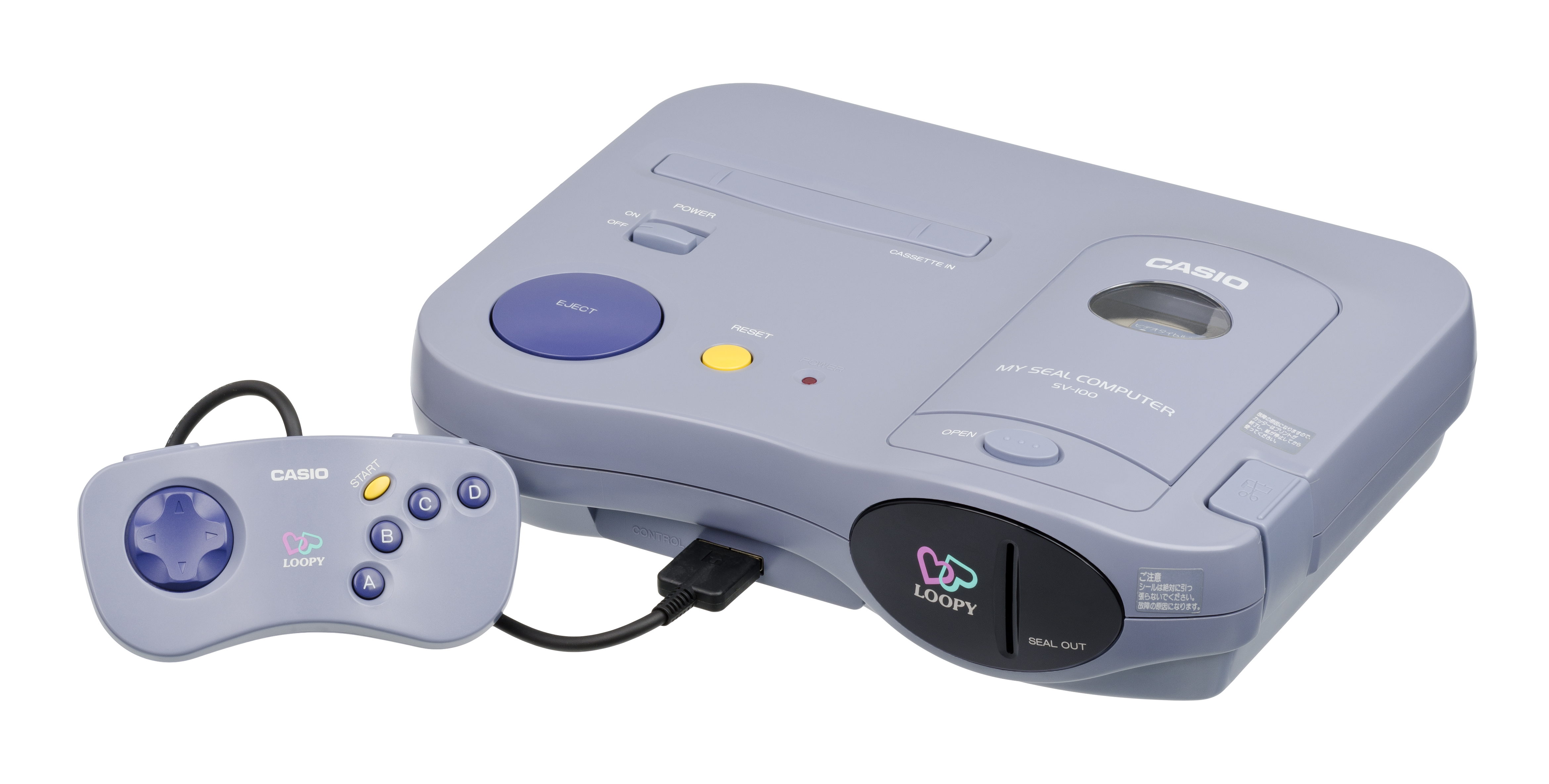
Casio Loopy (1995)
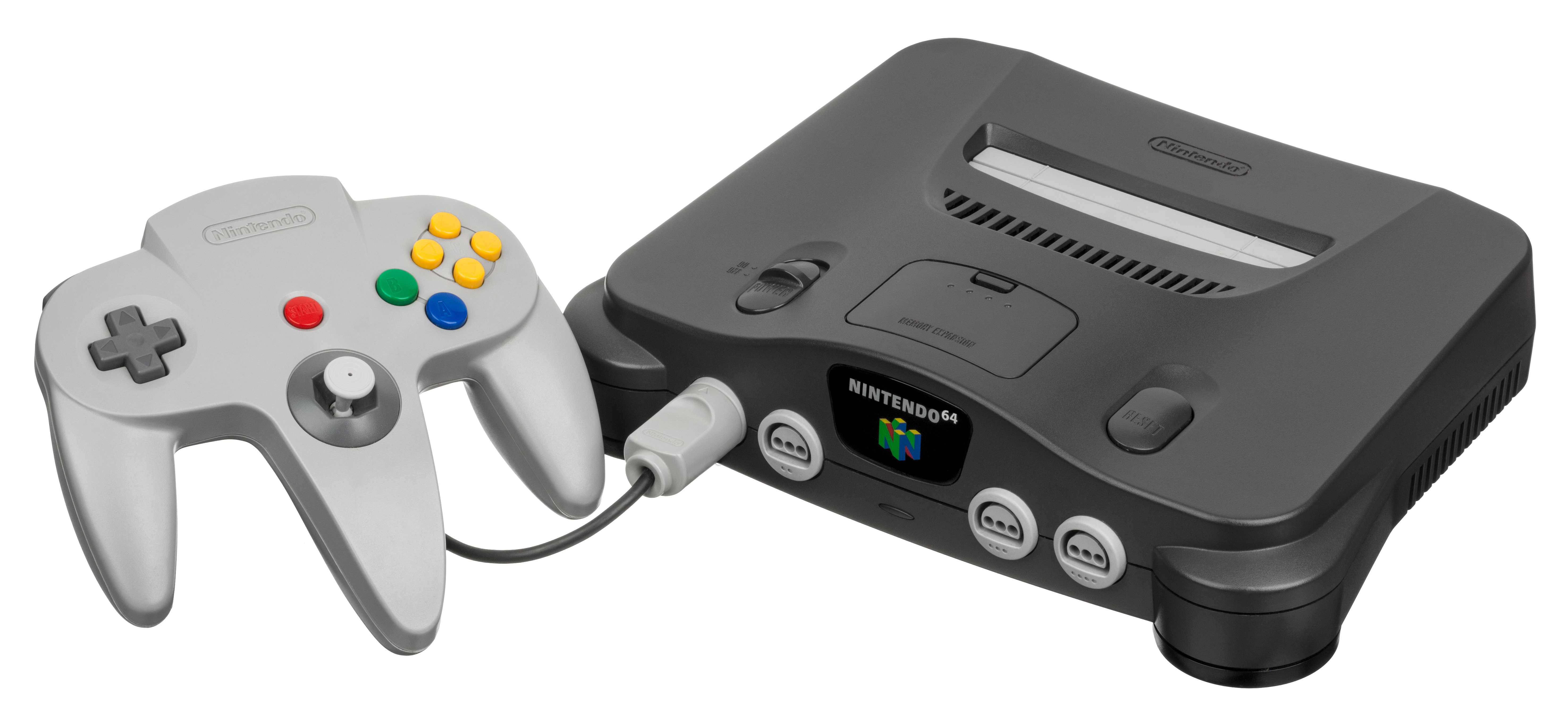
Nintendo 64 (1996)
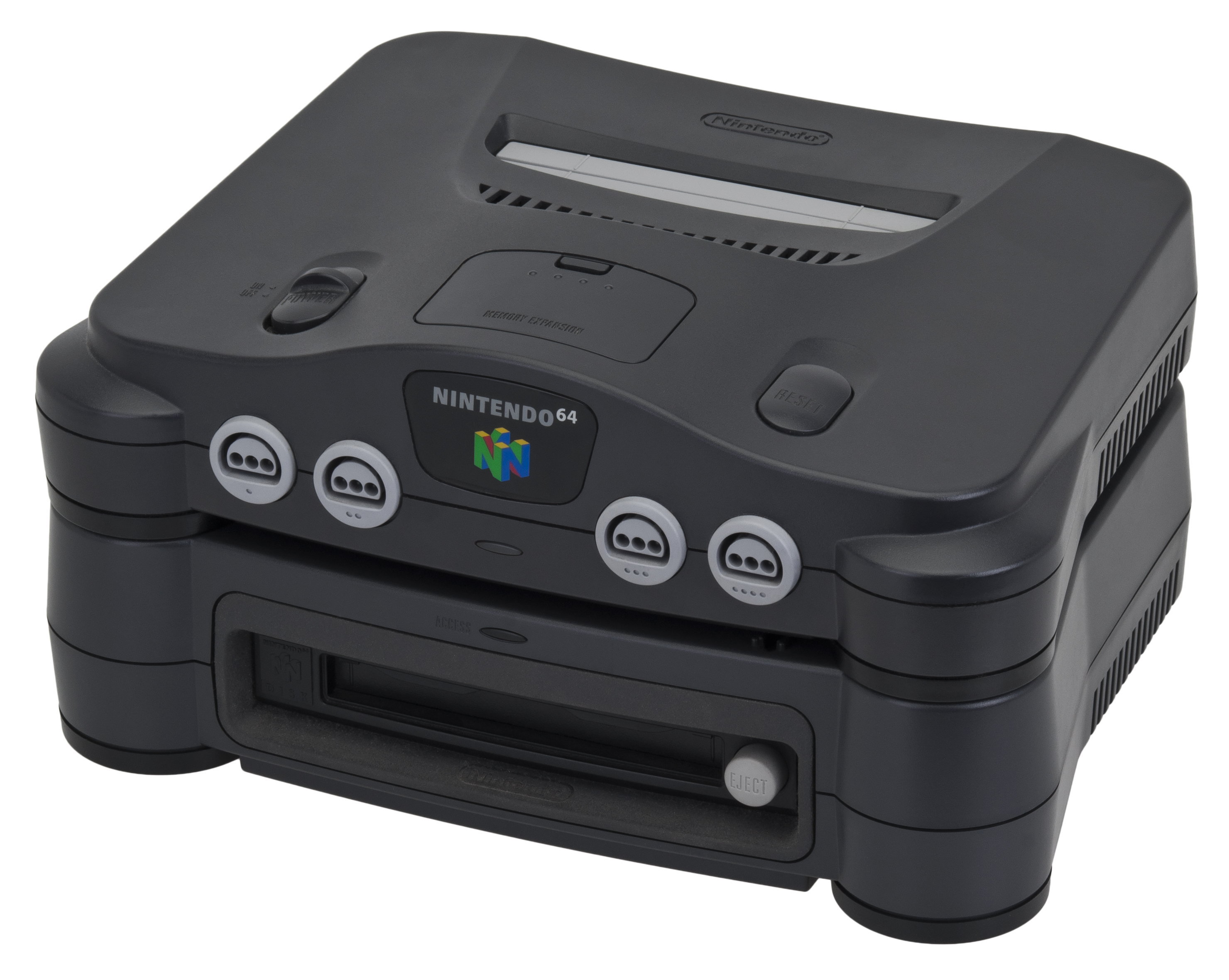
Nintendo 64DD (1999)

### Šestá generace (1998–2013)
Během šesté generace bylo vydáno devět herních konzolí a zrušeny dvě platformy.
| Název               | Datum vydání                           | Výrobce             | Prodané kusy  | Mikroprocesor                                                            | Bity                                                         |
| ------------------- | -------------------------------------- | ------------------- | ------------- | ------------------------------------------------------------------------ | ------------------------------------------------------------ |
| Dreamcast           | 27. listopadu 1998                     | Sega                | 9,13 milionu  | 32bitový 200 MHz mikroprocesor Hitachi SH-4 RISC                         | 128bitový (32bitový mikroprocesor, 128bitová grafická karta) |
| Nuon                | 2000                                   | VM Labs             | 25 tisíc      | hybridní zásobníkový mikroprocesor Nuon MPE                              | 128bitový (SIMD)                                             |
| PlayStation 2       | 4. března 2000                         | Sony                | 155 milionů   | 294,912 MHz mikroprocesor Emotion Engine; novější verze dosahuje 299 MHz | 128bitový (SIMD)                                             |
| GameCube            | 14. listopadu 2001                     | Nintendo            | 21,74 milionu | 486 MHz mikroprocesor IBM PowerPC Gekko                                  | 128bitový (SIMD)                                             |
| Xbox                | 15. listopadu 2001                     | Microsoft           | 24 milionů    | custom 733 MHz mikroprocesor Intel Pentium III Coppermine                | 128bitový (SIMD)                                             |
| iQue Player         | 17. listopadu 2003                     | Nintendo            | 100 tisíc     | 93,75 MHz mikroprocesor R-4300                                           | 64bitový                                                     |
| Xavix PORT          | 2004                                   | SSD COMPANY LIMITED |               |                                                                          | 8bitový, 16bitový a 32bitový (dle videoherní kazety)         |
| V.Smile             | 4. srpna 2004                          | VTech               |               |                                                                          | 128bitový                                                    |
| Advanced Pico Beena | 2005                                   | Sega                | 350 tisíc     | mikroprocesor ARM7TDMI nataktován na 81 MHz                              |                                                              |
| L600                | zrušeno (mělo být vydáno v dubnu 2001) | Indrema             |               | 600 MHz x86                                                              | 32bitový                                                     |
| Panasonic M2        | zrušeno (mělo být vydáno v roce 1997)  | Panasonic           |               | dvojí 66 MHz mikroprocesor PowerPC 602                                   | 64bitový (dvojí 32bitový)                                    |

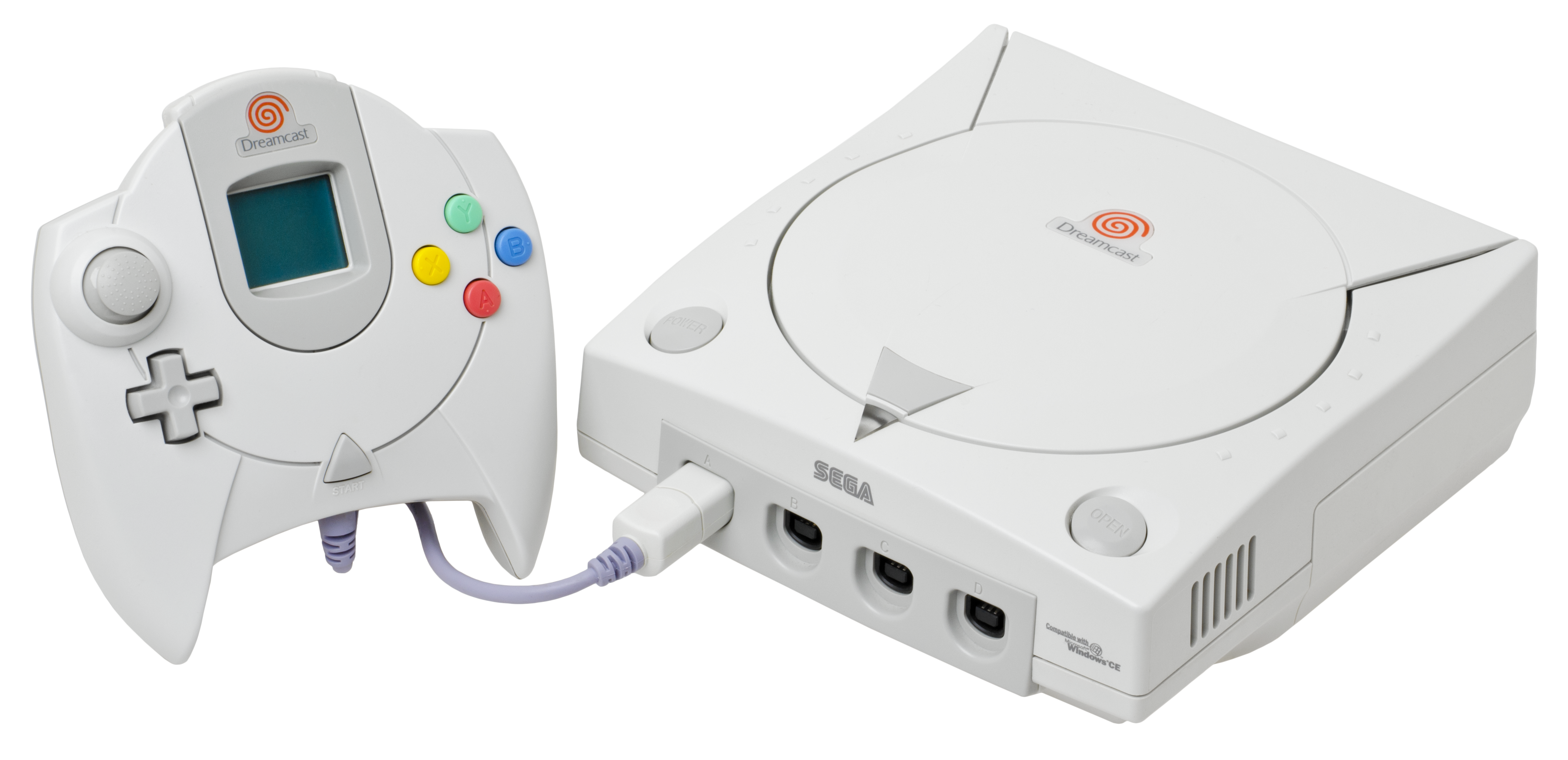
Dreamcast (1998 v Japonsku, 1999 v ostatních státech)
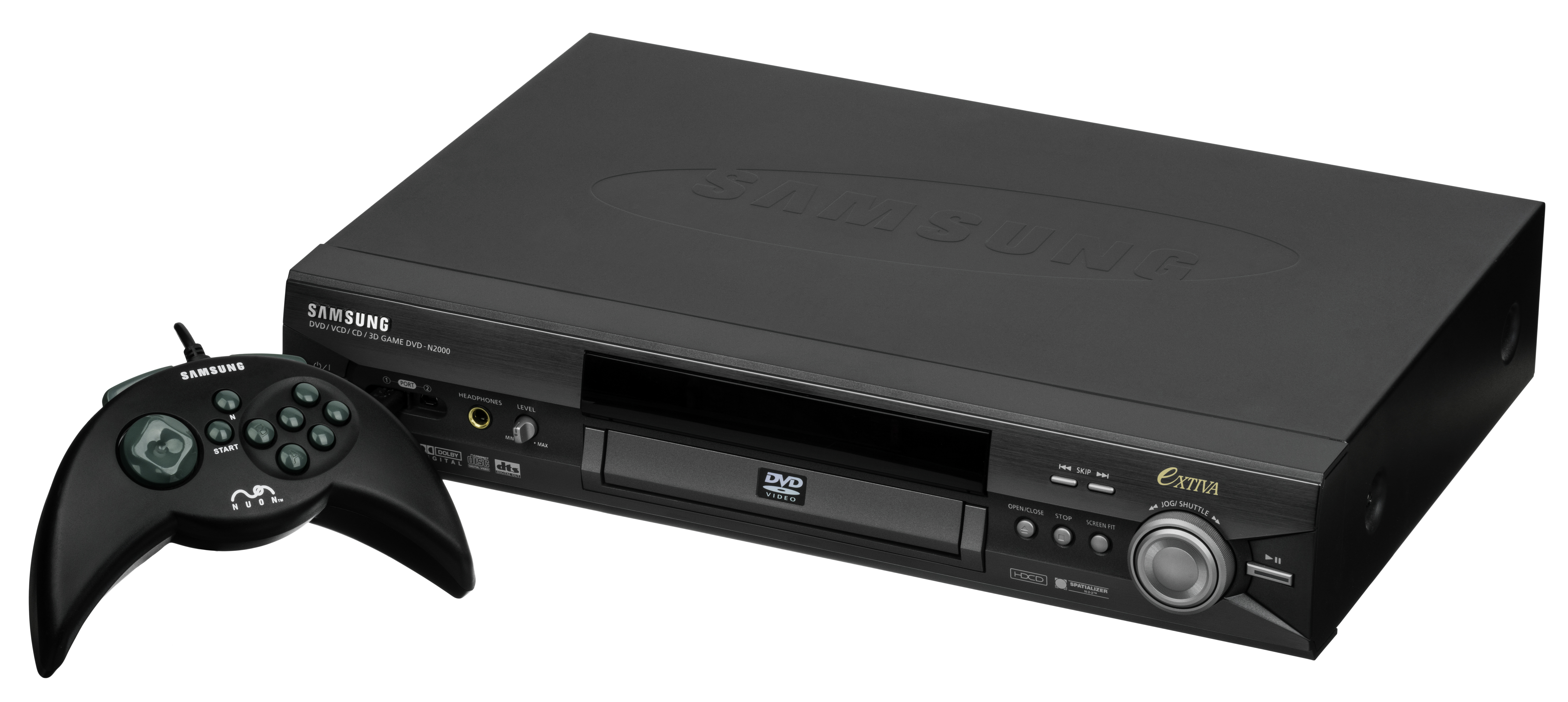
Nuon (2000)
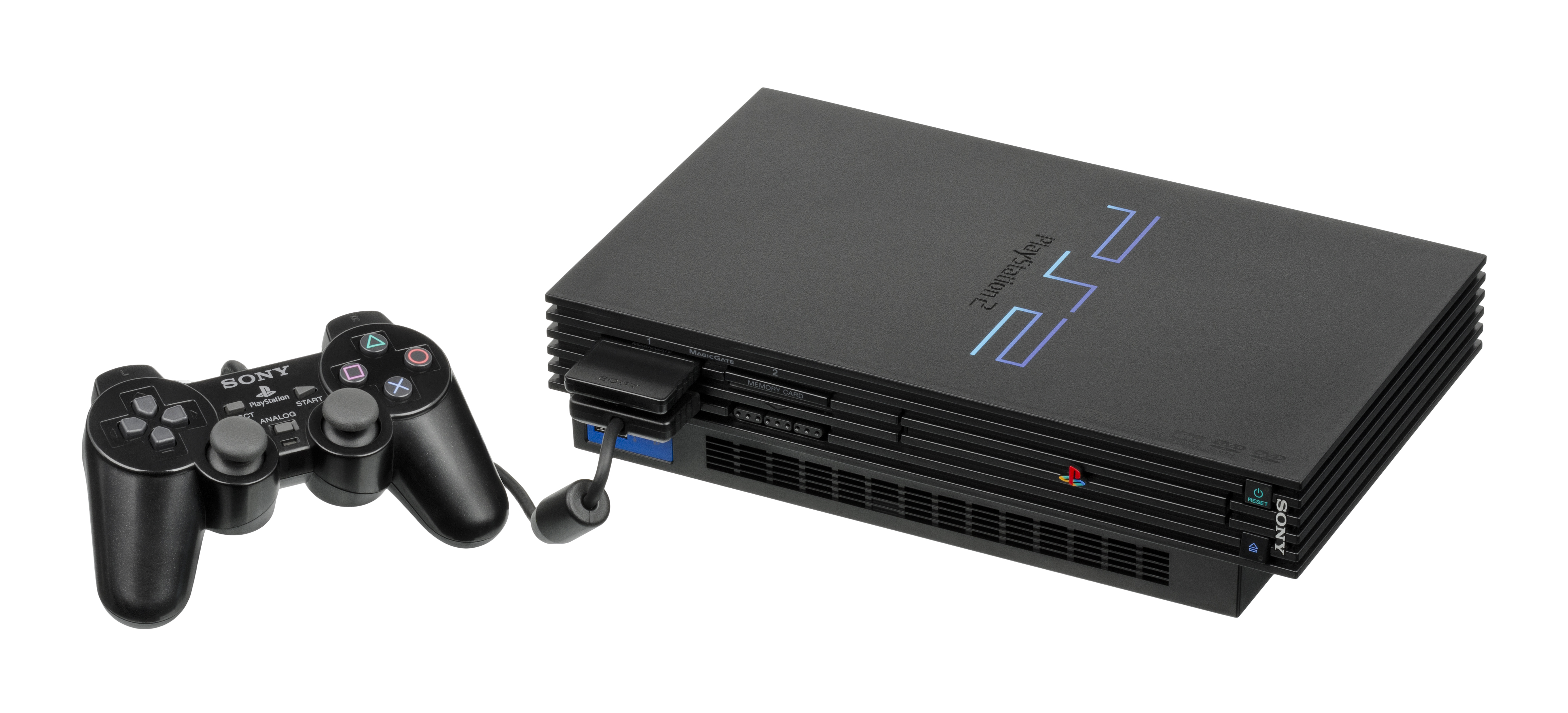
PlayStation 2 (2000)
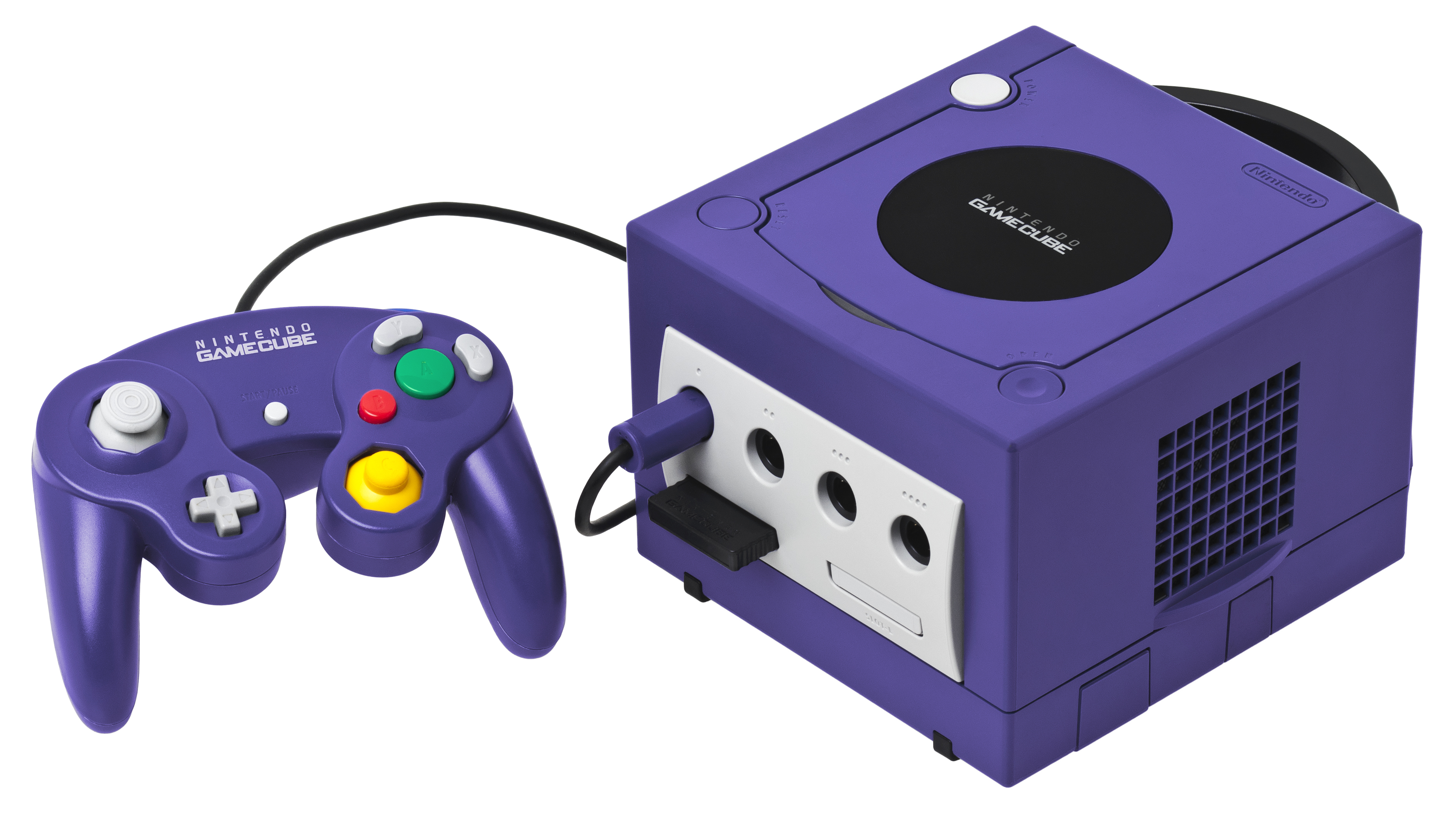
GameCube (2001)
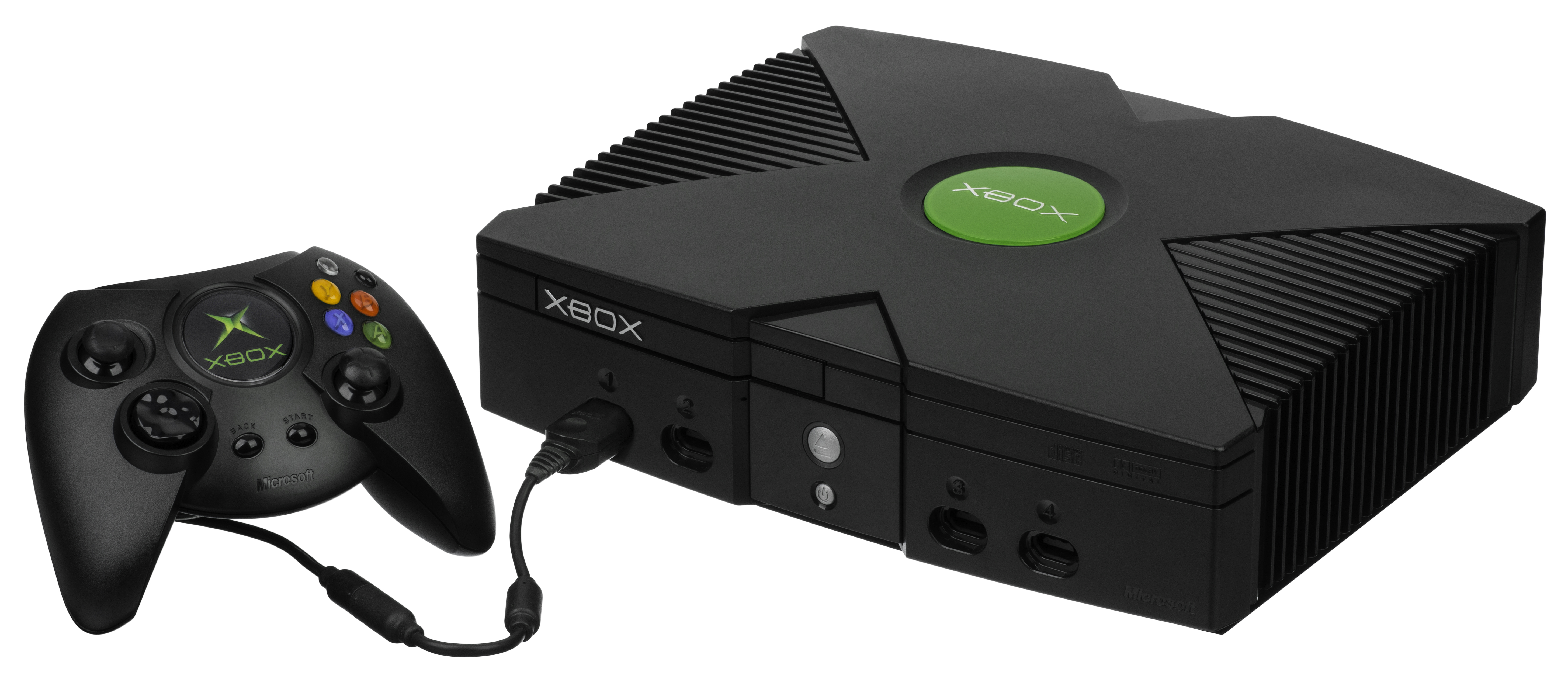
Xbox (2001)
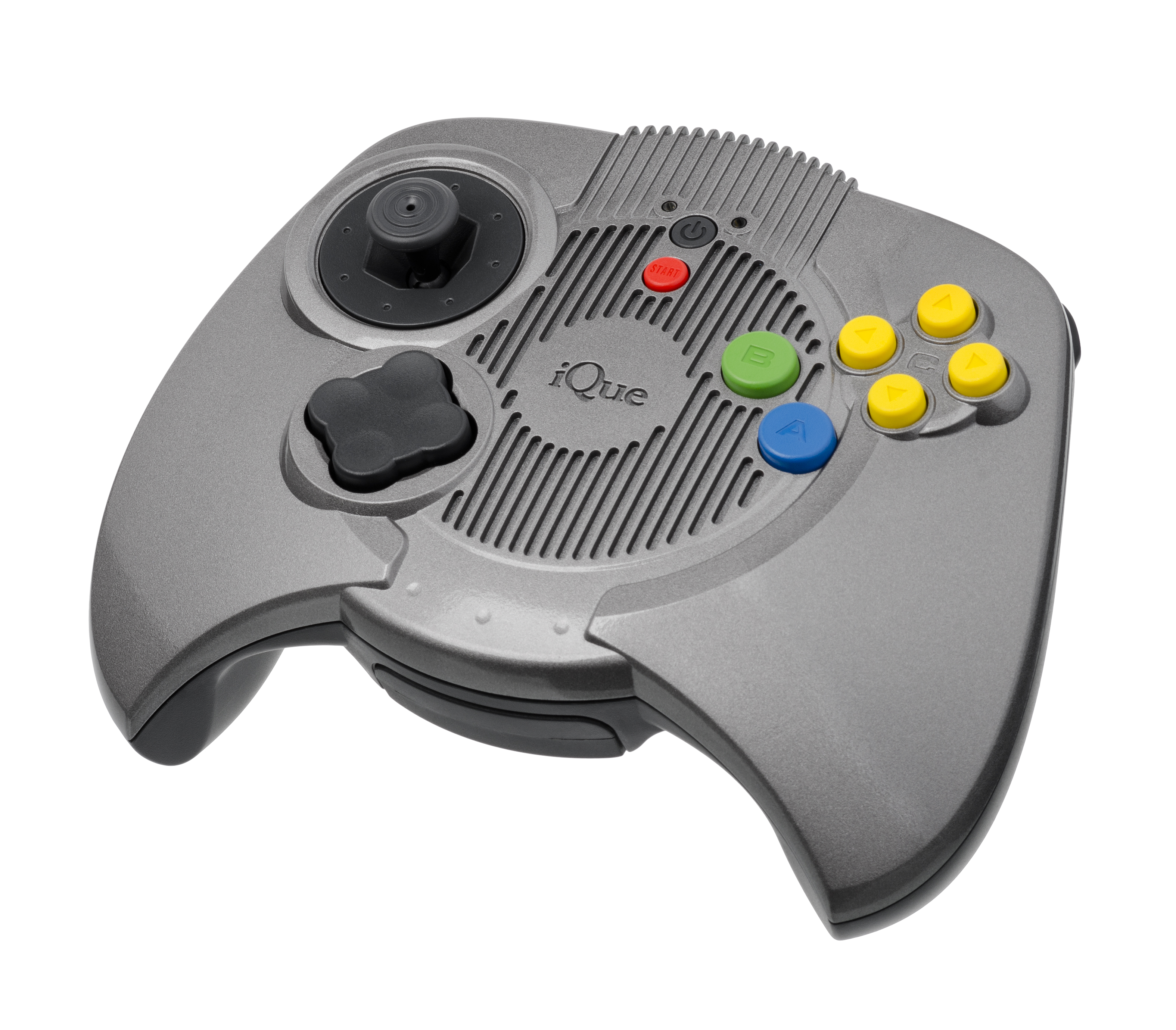
IQue Player (2003)
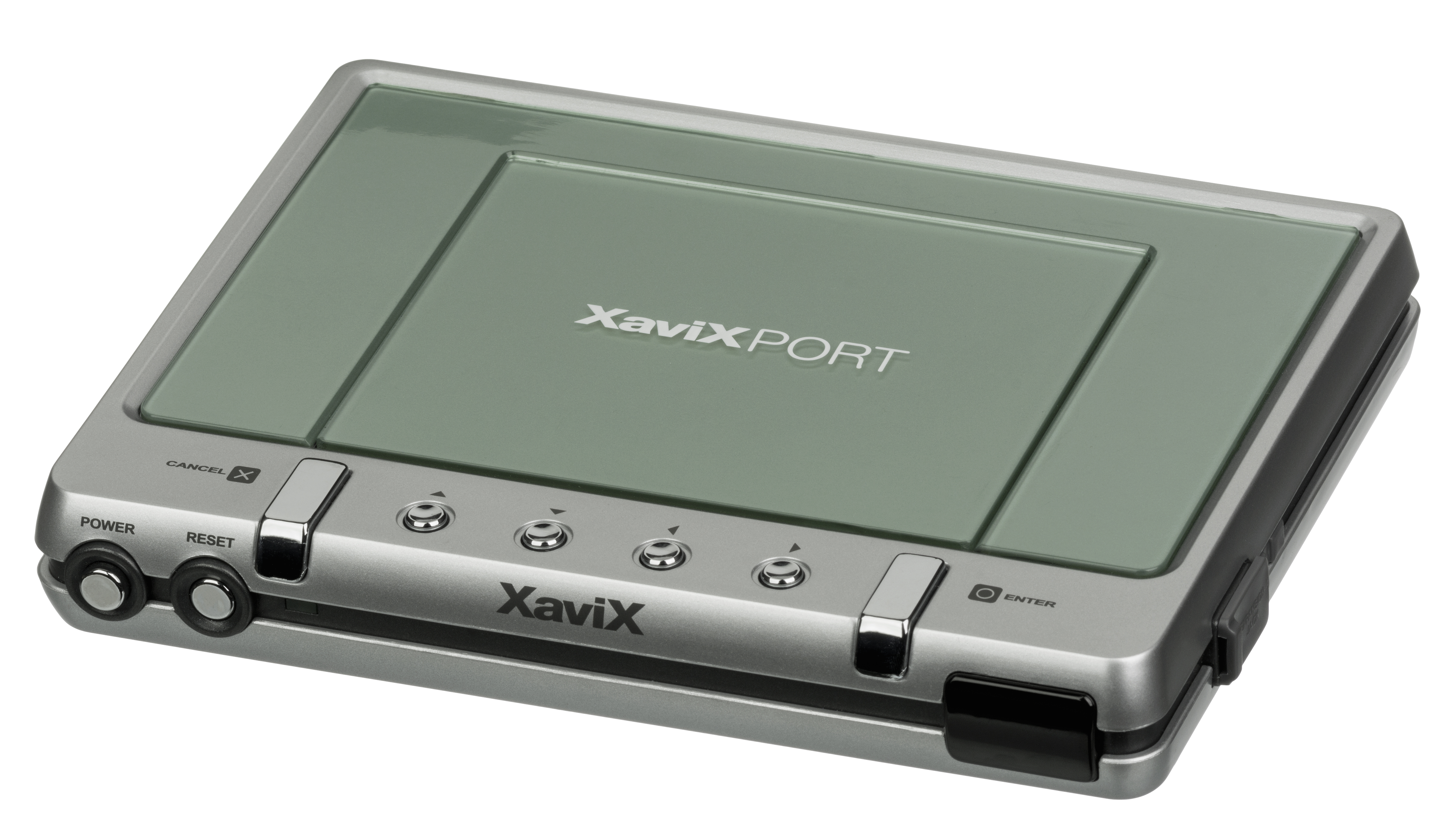
Xavix PORT (2004)
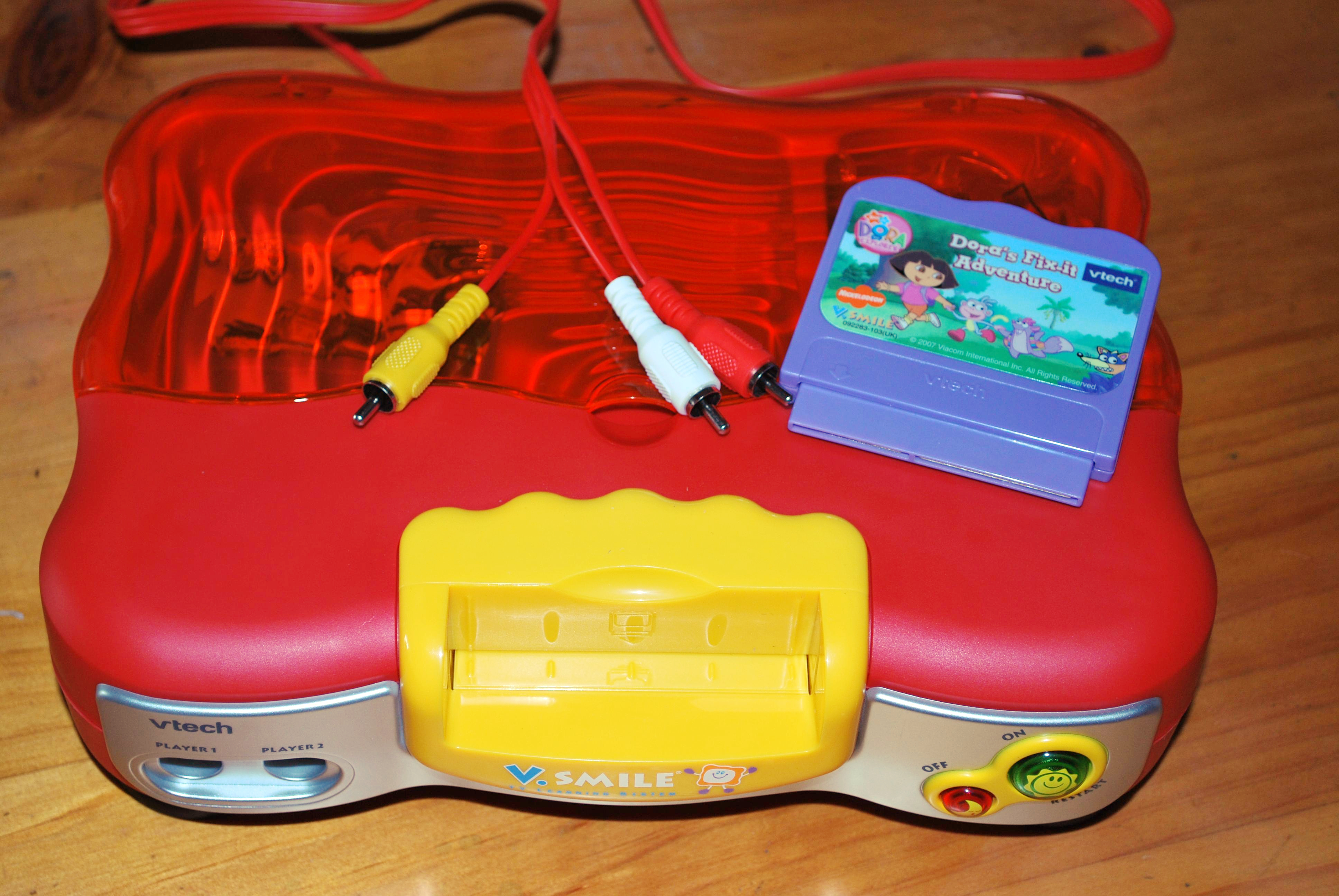
V.Smile (2004)
Advanced Pico Beena (2005)

### Sedmá generace (2005–2017)
Během sedmé generace bylo vydáno sedm herních konzolí a zrušena jedna platforma.
| Název         | Datum vydání                          | Výrobce   | Prodané kusy                       | Mikroprocesor                                       |
| ------------- | ------------------------------------- | --------- | ---------------------------------- | --------------------------------------------------- |
| Game Wave     | říjen 2015                            | ZAPiT     | 70 tisíc (2008)                    |                                                     |
| Xbox 360      | 22. listopadu 2005                    | Microsoft | 83,7 milionu (31. března 2014)     | tříjádrový 3,2 GHz mikroprocesor PowerPC Xenon      |
| V.Flash       | září 2006                             | VTech     |                                    |                                                     |
| HyperScan     | 23. října 2006                        | Mattel    |                                    |                                                     |
| PlayStation 3 | 11. listopadu 2006                    | Sony      | 80 milionů                         | 3,2 GHz mikroprocesor Cell s jedním PPE a sedmi SPE |
| Wii           | 19. listopadu 2006                    | Nintendo  | 101,63 milionu (31. prosince 2016) | mikroprocesor IBM PowerPC Broadway                  |
| Zeebo         | 25. května 2009                       | Zeebo     |                                    |                                                     |
| Phantom       | zrušeno (mělo být vydáno v září 2005) | Phantom   |                                    |                                                     |

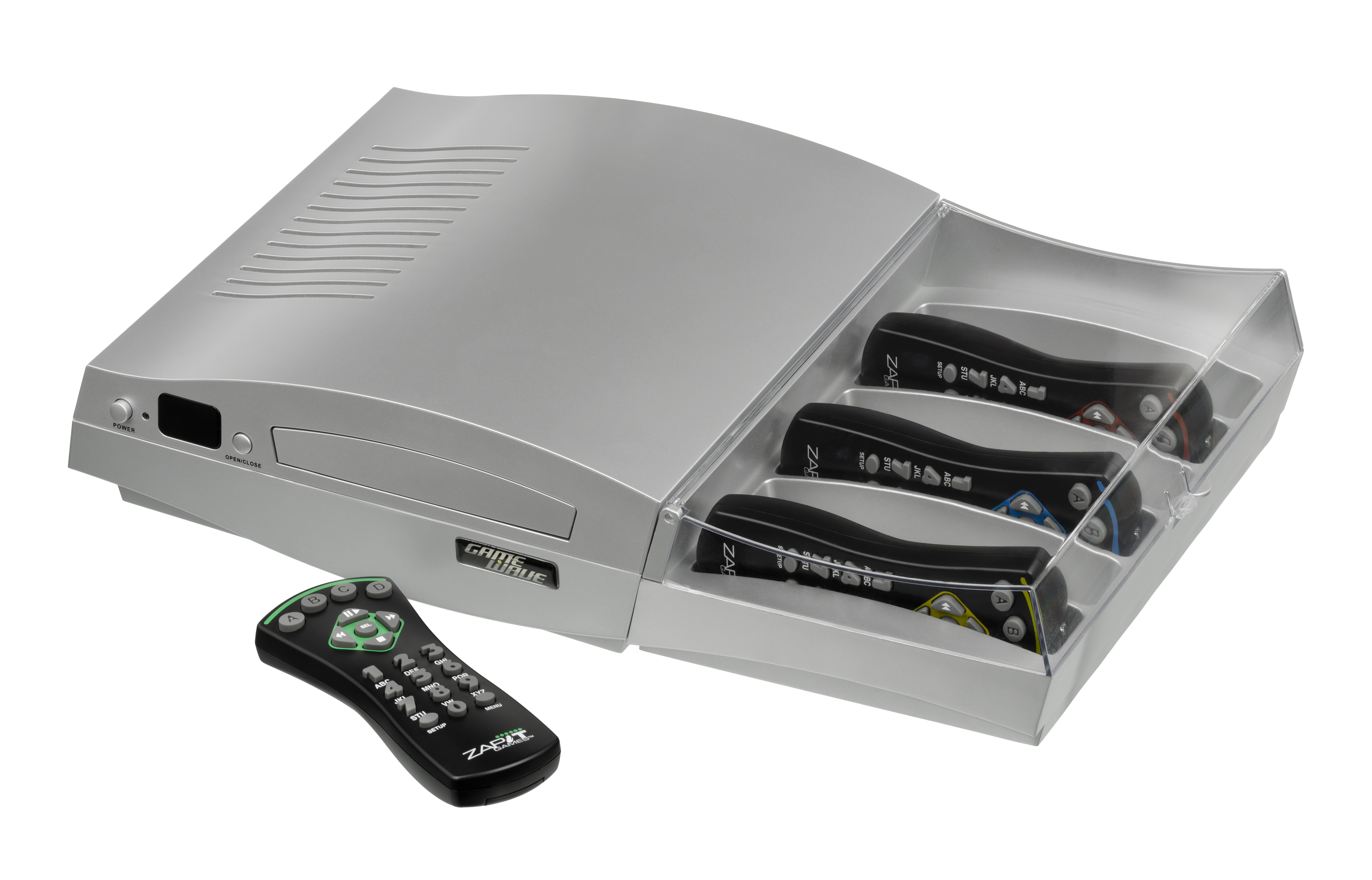
Game Wave (2005)
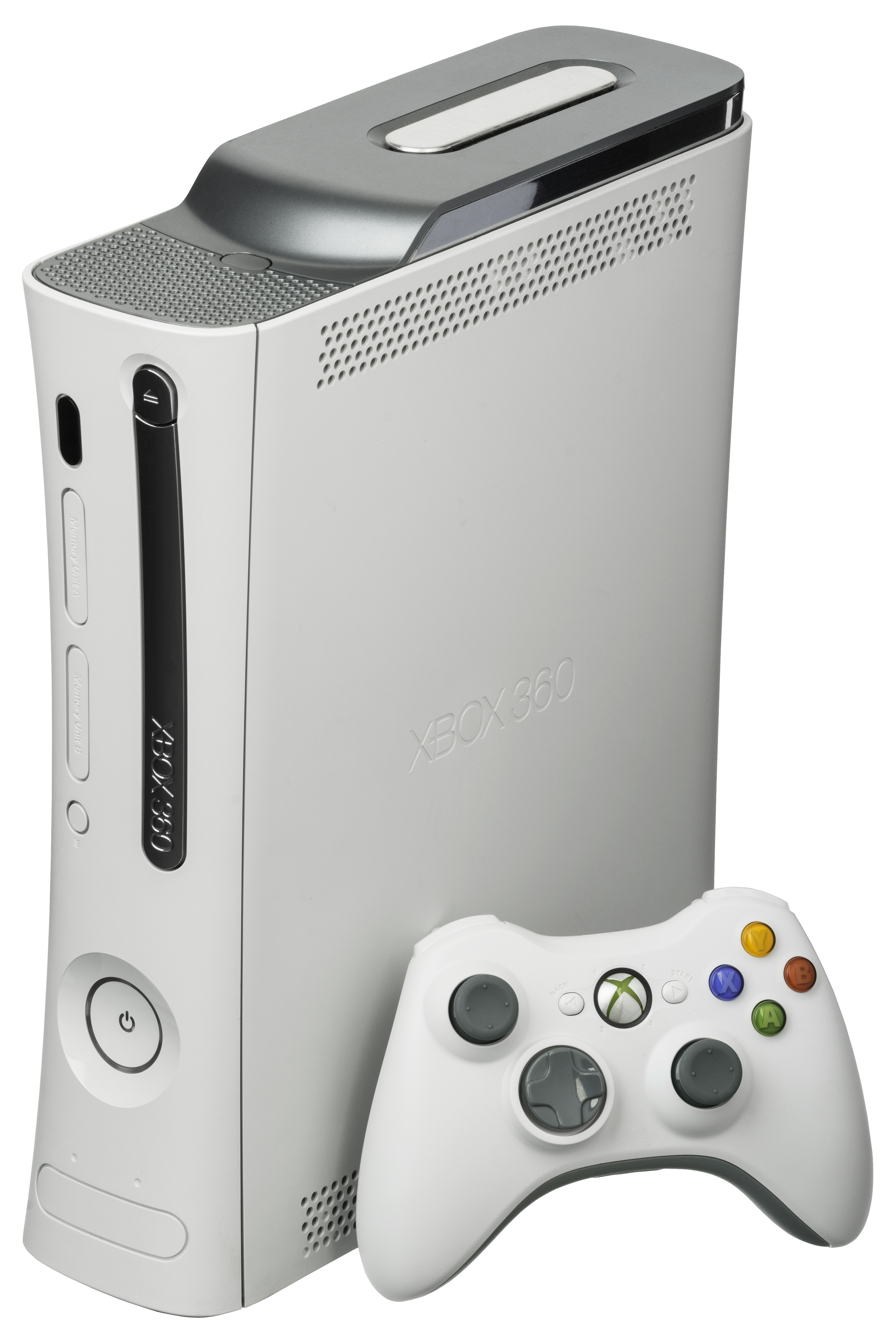
Xbox 360 (2005)
V.Flash (2006)
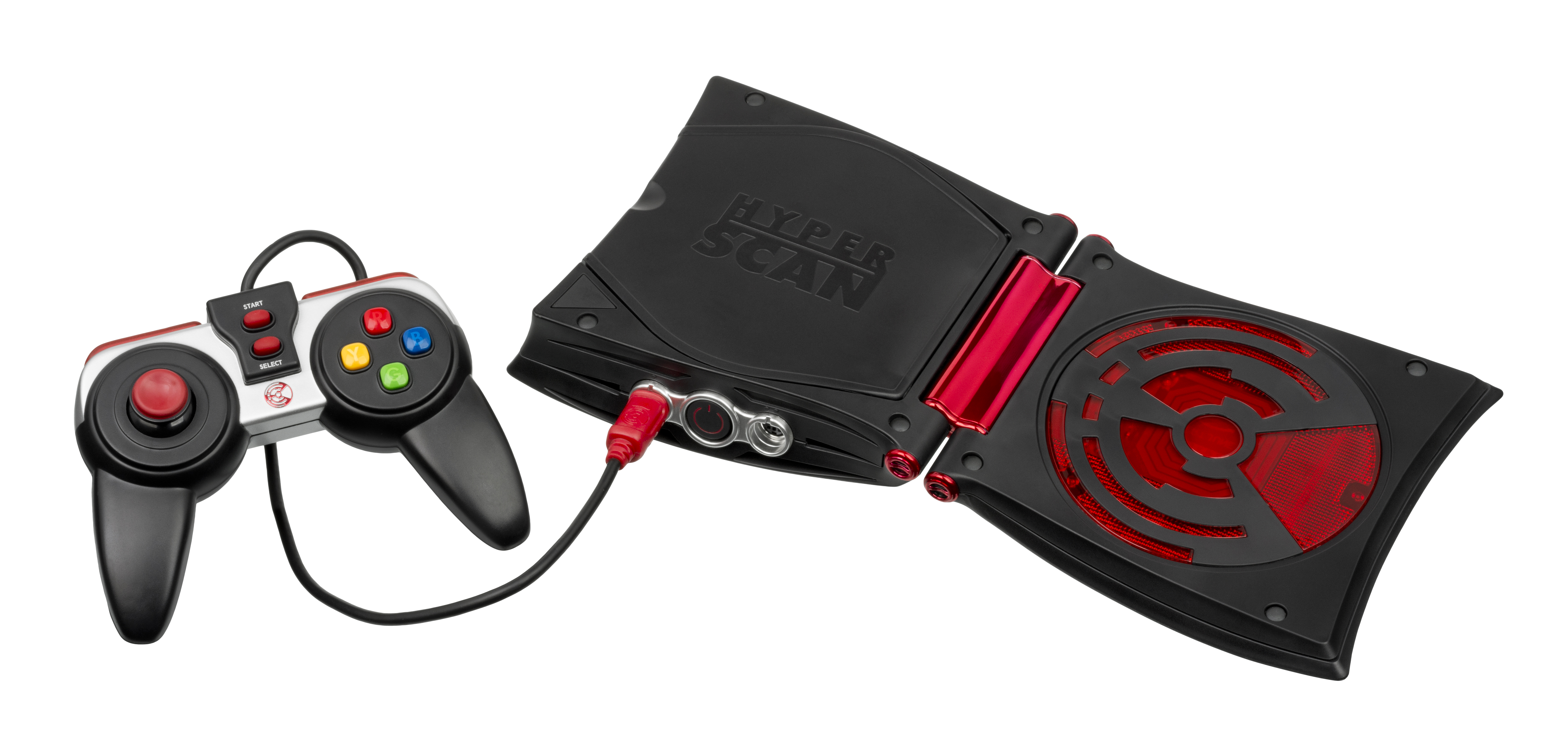
HyperScan (2006)
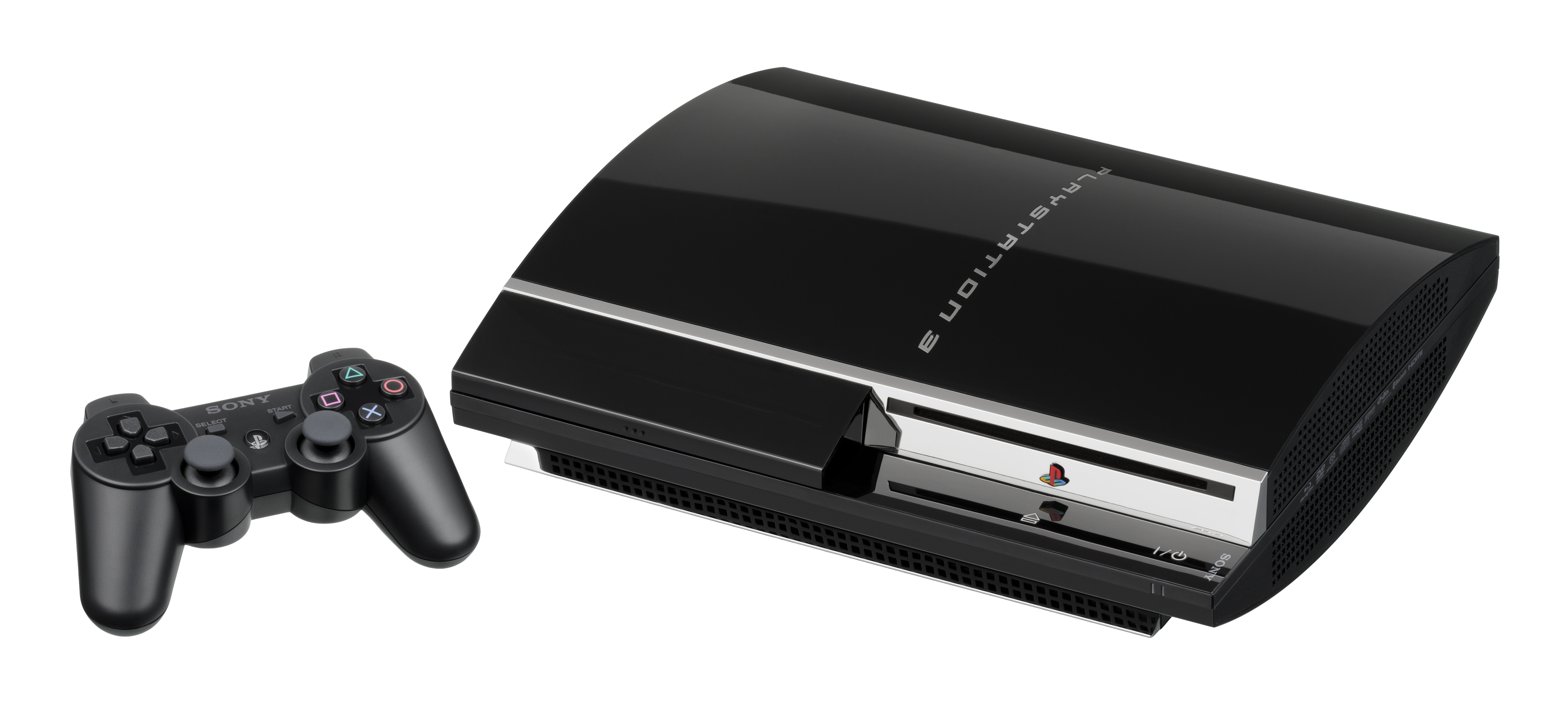
PlayStation 3 (2006)
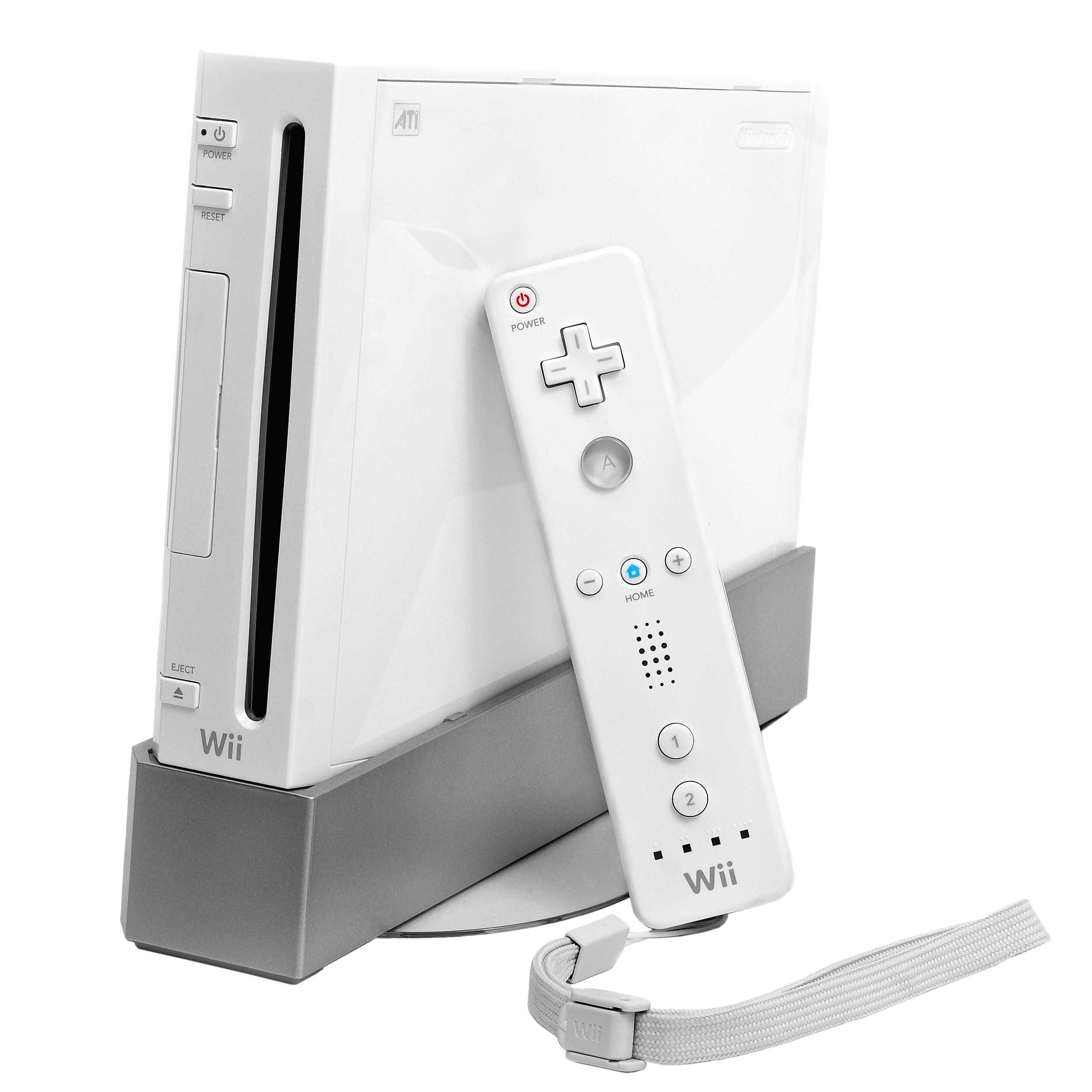
Wii (2006)
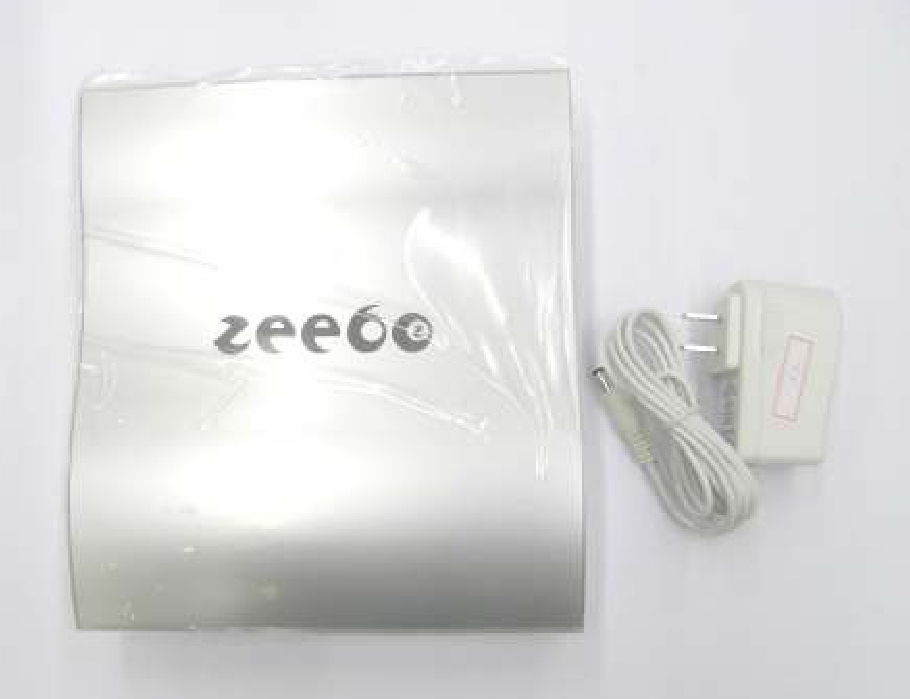
Zeebo (2009)

### Osmá generace (2012–2025)
Během osmé generace byly vydány čtyři herní konzole.
| Název           | Datum vydání       | Výrobce   | Prodané kusy                    | Mikroprocesor                                                                        |
| --------------- | ------------------ | --------- | ------------------------------- | ------------------------------------------------------------------------------------ |
| Wii U           | 18. listopadu 2012 | Nintendo  | 13,56 milionu (31. března 2016) | tříjádrový 1,24 GHz mikroprocesor IBM PowerPC Espresso                               |
| PlayStation 4   | 15. listopadu 2013 | Sony      | 117,2 milionu (2022)            | semi-custom osmijádrový 1,6 GHz mikroprocesor AMD x86-64 Jaguar (integrováno do APU) |
| Xbox One        | 22. listopadu 2013 | Microsoft | 58 milionů (konec roku 2018)    | custom osmijádrový 1,75 GHz mikroprocesor AMD APU (2 čtyřjádrové moduly Jaguar)      |
| Nintendo Switch | 3. března 2017     | Nintendo  | 125,62 milionu (9. května 2023) | osmijádrové 1,020 GHz mikroprocesory (4×ARM Cortex-A57 a 4×ARM Cortex-A53)           |

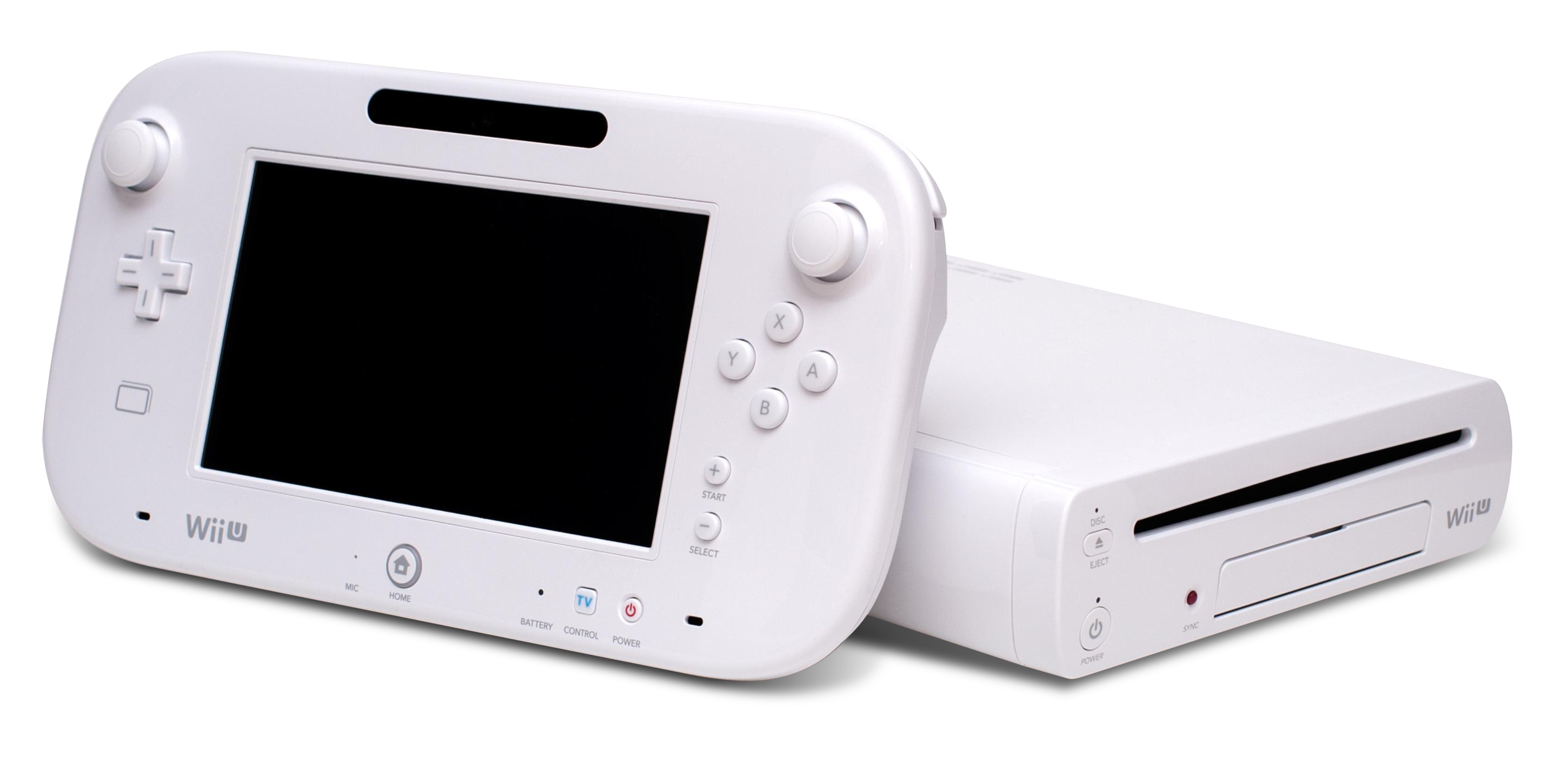
Wii U (2012)
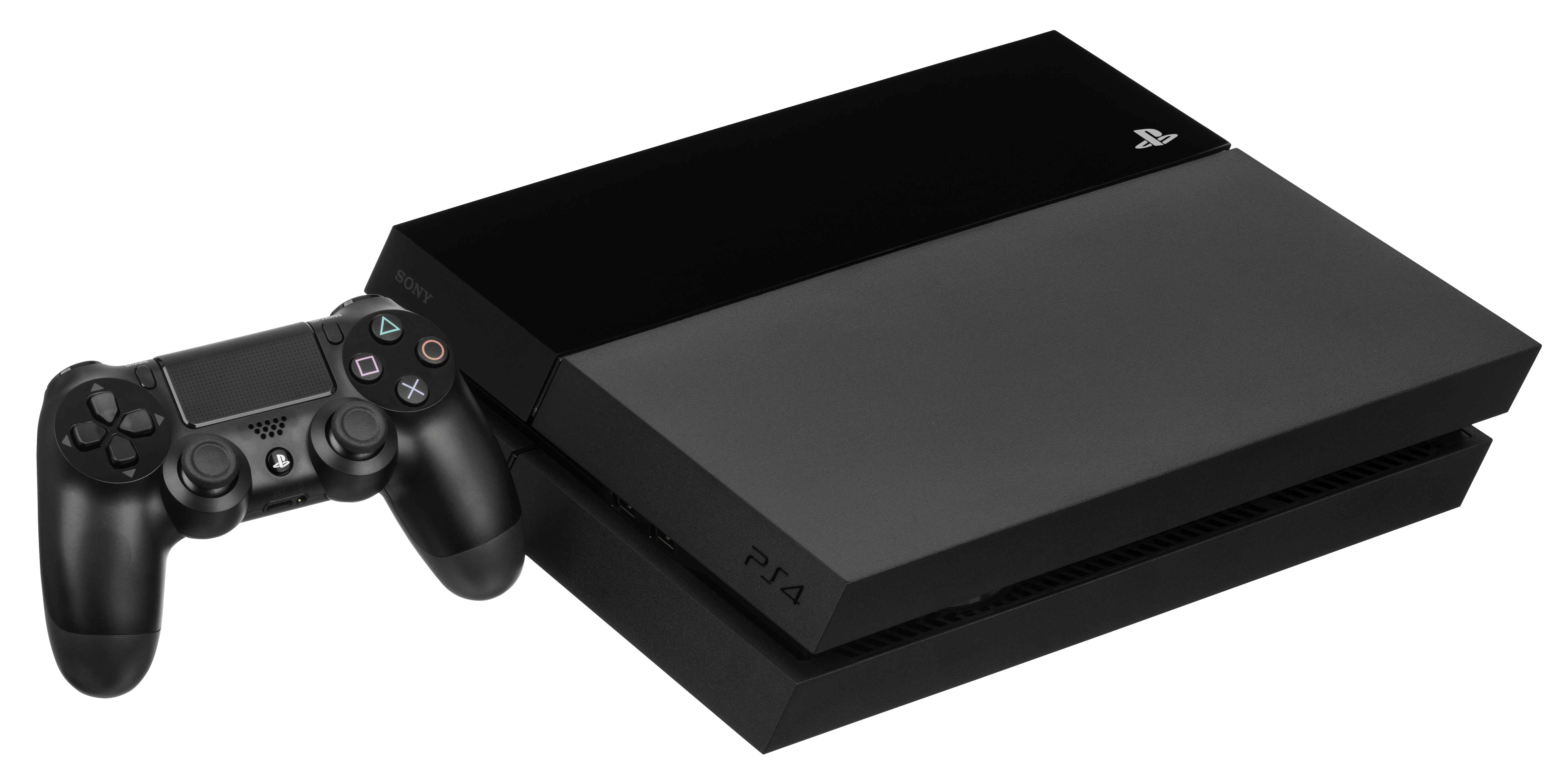
PlayStation 4 (2013)
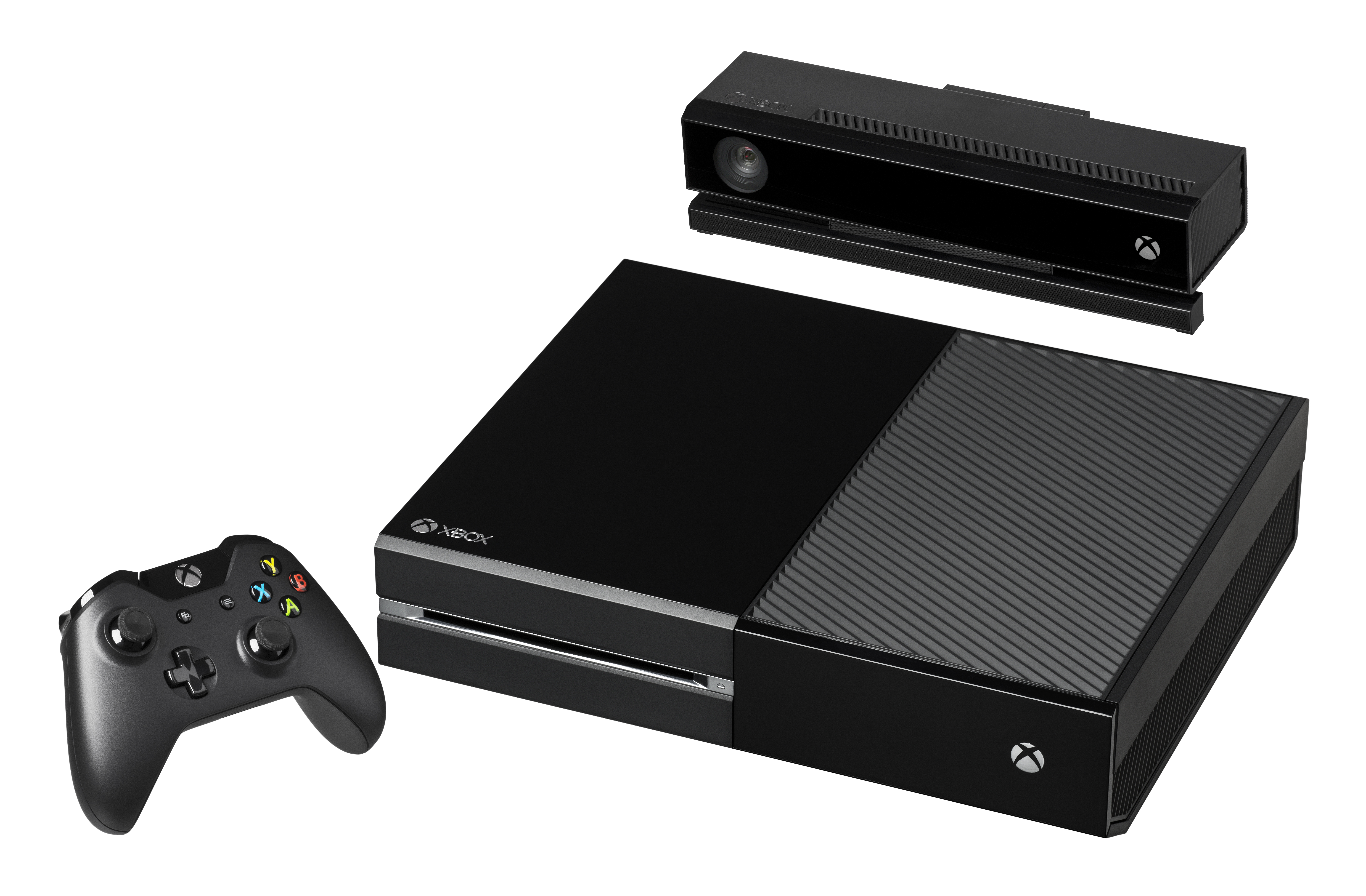
Xbox One (2013)
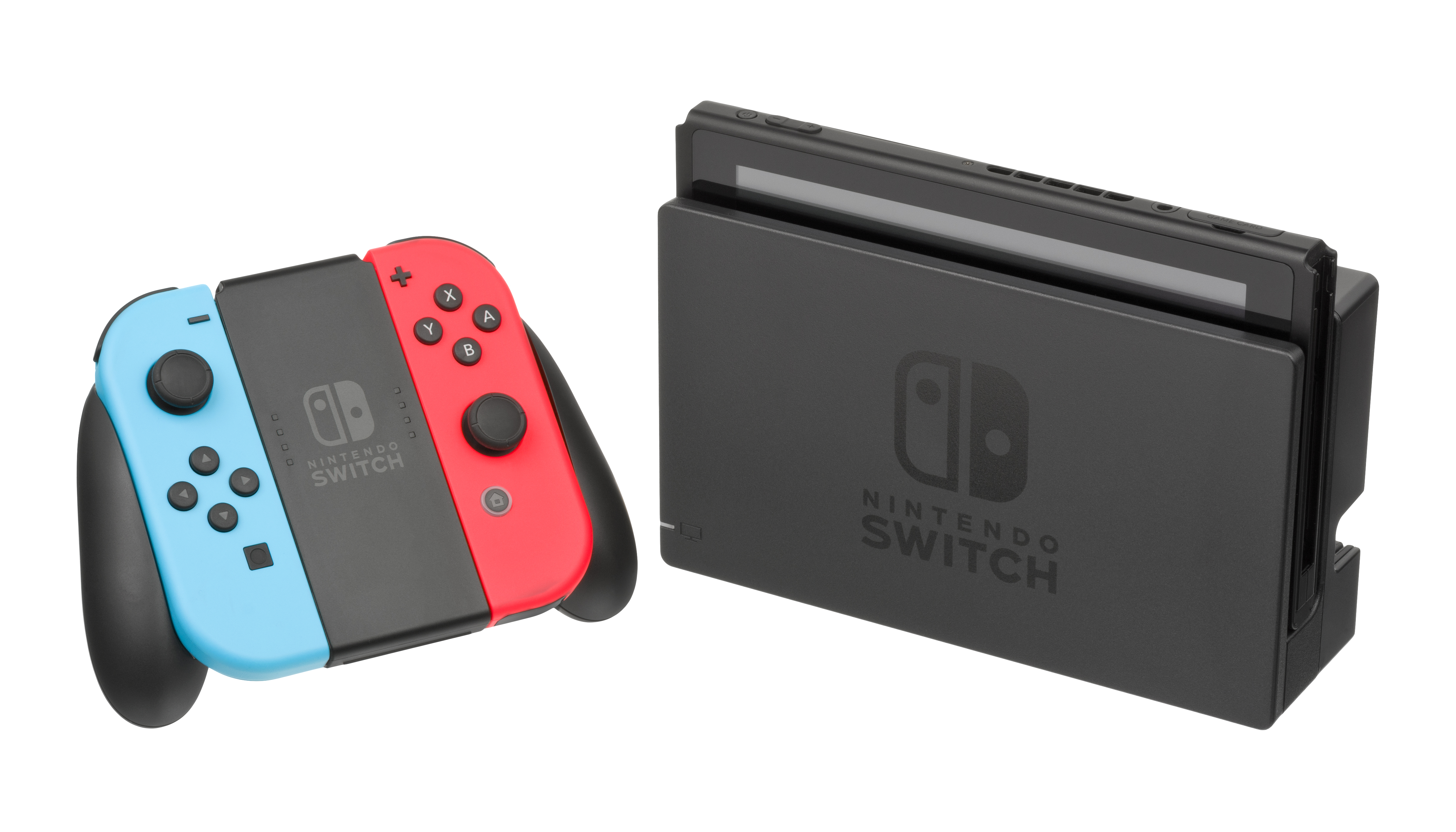
Nintendo Switch (2017)

### Devátá generace (2020-dosud)
Součástí deváté generace jsou nové řady herních konzolí PlayStation 5 od Sony a Xbox Series X od Microsoftu, které vyšly v roce 2020. Začátkem roku 2025 by měl přibýt nástupce konzole Nintendo Switch od Nintenda.